# Peugeot 306
La Peugeot 306 est une automobile compacte du constructeur français Peugeot, commercialisée de 1993 à 2002 (1997 à 2002 pour le break et 1994 à 2002 pour le cabriolet et la berline). Elle a été produite à près de 3 millions d'exemplaires.

## Présentation

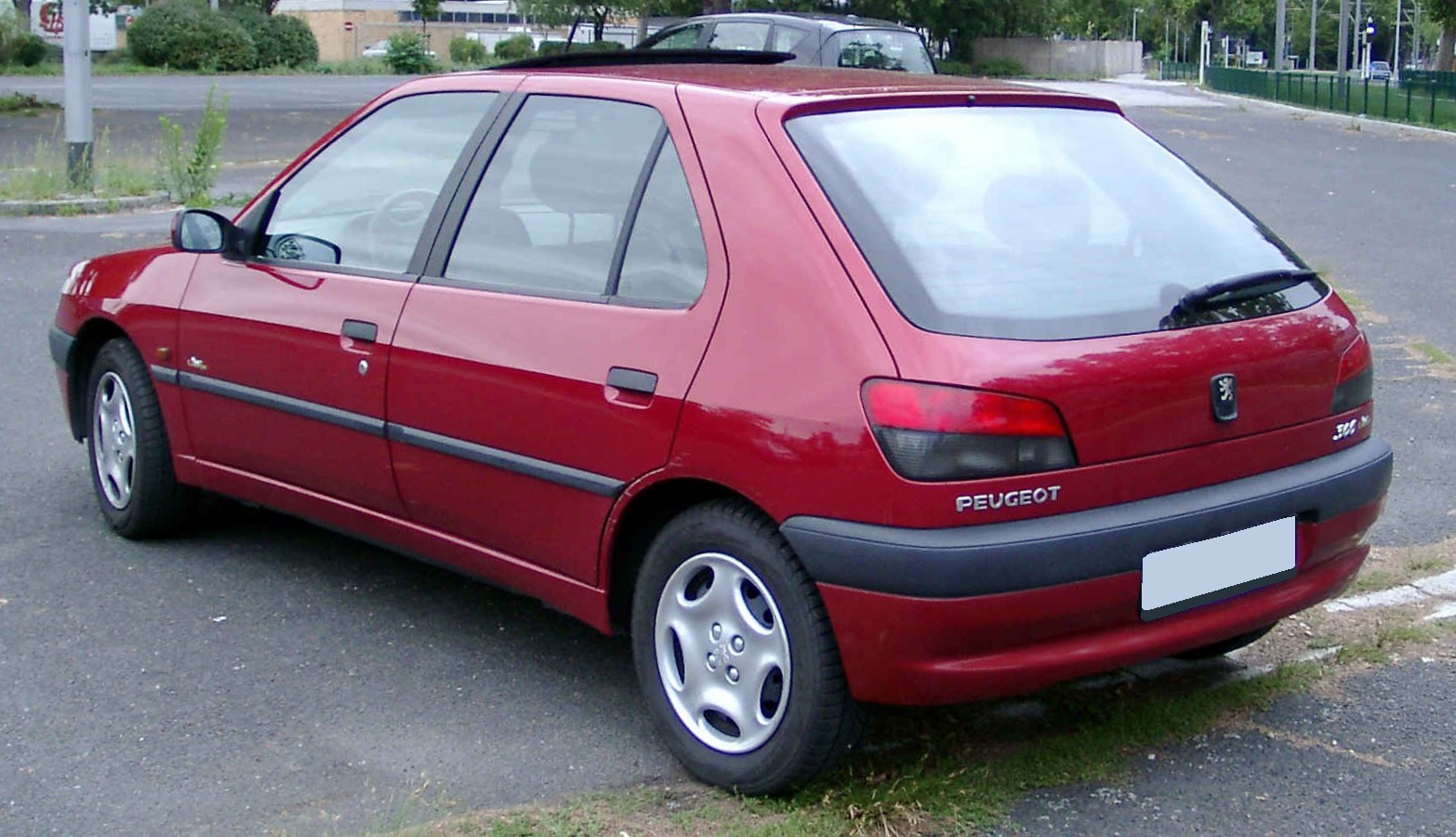
Peugeot 306 Phase II Berline

Remplaçante de la Peugeot 309, elle est vendue en 5 portes dès le 18 février 1993, ainsi qu'en 3 portes et en version diesel dès l'automne 1993. Elle sera ensuite disponible en 4 portes et cabriolet en 1994, puis en break en 1997, jusqu'à l'arrêt de la production en 2001 (2002 pour le break et le cabriolet). La 306 hérite de la plate-forme et de beaucoup d'organes de la Citroën ZX. Curieusement, la filiation Talbot fait encore son apparition sur cette voiture : les tôles comportent un T inscrit dans un cercle embouti à côté du lion Peugeot. La 306 a en effet été fabriquée en premier à l'usine de Poissy, fief de Simca-Talbot. La 306 est une descendante de la Peugeot 309, mais en diffère totalement, de style comme de mécanique comme de chassis. L'usine de Ryton (Royaume-Uni) a aussi produit le modèle par la suite. La conception et la production du cabriolet fut pour sa part confiée à Pininfarina, faisant de la 306 le dernier cabriolet Peugeot assemblée en Italie, en jouxtant pour l'occasion une chaîne d'assemblage consacrée à Ferrari.
Les motorisations disponibles en essence sont de cylindrées 1,1, 1,4, 1,6, 1,8, et 2,0 L. Le moteur 1,1 est apparu sur certaines versions bas de gamme. Les versions 16 soupapes apparaissent en 1993 sur les 2,0 l et 1997 sur les 1,8 l. Il y a également des versions au GPL. Côté diesel, on trouve trois versions atmosphériques (1769 et 1 905 cm3 XUD, puis 1868 DW8), ainsi qu'un turbo-diesel à échangeur de 1,9 l de cylindrée. En 1999, le 1,9 l turbo-diesel sera remplacé par un 2,0 l turbo-diesel HDi à injection directe à rampes communes.
La 306 a été longtemps une vedette des ventes Peugeot. La longévité de la fabrication a vu logiquement s'étoffer l'équipement, et la fabrication a suivi l'évolution des techniques. Les moteurs à essence (sauf quelques rares versions de 1993 à carburateur) étaient à injection et catalysés dès l'origine, alors que les catalyseurs sont apparus sur les versions diesel lors du restylage d'avril 1997. L'antiblocage de roue à 3 capteurs ABS et le coussin gonflable de sécurité se sont généralisés dans l'équipement de série au fil des années. L'évolution des composants et des services associés aux véhicules a vu l'intervalle entre vidanges passer de 7 500 km (comme sur les 305) sur les premiers modèles à 30 000 sur les plus récents, le remplacement de courroie de distribution de 80 000 km ou 5 ans sur les premiers diesel à 160 000 km ou 10 ans sur les HDi. La 306 illustre bien son rôle de charnière des années 95 : première à ne recourir à (presque) aucun carburateur ou allumeur encore courants à sa naissance, elle termine sa carrière avec un accélérateur à potentiomètre, un calculateur de gestion moteur et un calculateur de caisse sur ses dernières versions. Finalement, le peu de pièces communes entre une version de début de fabrication en 1993 et un des derniers modèles de 2002 pourrait conduire à penser qu'il s'agit de modèles différents. Les versions restylées ont inauguré le capteur de pluie Valeo pour la commande automatique des essuie-glace.
Au niveau du châssis, la 306 a toujours fait figure de référence : en effet, son comportement est très sain, les suspensions sont bien équilibrées et le tout est homogène. La tendance au sous-virage des voitures à traction est contrée par l'utilisation d'un essieu arrière auto-directionnel fixé sur des cales élastiques, qui incline légèrement les roues vers l'intérieur des virages serrés augmentant considérablement l'agilité dans les virages et surpassant largement la concurrence, excepté la ZX de conception proche[réf. nécessaire]. De plus, cette voiture vire avec très peu de roulis, ce qui augmente l'agrément en conduite appuyée. La compacité et le centre de gravité bas contribuent à une maniabilité qui a fait de la S16 une vraie voiture de sport au point de donner des idées aux conducteurs des autres modèles moins bien dotés, la D Turbo a par exemple donné une apparence flatteuse aux versions diesel. Le freinage est aussi un point fort des 306[réf. nécessaire], avec des équipements adaptés aux performances de chaque modèle : gros tambours à l'arrière sur les breaks et versions société, disques à l'arrière sur les S16, 1L8, 2L et HDi, disques ventilés à l'avant sur les turbo diesel et essence performantes, la banque d'organes Peugeot a joué à plein, le moteur turbo Diesel s'est par exemple retrouvé aussi sous le capot des 405, 406, Citroën Xsara, Xantia et même jusqu'au 806/Evasion[non neutre].
Les mécaniques simples et la fabrication sérieuse font de la 306 une référence en matière de fiabilité et longévité. Les exemplaires passant les 500 000 km sont fréquents avec un entretien courant très basique. En conséquence, la 306 est encore très présente sur nos routes et certaines pièces détachées sont difficiles à trouver. Le point de fragilité principal est le train arrière sur les véhicules forts kilométrés ou sur les véhicules qui restent très longtemps immobilisés[non neutre].
Le 30 septembre 2023, le Musée de l'Aventure Peugeot a célébré sur son parking de Sochaux les 30 ans du modèle. A cette occasion, plus de 270 exemplaires toutes versions confondues étaient rassemblés.

## Motorisations

### Diesel
|                            | 1.8 D 60               | 1.9 D 64               | 1.9 D 70               | 1.9 TD 75              | 1.9 TD 90              | 1.9 TD 92              | 2.0 HDi 90             |
| Moteur                     | 4 cylindres en ligne   | 4 cylindres en ligne   | 4 cylindres en ligne   | 4 cylindres en ligne   | 4 cylindres en ligne   | 4 cylindres en ligne   | 4 cylindres en ligne   |
| Code moteur                | XUD7 /K                | XUD9 B                 | DW8 / DW8B             | XUD9                   | XUD9T                  | XUD9 TE/L3             | DW10TD                 |
| Cylindrée (en cm3>         | 1 769                  | 1905                   | 1868                   | 1 905                  | 1 905                  | 1 905                  | 1 996                  |
| Puissance maxi             | 60 ch à 4 600 tr/min   | 64 ch à 4 600 tr/min   | 70 ch à 4 600 tr/min   | 75 ch à 4 600 tr/min   | 90 ch à 4 000 tr/min   | 90 ch à 4 000 tr/min   | 90 ch à 4 000 tr/min   |
| Couple maxi                | 110 N m à 2 000 tr/min | 125 N m à 2 500 tr/min | 125 N m à 2 500 tr/min | 125 N m à 2 500 tr/min | 196 N m à 2 250 tr/min | 196 N m à 2 250 tr/min | 205 N m à 2 000 tr/min |
| Boîte de vitesses          | BVM5                   | BVM5                   | BVM5                   | BVM5                   | BVM5                   | BVM5                   | BVM5                   |
| Vitesse maxi (en km/h)     | 161                    | 162                    | 161                    | 162                    | 180                    | 180                    | 178                    |
| 0-100 km/h (en s)          | 16,9                   | 16,9                   | 17,2                   | 16,9                   | 12,3                   | 12,3                   | 12,5                   |
| Consommation (en L/100 km) | 6,2                    | 6,2                    | 6,2                    | 6,2                    | 6,6                    | 6,6                    | 5,2                    |
| Émissions de CO2 (en g/km) | 164                    | 164                    | 164                    | 164                    | 184                    | 173                    | 141                    |

### Essence
|                            | 1.1 60                | 1.4 75                 | 1.6 90                 | 1.6 90                 | 1.6 100                | 1.8 103                | 1.8 103                | 1.8 112                | 2.0 123                | 2.0 135                | 2.0 135                | 2.0 150                | 2.0 155                | 2.0 167                |
| Moteur                     | 4 cylindres en ligne  | 4 cylindres en ligne   | 4 cylindres en ligne   | 4 cylindres en ligne   | 4 cylindres en ligne   | 4 cylindres en ligne   | 4 cylindres en ligne   | 4 cylindres en ligne   | 4 cylindres en ligne   | 4 cylindres en ligne   | 4 cylindres en ligne   | 4 cylindres en ligne   | 4 cylindres en ligne   | 4 cylindres en ligne   |
| Code moteur                | TU1 M                 | TU3 JP / TU3 MC        | TU5 JP                 | TU5 JP                 | TU5 JP+                | XU7 JP                 | XU7 JP                 | XU7 JP4                | XU10 J2C/Z             | XU10 J4R               | XU10 J4R               | XU10 J4D               | XU10 J4/LZ             | XU10J4RS               |
| Cylindrée (en cm3)         | 1 124                 | 1 360                  | 1 587                  | 1 587                  | 1 587                  | 1 761                  | 1 761                  | 1 761                  | 1 998                  | 1 998                  | 1 998                  | 1 998                  | 1 998                  | 1 998                  |
| Puissance maxi             | 60 ch à 6 200 tr/min  | 75 ch à 5 500 tr/min   | 90 ch à 5 600 tr/min   | 90 ch à 5 600 tr/min   | 100 ch à 5 600 tr/min  | 103 ch à 6 000 tr/min  | 103 ch à 6 000 tr/min  | 112 ch à 5 500 tr/min  | 123 ch à 5 750 tr/min  | 135 ch à 5 500 tr/min  | 135 ch à 5 500 tr/min  | 150 ch à 6 500 tr/min  | 155 ch à 6 500 tr/min  | 167 ch à 6 500 tr/min  |
| Couple maxi                | 91 N m à 2 600 tr/min | 111 N m à 2 600 tr/min | 135 N m à 3 000 tr/min | 135 N m à 3 000 tr/min | 135 N m à 3 000 tr/min | 153 N m à 3 000 tr/min | 153 N m à 3 000 tr/min | 155 N m à 3 000 tr/min | 176 N m à 2 750 tr/min | 180 N m à 4 100 tr/min | 180 N m à 4 100 tr/min | 186 N m à 4 100 tr/min | 190 N m à 4 100 tr/min | 193 N m à 4 100 tr/min |
| Boîte de vitesses          | BVM5                  | BVM5                   | BVM5                   | BVA4                   | BVM5                   | BVM5                   | BVA4                   | BVM5                   | BVM5                   | BVA4                   | BVM5                   | BVM5                   | BVM5                   | BVM6                   |
| Vitesse maxi (en km/h)     | 155                   | 170 (173)              | 182                    | 174                    | 183                    | 184 à 185              | 187 à 188              | 192 (195)              | 197                    | 201                    | 199                    | 215                    | 215                    | 220                    |
| 0-100 km/h (en s)          | 18,4                  | 14,7 (14,9)            | 13,9                   | 14,1                   | 10,3                   | 11,4 à 12,2            | 12,1                   | 9,6                    | 9                      | 10,4                   | 9,8                    | 9,1                    | 9,2                    | 7,1                    |
| Consommation (en L/100 km) | 6,7                   | 6,9 (6,9)              | 7,3                    | 7,3                    | 6,9                    | 9,7                    | 9,1                    | 8,3 (11)               | 8,2                    | 9,1                    | 9,2                    | 9,3                    | 8,6                    | 9,4                    |
| Émissions de CO2 (en g/km) | 160                   | 173                    | 189                    | 177                    | 165                    |                        | 217                    | 193                    | 195                    | 219                    |                        |                        | 205                    |                        |

## Carrosseries

### 306 Hayon (3 portes - 5 portes)
Phase 1 (1993-1997)
Février 1993 (1.1) : Lancement de la 306, d'abord uniquement disponible en 5 portes, puis viendra s'ajouter la version 3 portes dans le courant de l'année.
Juillet 1994 (1.2) :
- Logo de calandre redessiné
- Bouton de coffre modifié

Phase 2 (1997-2000)
Avril 1997 : Restylage de toute la gamme et apparition du break.
- Les feux avant intègrent désormais les clignotants et sont restylés
- Les antibrouillards avant sont oblong (pour les modèles équipés) et rond pour la S16. (rectangulaire sur les phases 1)
- Nouvelle calandre et nouveau logo
- Nouveaux feux arrière
- Apparition du 3e feu stop
- Nouveau bouton de coffre avec l'apparition du logo
- Nouveaux monogrammes "Peugeot" et "306" sur le coffre
- Compteur kilométrique digital (à rouleau sur les phases 1)

Phase 3 aussi appelée 2.2 (2000-2001)
Septembre 2000 : Toutes les versions se rapprochent visuellement de la S16.
- 4 airbags de série
- Peinture intégrale
- Remplacement des phares stries par des nouveaux phares lisses avec réflecteur
- Antibrouillard avant rond de série sur tous les modèles
- Les répétiteurs latéraux de clignotants sont désormais blancs (orange précédemment)
- Console centrale gris métallisé
- Pommeau de levier de vitesse couleur aluminium sur le dessus
- Nouveau capot légèrement plus bombé

Juin 2001 : Fin de production des versions 3 et 5 portes uniquement

### 306 Berline (4 portes)
Les différentes finitions disponibles sont les suivantes : XA (société 2 places), XR, XT, ST (Sedan uniquement), XS (finition sport), XSI, S16, puis Equinoxe, Symbio, Cashmere (depuis le restylage d'avril 1997), avant de revenir aux XR, XT, XT Pack de 1999 à 2002. On trouve également des intérieurs « Roland Garros » (tons verts), Eden Park (cuir beige avec appuie-tête en forme de ballon de rugby) et de nombreuses séries spéciales aux complexes variations d'équipement.
Ces deux séries limitées et néanmoins haut de gamme de par leurs équipements étaient motorisées en 1,9 L TD avec jantes aluminium et tapis de sol de séries, griffés de la marque sponsor du véhicule. Les blasons Roland Garros et Eden Park apparaissent à côté du logo 306 arrière sur le hayon et le coupé et sur les côtés à l'avant uniquement pour les breaks et hayons Eden Park. Dotés d'une climatisation manuelle ainsi que de détecteurs de pluie, ce sont les dernières 306 turbo Diesel produites en Europe aux alentours des années 1999 avant l'avènement des 306 break et hayon à motorisation HDi.

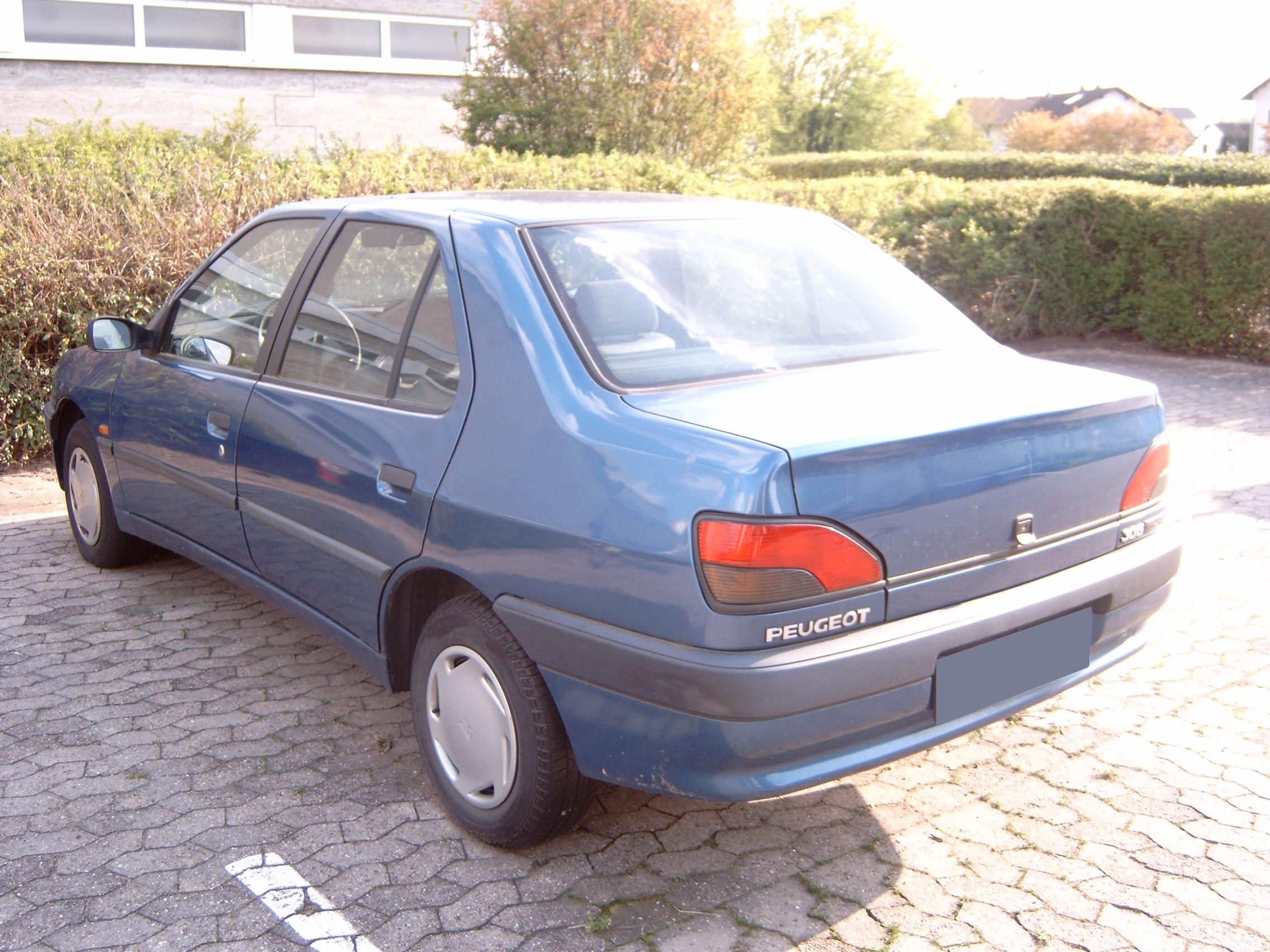
Peugeot 306 berline phase 1
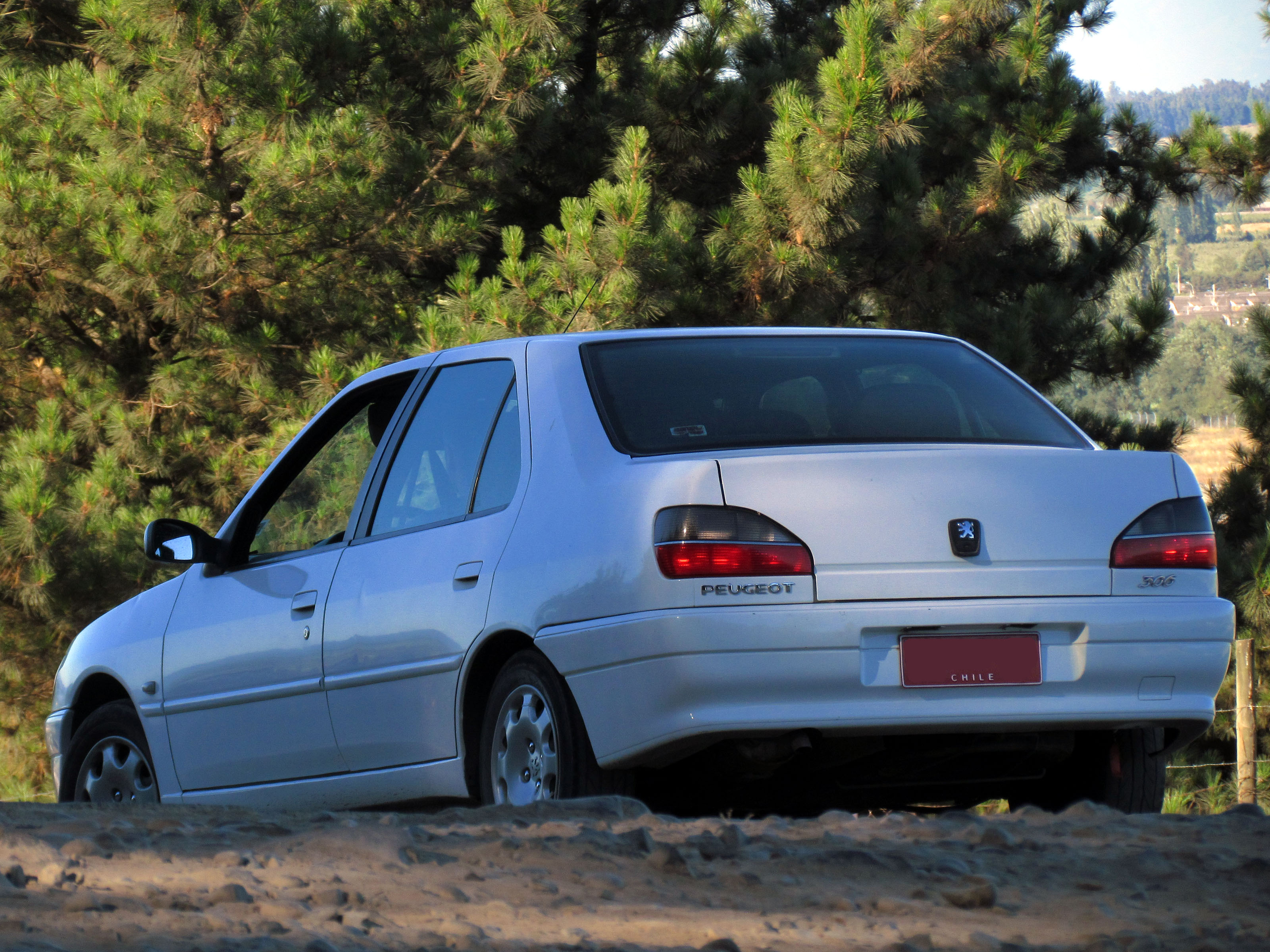
Peugeot 306 berline phase 3

### 306 Cabriolet

#### Présentation
La Peugeot 306 Cabriolet  a été présentée au salon de Francfort à l'automne 1993 et commercialisée de mars 1994 à 2002. Son design est dû au célèbre carrossier italien Pininfarina, plus précisément au designer Pietro Camardella qui dessina plusieurs Ferrari dont la célèbre Ferrari F40.
Sa mission s'avère novatrice, en effet, la berline 4 portes aboutirait à un cabriolet trop long, et la version 3 portes aurait donné naissance à un modèle trop court. Ainsi, l'empattement est alongé de 4cm par rapport à une version 5p pour aboutir à une longeur totale de 4,18m.
Cabriolet traditionnel avec toit souple en toile, doté d'un coffre à capote séparé et donc d'un coffre à bagages avec un volume fixe et relativement important pour un véhicule de ce type, il est le dernier produit par Peugeot, qui s'orientera ensuite vers les formules Coupé cabriolet.
Une large majorité des modèles a été assemblée dans les usines Pininfarina à Cambiano, dans la banlieue de Turin.
La 306 cabriolet a obtenu en 1994 le titre du plus beau cabriolet de l'année et au salon de Genève en 1998 le prix du cabriolet de l'année.
Le 31 août 1998, le 50 000e exemplaire a été assemblé à Turin.
Les options disponibles étaient entre autres :
- hard top, (12 000 FRF) rendant le 306 cabriolet plus agréable pour l'hiver.
- capote électrique,
- ABS,
- climatisation,
- jantes alliage (série sur Roland Garros),
- sellerie cuir,
- capote de couleur bleue, rouge, ou verte sur les versions restylées (option non payante).

Certaines options étaient montées en série sur les motorisations 2 litres.
La phase 3 était équipée en série de l'ABS.
Hors de France, il existe des versions spéciales telles que platinum (Allemagne) ou suisse (Suisse) équipées de série avec les sièges chauffants en cuir et les lave-phares, la climatisation est également de série.
Ces versions ne sont disponibles qu'avec le moteur 2.0 16V 135 ch, cependant quelques rares exemplaires existent en 1.8 16V.

#### Motorisations
La 306 cabriolet a été déclinée avec 3 principales cylindrées 1,8 litre et 2 litres (8 soupapes en phase 1 et 16 en phase 2 & 3), 1,6 litre 8 soupapes (phases 2 & 3 seulement).
- Le 1,6 litre (8 soupapes) de la phase 2 développe 90 ch, puis 100 ch sur la phase 3. On peut différencier les deux grâce à la sonde lambda placée différemment sur le collecteur d’échappement et grâce au catalyseur placé sous la caisse pour la phase 2, puis en sortie de collecteur pour la phase 3.
- Le 1,8 litre 8 soupapes (phase 1) développe 103 ch et la version 16 soupapes (phases 2 & 3) développe 112 ch (nota : le 1.8 avec boîte automatique n'était disponible qu'en 8 soupapes).
- Le 2 litres 8 soupapes (phase 1) développe 123 ch et le 2 litres 16 soupapes (phases 2 & 3) développe 135 ch.

#### Phases
La 306 cabriolet fut déclinée en 3 "Phases".
La Phase 1 fut commercialisée de 1993 à 1997. Elle se caractérisait principalement par l'avant assez carré et des phares antibrouillard (lorsqu'ils étaient installés) de forme rectangulaires. Au niveau du coffre, le bouton d'ouverture est rectangulaire et sans le logo Peugeot.
La Phase 2 (2.1) fut commercialisée de 1997 à  juin 2000. Elle a pris la forme plus arrondie des 306, et les phares antibrouillards, (lorsqu'ils sont installés) sont ronds et à glace striée. Au niveau du coffre, le logo Peugeot fait son apparition sur le bouton d'ouverture du coffre et les phares et clignotants avant sont d'une seule pièce (séparés sur les phases 1).
La Phase 3 également appelée phase 2.2 fut commercialisée à partir de juin 2000 jusqu'à l'arrêt de la production en 2002. Cet ultime restylage reprend celui de la berline et adopte la face avant de la S16 2.1 (avec feux et anti-brouillard à glace lisse…) et apporte un meilleur confort et une finition accrue. Les baguettes et bandeaux de pare-chocs noir mat sont conservés mais affinés étirant la belle ligne. Tous les modèles disposent de série de 4 airbags (2 frontaux et 2 latéraux placés dans les sièges).
À l’extérieur :
- Les baguettes de portes fines ;
- Les phares et antibrouillard à glaces lisses (striées sur la phase 2) ;
- Les coques de rétroviseurs et poignées peintes couleur caisse (disponible uniquement sur les versions 2,0 L en phase 2) ;
- La lame de S16 sous le pare-chocs avant disparaît sur la phase 3 ;
- Le capot phase 3 est légèrement plus bombé.

À l'intérieur :
- Le compteur et la console centrale gris (noirs sur phases 1 et 2 ; imitation ronce de noyer sur 2,0 L) ;
- Le lion sur le volant chromé (noir sur phase 2) ;
- Pastille de levier de vitesse en aluminium ;
- La version velours de l'intérieur phase 2 est remplacée par un tissu noir avec des motifs et les dossiers des sièges avant intègrent un coussin gonflable de sécurité (« airbag ») latéral.
- L'ouverture à distance se fait grâce à un système haute fréquence au lieu d'un système infrarouge.

Sa fabrication s'est arrêtée en juillet 2002, en faisant l'ultime carrosserie de la 306 à quitter les chaînes d'assemblage, après l'arrêt de la berline en mai de la même année.

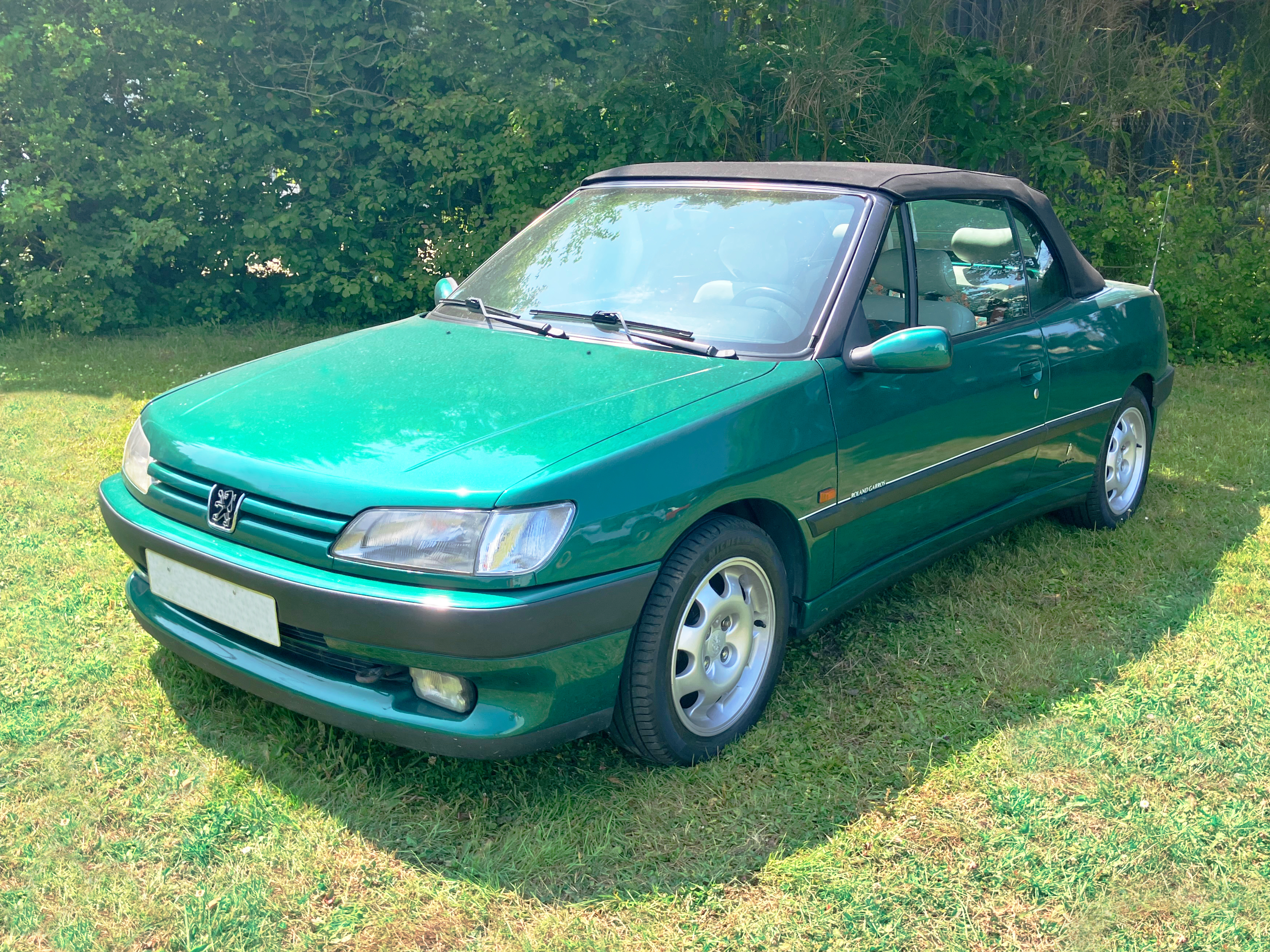
306 cabriolet phase 1…
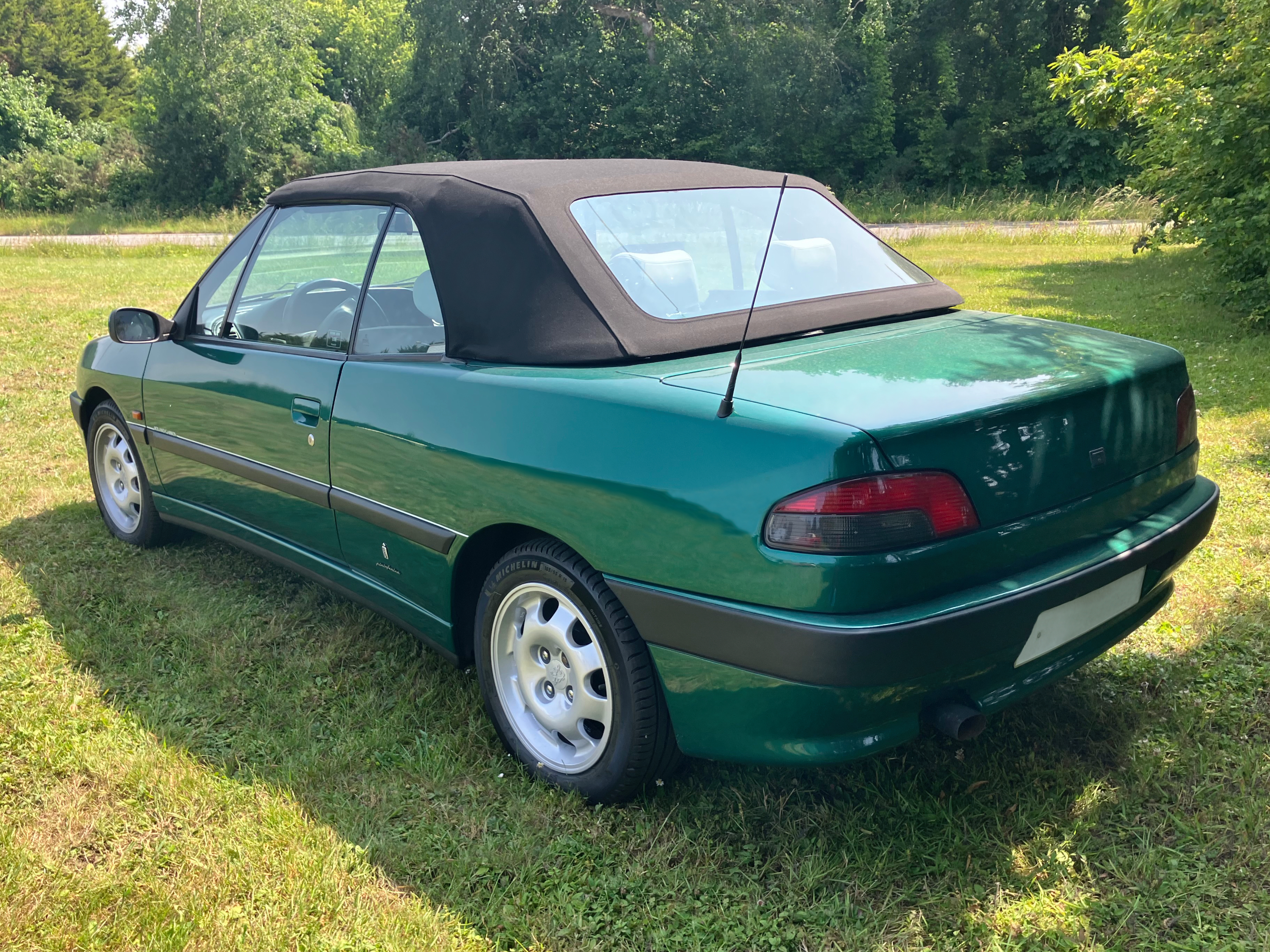
… série spéciale Roland-Garros
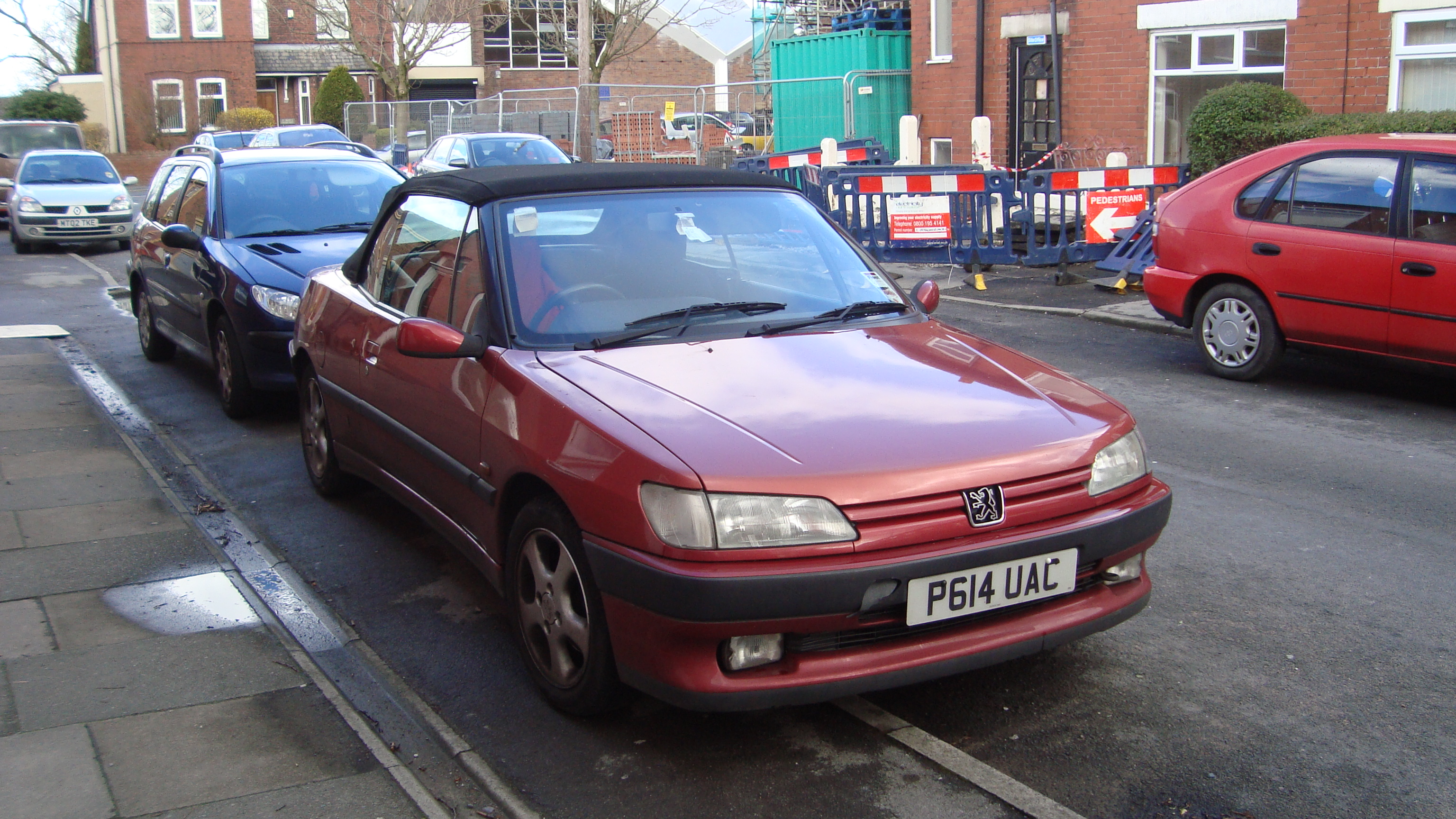
306 Cabriolet phase 1
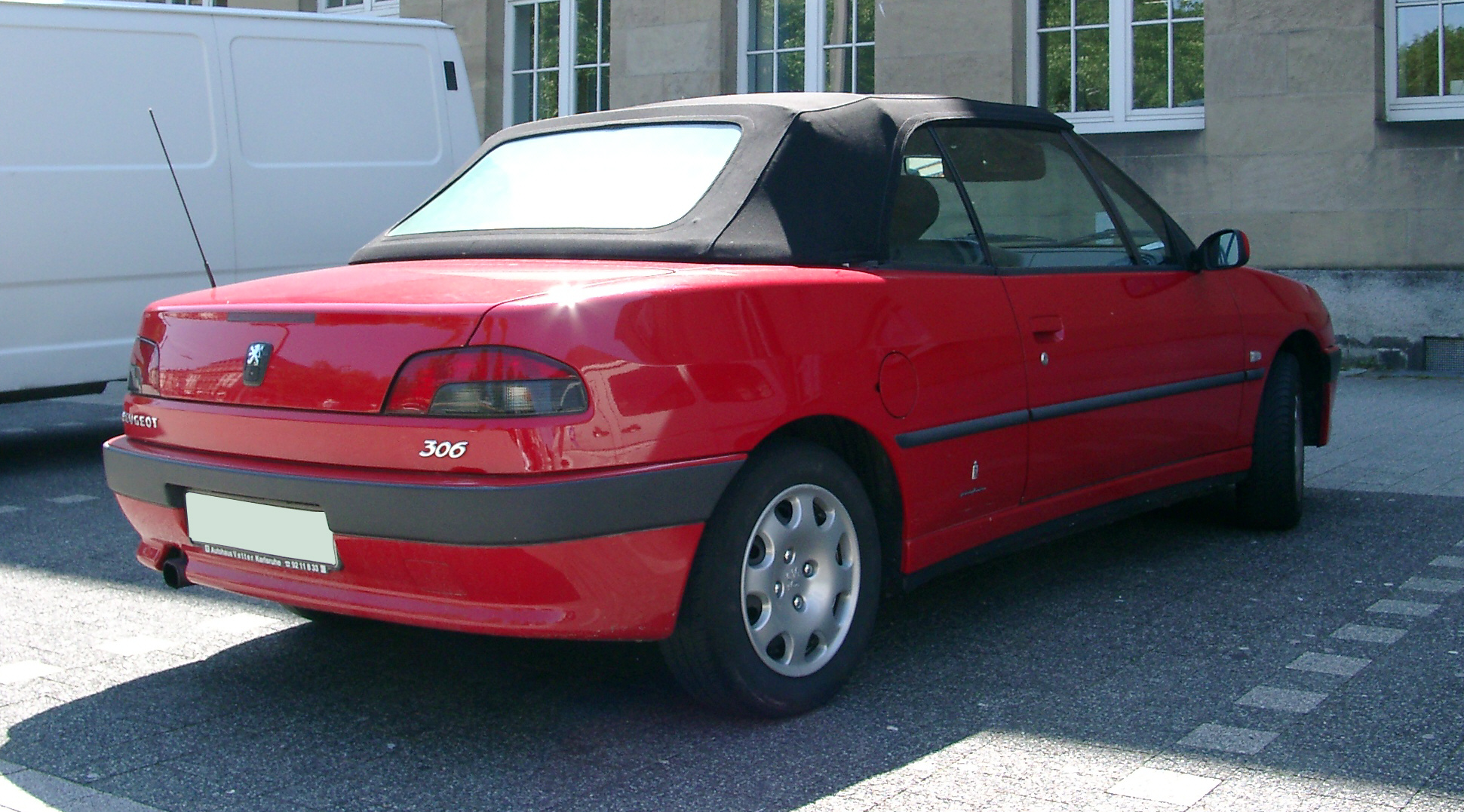
306 Cabriolet phase 2
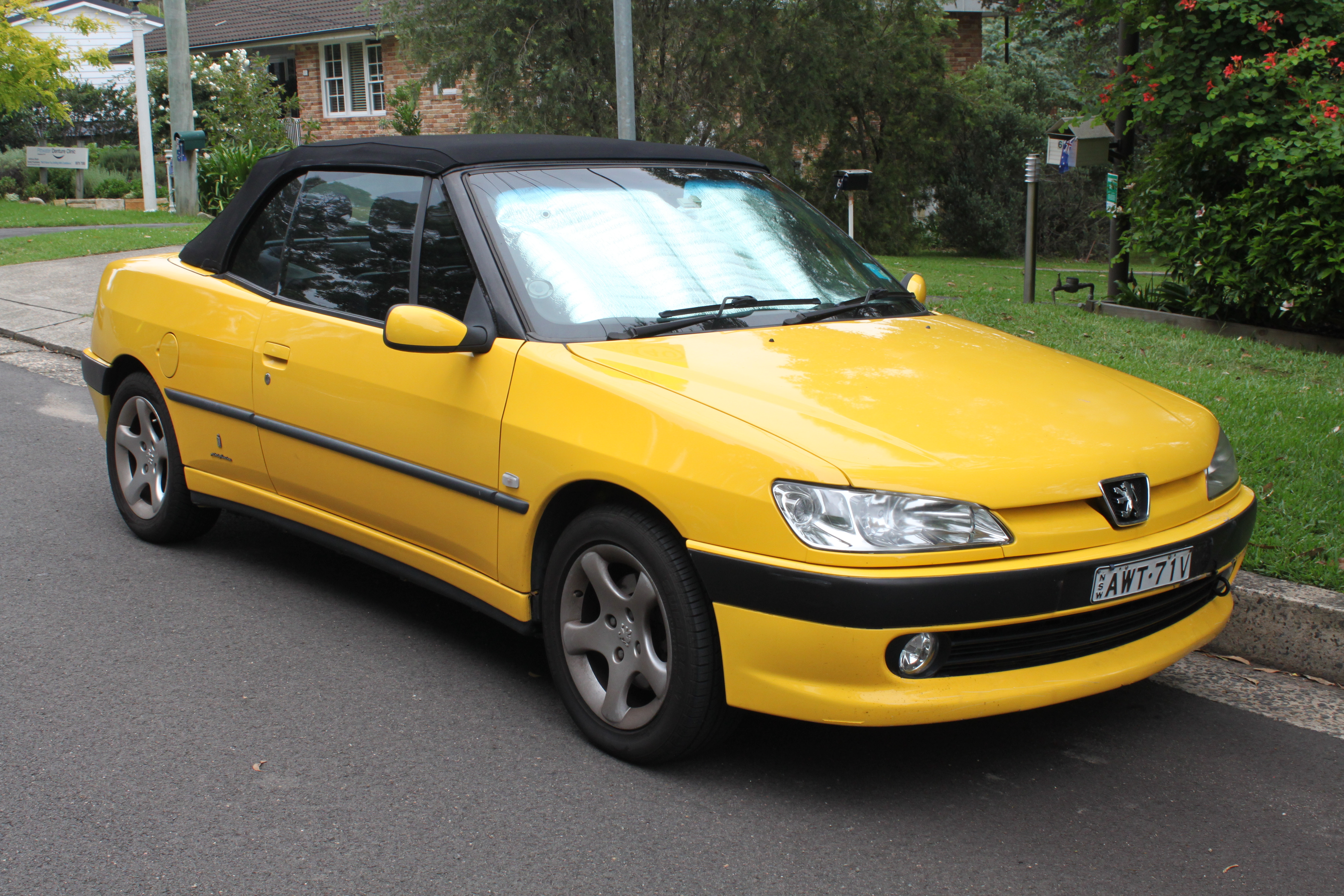
306 Cabriolet phase 3 (en Australie)
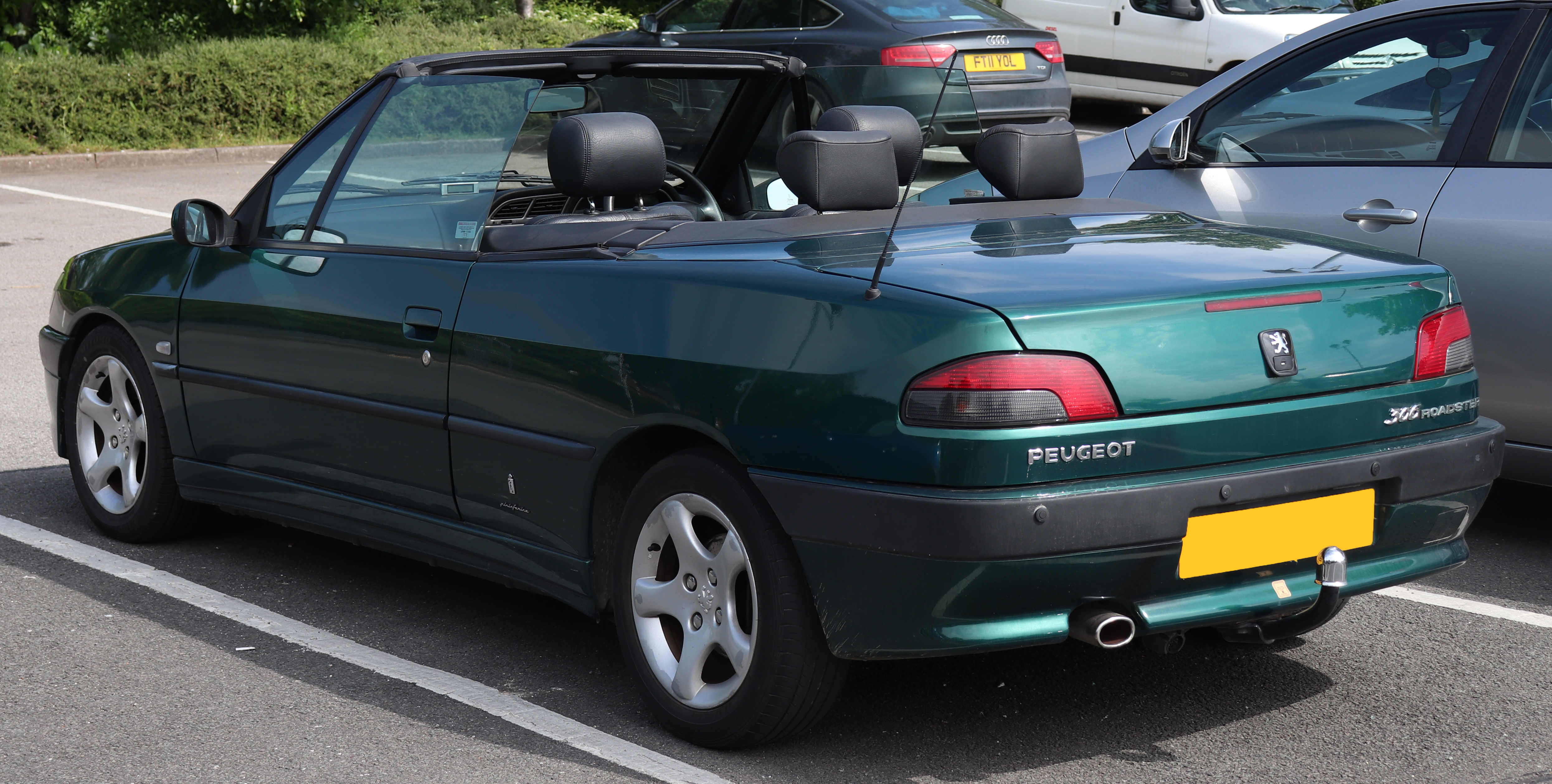
306 Cabriolet phase 3

### 306 Break
Le 306 Break est présenté à l'occasion du restylage de la gamme, en avril 1997. Exclusivement fabriqué à l'usine PSA de Madrid, ce break est conçu sur la base de la version 5 portes.
Quelques exemplaires en kits CKD furent également assemblés en Uruguay par l'entreprise locale Oferol.
En 1998, le préparateur Dangel présente un prototype de 4x4 au Mondial de l'Auto de Paris. Ce modèle unique n'a pas survécu en tant que tel, la marque l'ayant par la suite retransformé en simple 4x2.
En 1999 est présenté le concept-car d'un break de chasse trois portes pour mettre en avant le nouveau moteur HDi.

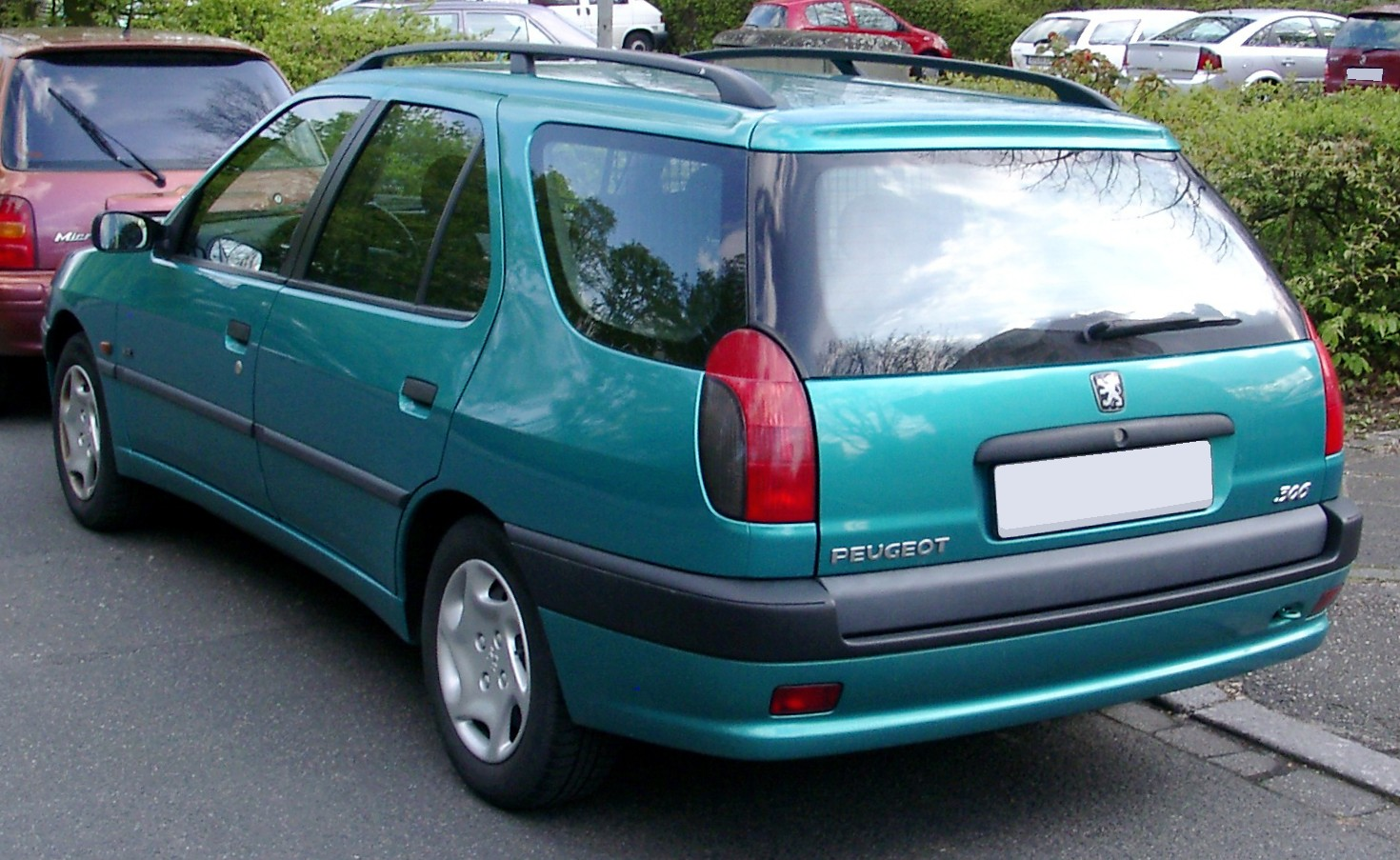
Vue de l'arrière.

## Les différentes versions

### 306 XSI

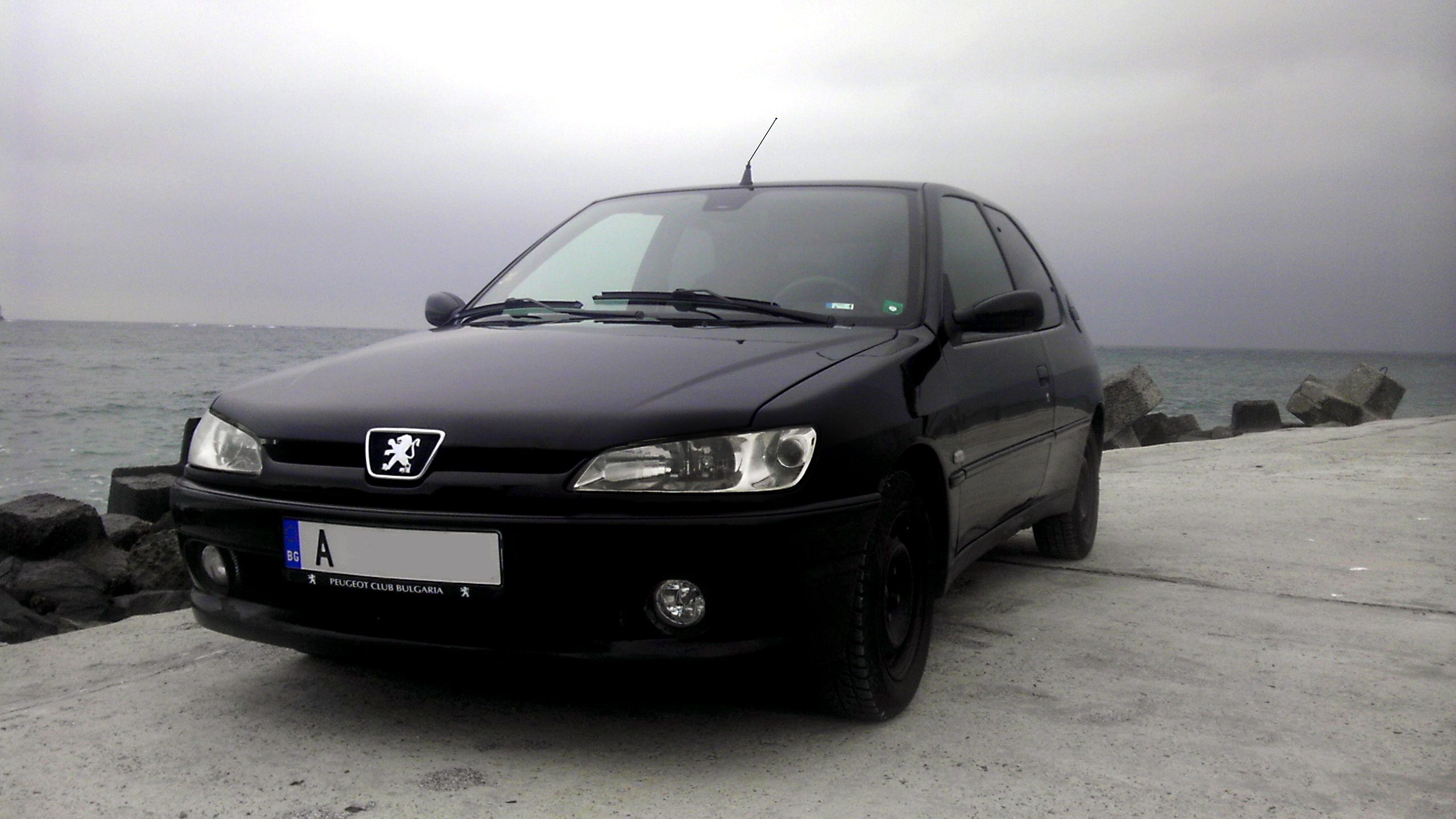
Peugeot 306 XSI

La 306 XSI est un modèle sportif de la 306 qui est plutôt méconnu, disponible en 3 et 5 portes, elle est restée dans l'ombre de la grande sœur S16. Équipée de semi baquet velours (sur Ph1 et tissus sur Ph2), jantes en 15 pouces en toles (jantes alu LAZER en option), antibrouillard, aileron et bas de caisse (sur Ph1), elle avait pourtant tout pour plaire. Équipé de freins à disques avant (266 mm x 20 mm) et freins à disques arrière (247 mm x 8 mm), elle dispose aussi des barres anti-devers de la S16.
La version XSI a été proposée en deux motorisations, le 2l 8S (XU10J2) de 123 ch pour les premières phases (1.1 et 1.2) et le 2l 16S (XU10J4R) de 135 ch pour les phases 2.1 (pour les phases 2.2 l'appellation XSI a disparu et les dernières XSI commandées seront livrées avec le monogramme XS). Certaines versions export étaient aussi proposées avec le 1.8l 16S (XU7JP4) de 112 ch.

### 306 S16/GTI

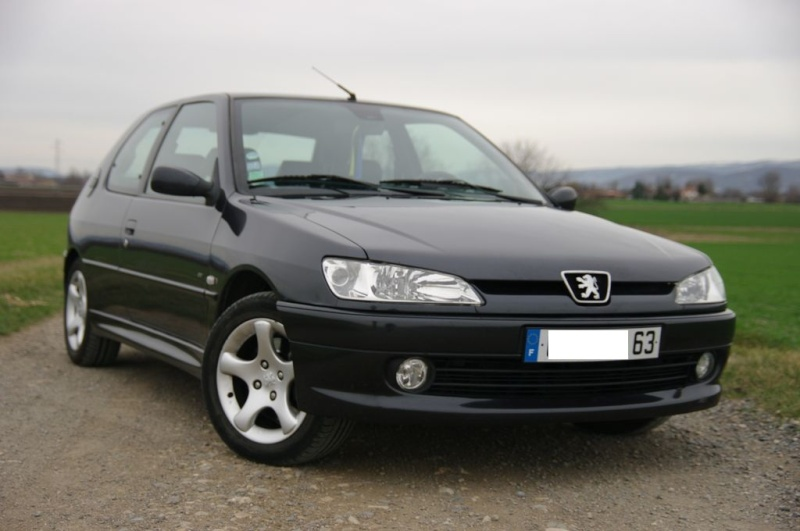
Peugeot 306 S16 BV6

Le côté sportif est assuré par la S16 (aussi appelée GTI en Belgique -Belgian Procar 1998 et 1999, ainsi que des victoires lors des 24 Heures de Spa 1999 et 2000-, Espagne, Suisse, et Danemark -où elle remporte le championnat danois des voitures de tourisme en 1999, 2000 et 2001-, et GTI6 au Royaume-Uni), possédant au départ un 2,0 l 16s, avec un système d'admission à caractéristiques acoustiques variables (ACAV), qui développe 155 ch la première année (1993) puis 150 ch à partir de 1994 (à cause des normes antipollution) et d'une boîte 5 rapports. En 1993, Peugeot sort la 306 « Le Mans », édition limitée de la S16 à quelque 400 exemplaires à peine, pour fêter les victoires de Peugeot aux 24 Heures du Mans. Une nouvelle version de la S16 est développée un peu avant le restylage de juin 1997 et commercialisée dès octobre 1996. Elle est munie d'un nouveau bloc 2,0 l 16v développant 167 ch, ainsi qu'une boîte 6 vitesses. La S16 boîte 6 est proposée en deux finitions à partir de 1998 : Comfort (bon marché, plus légère) et Premium (mieux équipée : climatisation automatique, rétroviseurs motorisés, lève-vitres électriques, détecteur de pluie, antibrouillard, cuir/tissu (ou alcantara en option), toit ouvrant (en option)). La Peugeot 306 S16 servira de base à la 306 Maxi, destinée au rallye.

### 306 Le Mans
Peugeot Talbot Sport obtient un triplé historique aux 24 Heures du Mans 1993. Pour fêter le titre, Peugeot décide de sortir une série limitée sur base de 306 S16. Cette 306 appelée "Le Mans" est numérotée, et de couleur unique Rouge Lucifer M0KQ. Elle possède l'équipement de base d'une S16, avec en supplément : des inserts imitation carbone (Console centrale, Lion sur le volant), une sellerie en alcantara, des badges extérieurs sous le feu arrière droit et sur les portières, une bande grise tout le long des portières avec le numéro côté conducteur et une flamme Peugeot Talbot Sport à gauche sur la calandre. Le modèle était dépourvu de climatisation, toit ouvrant ou autre option mais on notera qu'il était possible d'acheter un auto-radio en accessoire concessionnaire.
Cette série était également disponible sur 106 (base de XSi) et sur 405 (base de Mi16).

### 306 Rallye
Peugeot sort une deuxième et dernière série spéciale sportive destinée au marché Britannique. La "rallye" est une simple S16 confort badgée. Elle est limitée à 500 exemplaires et disponible en trois couleurs Blanc Banquise P0WP, Rouge Vallelunga P3KB et Noir Onyx P3XY.

### Les séries spéciales

#### Alpine
La 306 série Alpine a été vendue pour le marché britannique. Elle aurait eu deux couleurs Bleu Génésis M0NW et Blanc Banquise P0WP.

#### Bahia

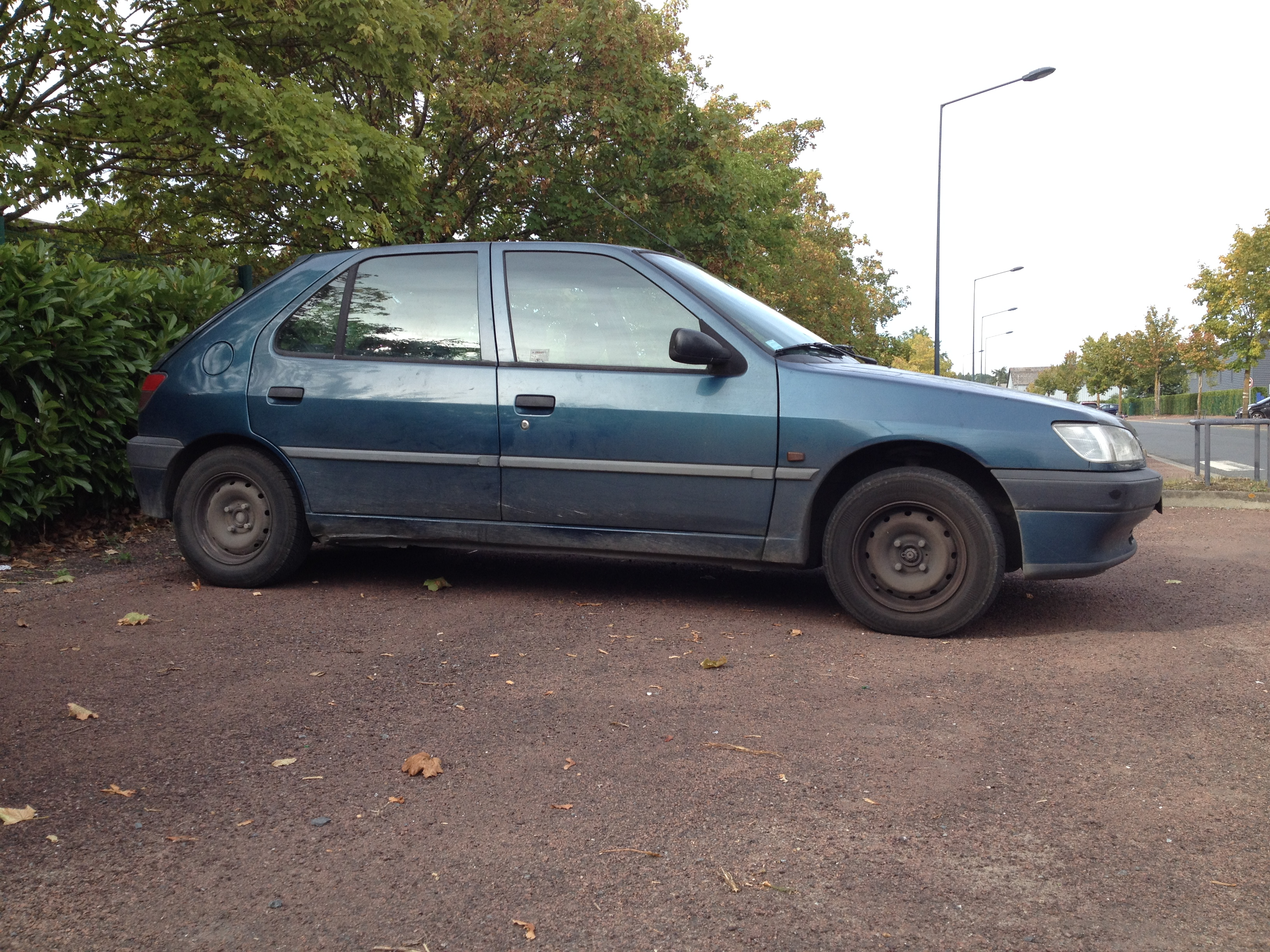
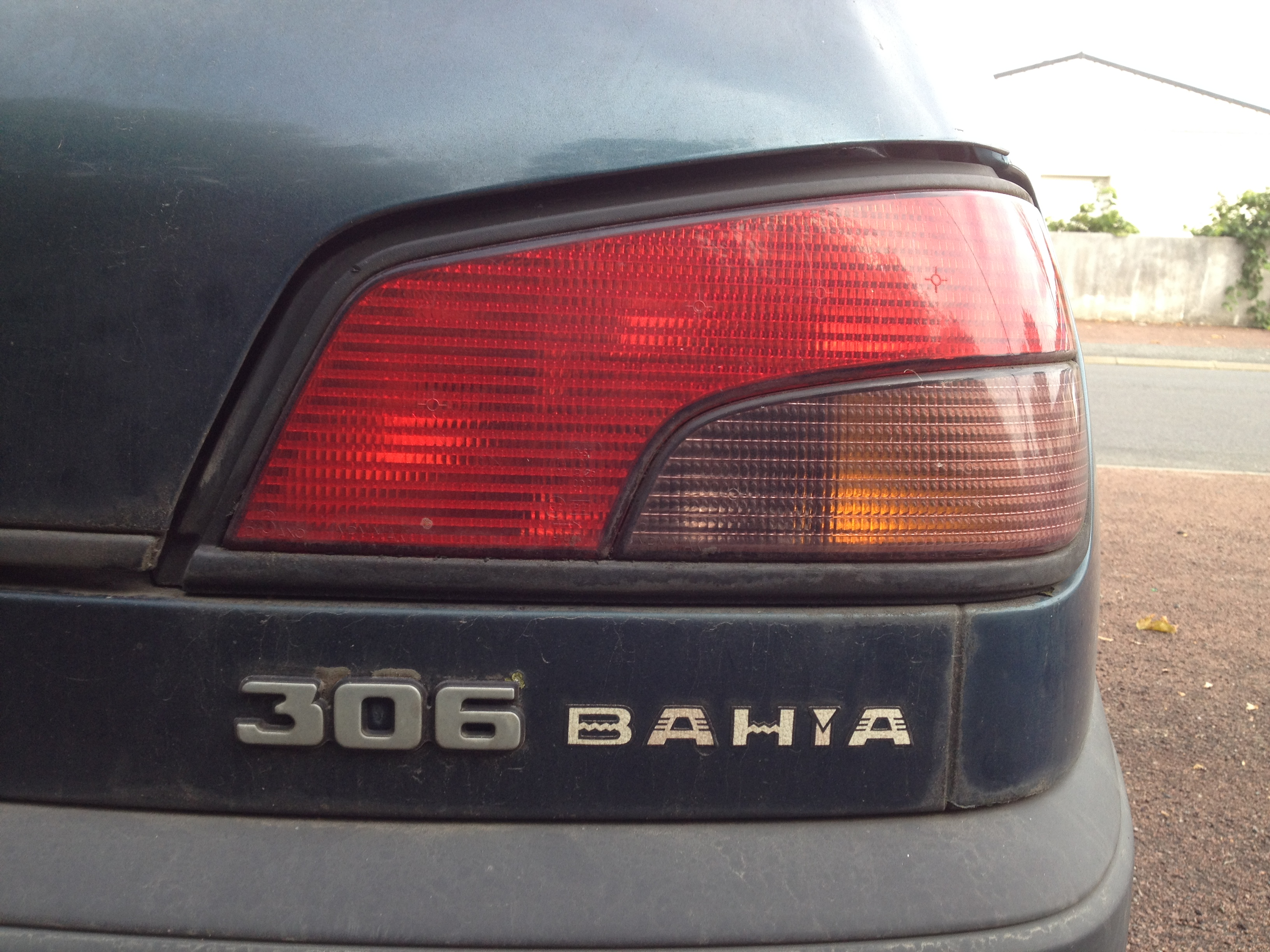

Cette série était livrée avec la couleur Bleu de Saxe M0PJ.

#### Belfort

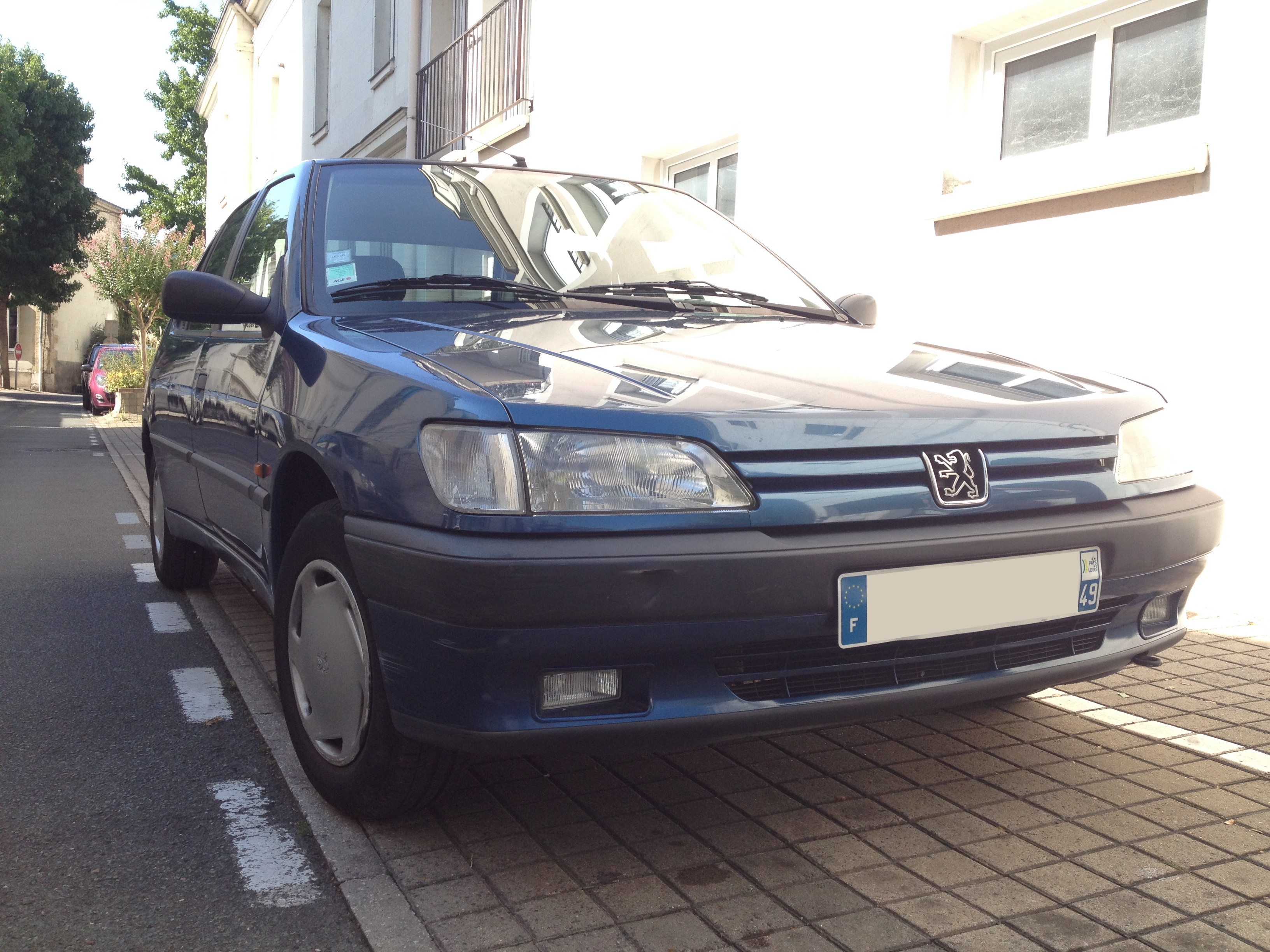
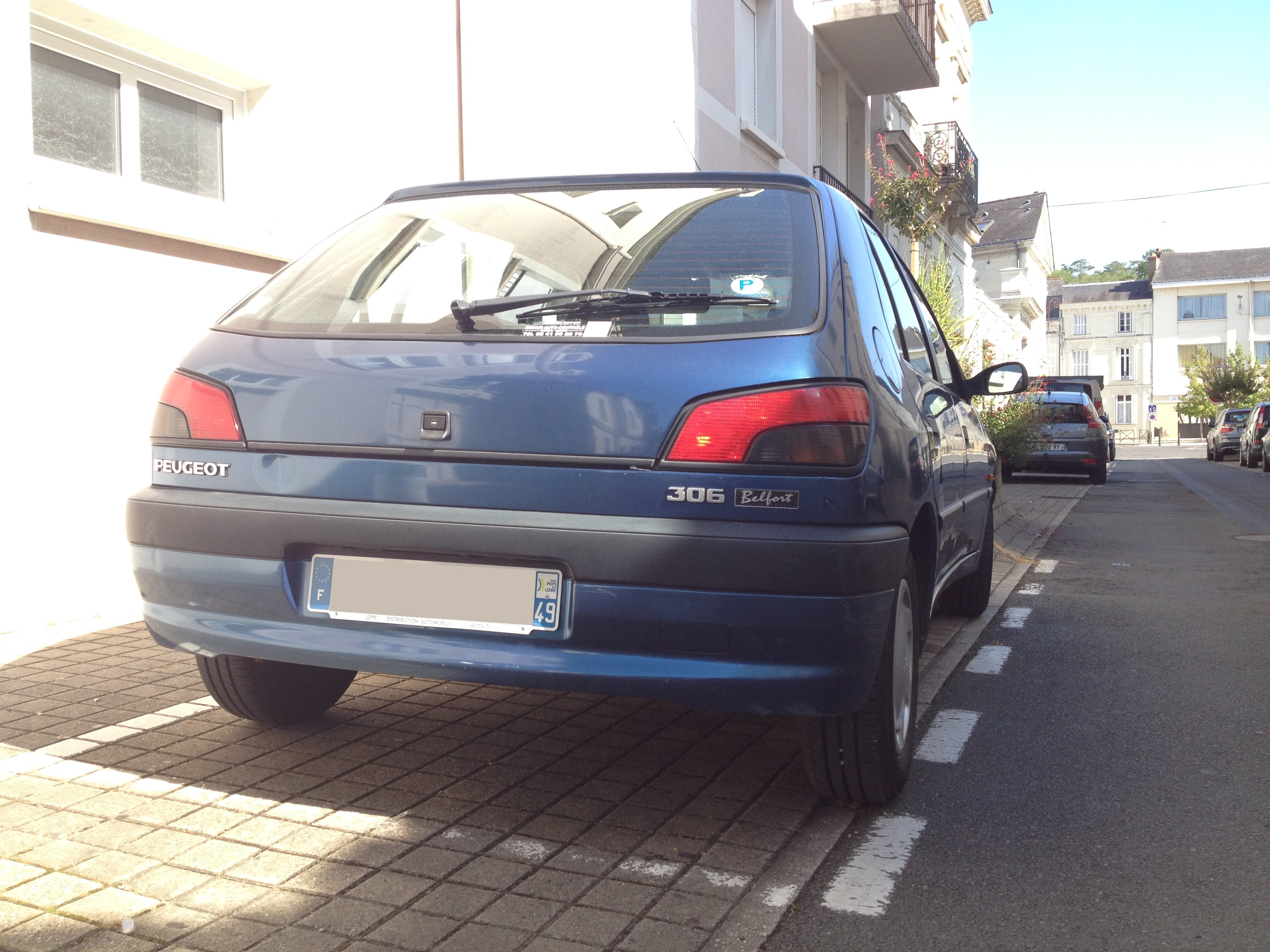
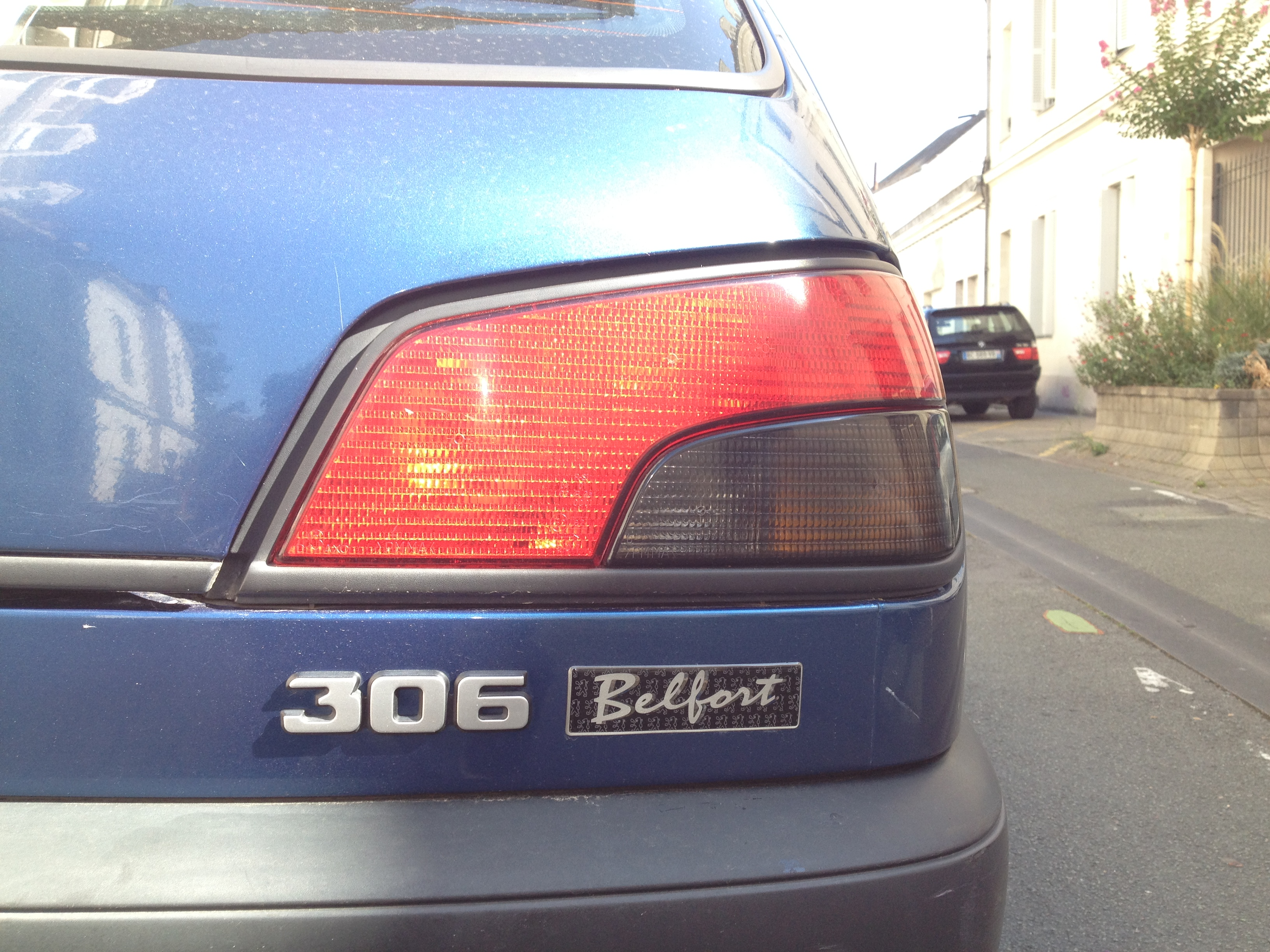

Cette série spéciale a été livrée en diverses couleurs dont Rouge Lucifer M0QK, Bleu Miami M0MY et Bleu Impérial P3NP.

#### Boulevard

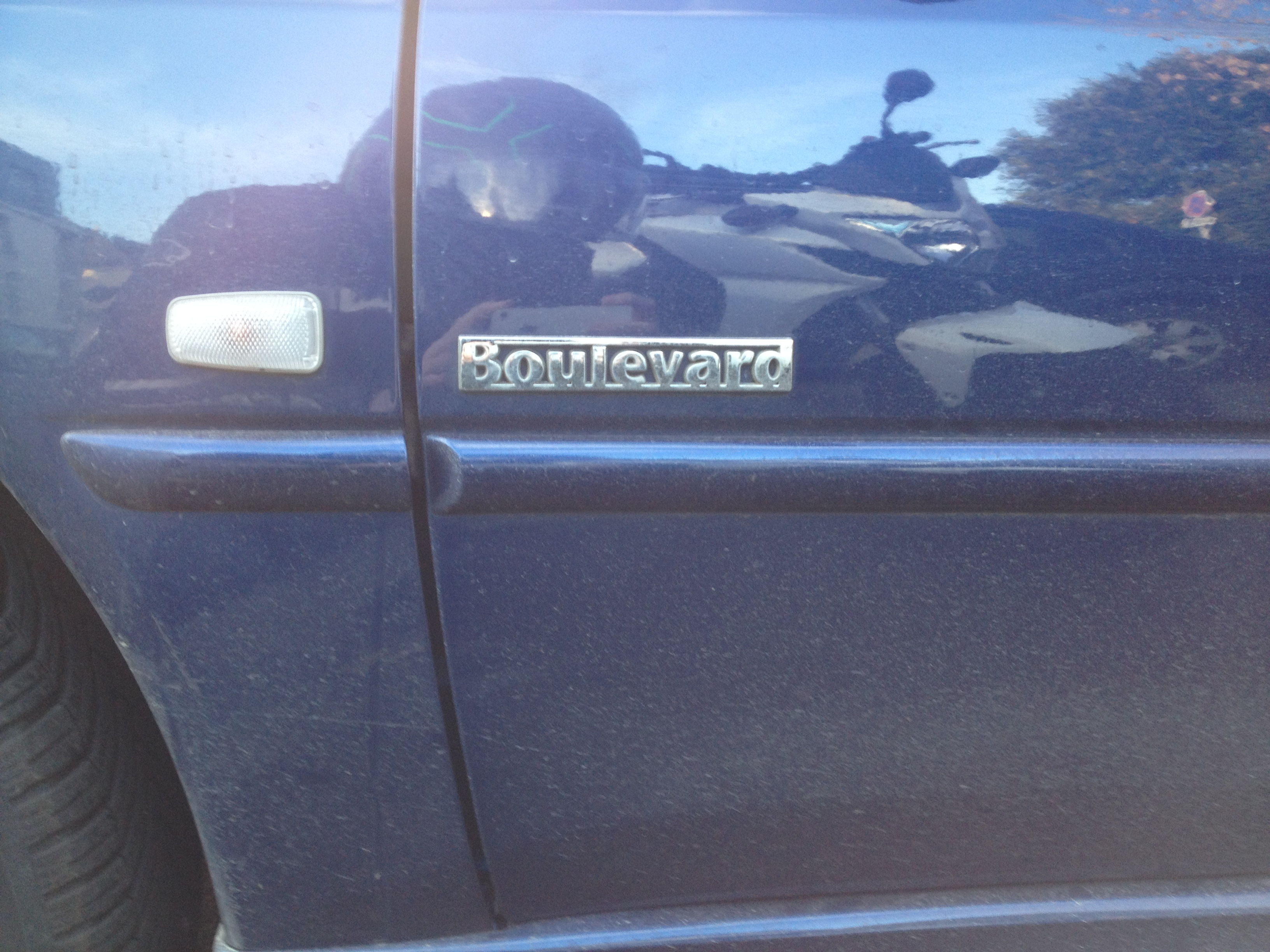
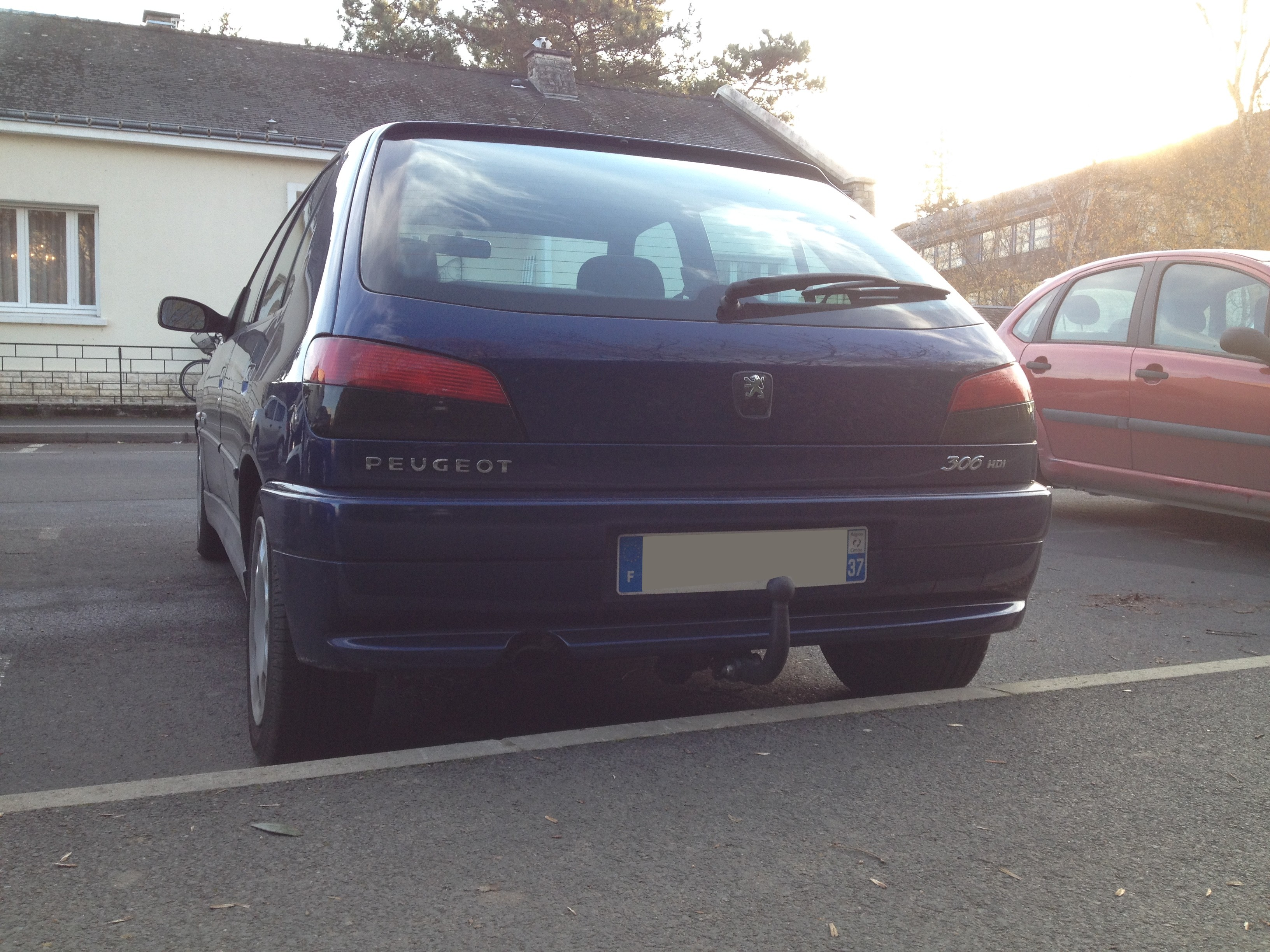

Série export destinée au marché espagnol. Elle a été commercialisée avec la couleur Bleu de Chine M4GE avec deux carrosseries une berline 4 ou 5 portes.

#### Champions USA

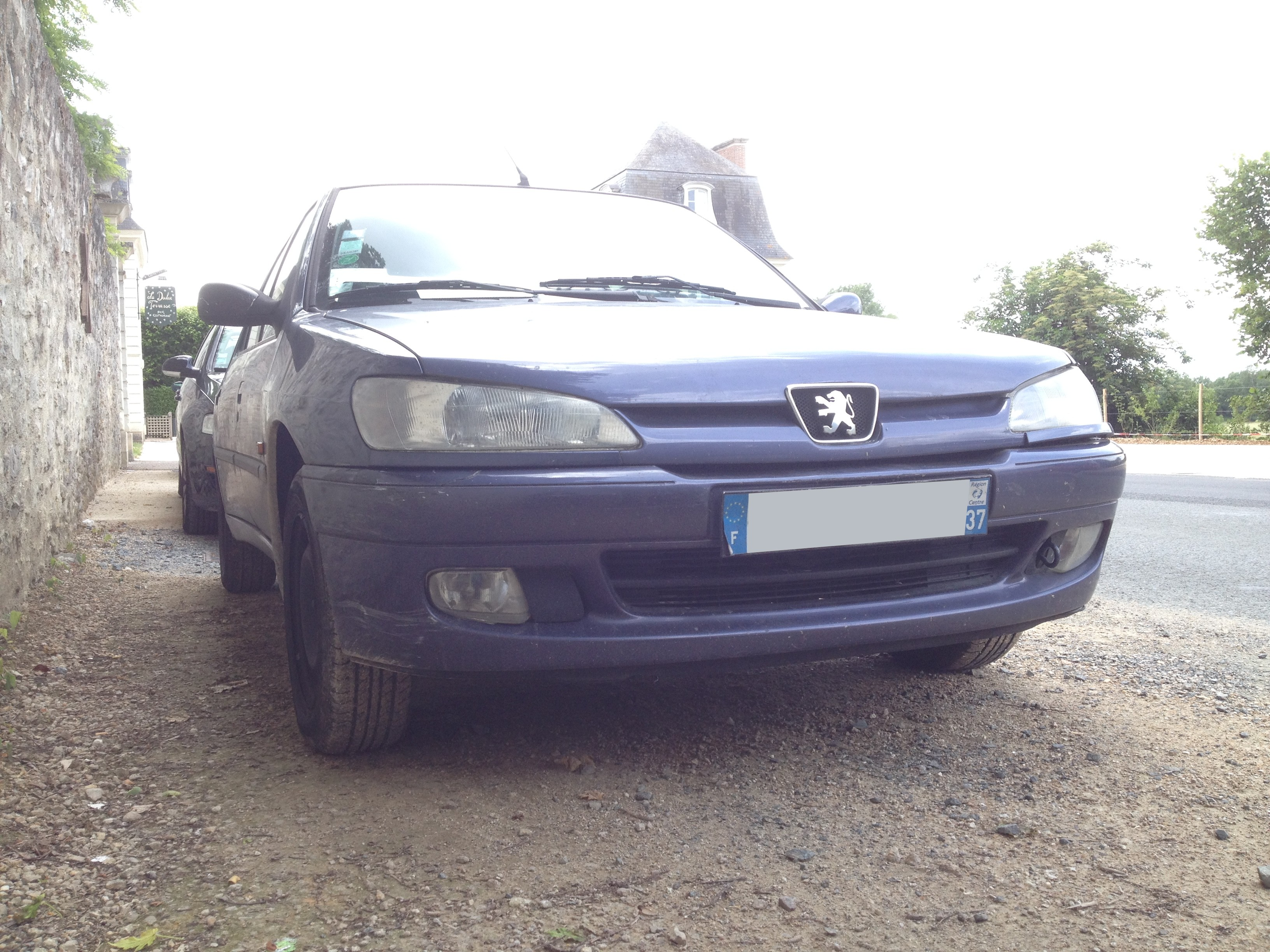
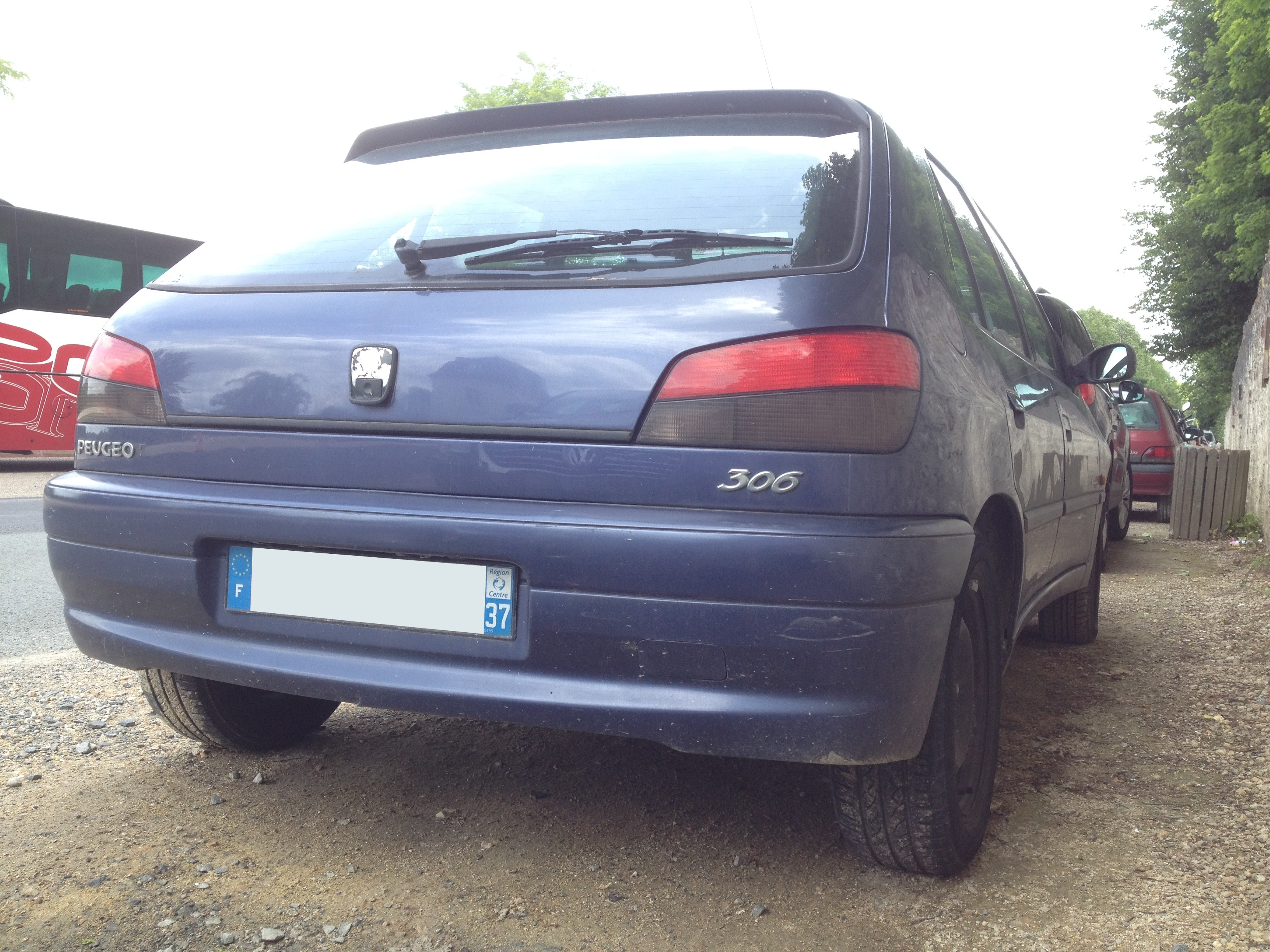
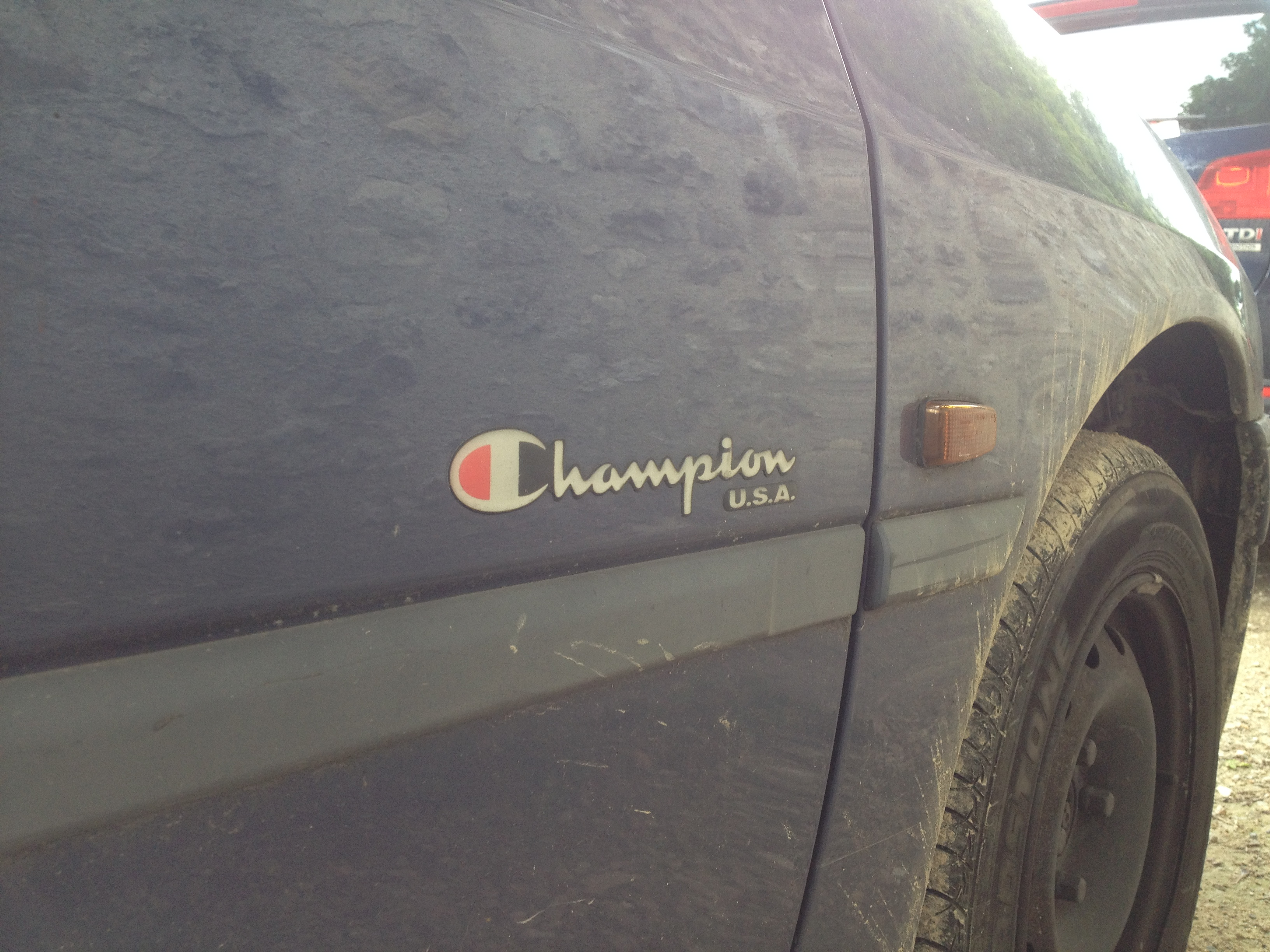

La série Champion USA était disponible en 1997. Proposé en 3 ou 5 portes et avec un moteur 1.4i 75cv ou 1.9d 70cv. Elle dispose de la direction assistée, l'airbag conducteur, d'un troisième feu stop, de l'anti-démarrage électronique, de sièges en tissu bleu ou rouge. Deux teintes sont disponibles au catalogue en 1997 Noir Onyx P3XY et Gris Quartz M0YC.
Selon les années d'autres couleurs ont été proposées : Rouge Lucifer M0KQ, Bleu Pharaon M0GQ, Gris Iceland M0YL.

#### DTurboS
La 306 série DturboS a été vendue en Grande-Bretagne. Comme son nom l'indique le seul moteur disponible était le 1.9 L. Diesel Turbo. Uniquement en version 3 portes, elle était pourvue de jantes aluminium Topaze de 14', d'un pare-chocs sport avec projecteurs anti-brouillard, d'un auto-radio Blaupunkt 3040, de vitres avant électriques, d'une alarme, d'un intérieur tissu diasit bleu et d'un badge spécifique sous le feux arrière droit. Uniquement aussi de couleur Bleu Sigma M0NQ. Cette série spéciale était disponible en décembre 1995.

#### Eden Park
La série Eden Park était disponible à partir de 1995, uniquement en version 3 portes de couleur Bleu d'arabie P3LA, avec un moteur Turbo-diesel.

Comme la Roland Garros elle est très bien équipée : climatisation, airbag conducteur, sellerie mi cuir mi tissu spécifique avec ballon de rugby comme appui tête, monogrammes sous le feu arrière droit et sur les deux portières, surtapis avec plaque en métal "Eden Park", vitres teintées électriques, pare-chocs avant sport avec anti-brouillard, volant sport en cuir, banquette arrière rabattable 2/3 1/3, jantes aluminium topaze beige et filet latéral doré.

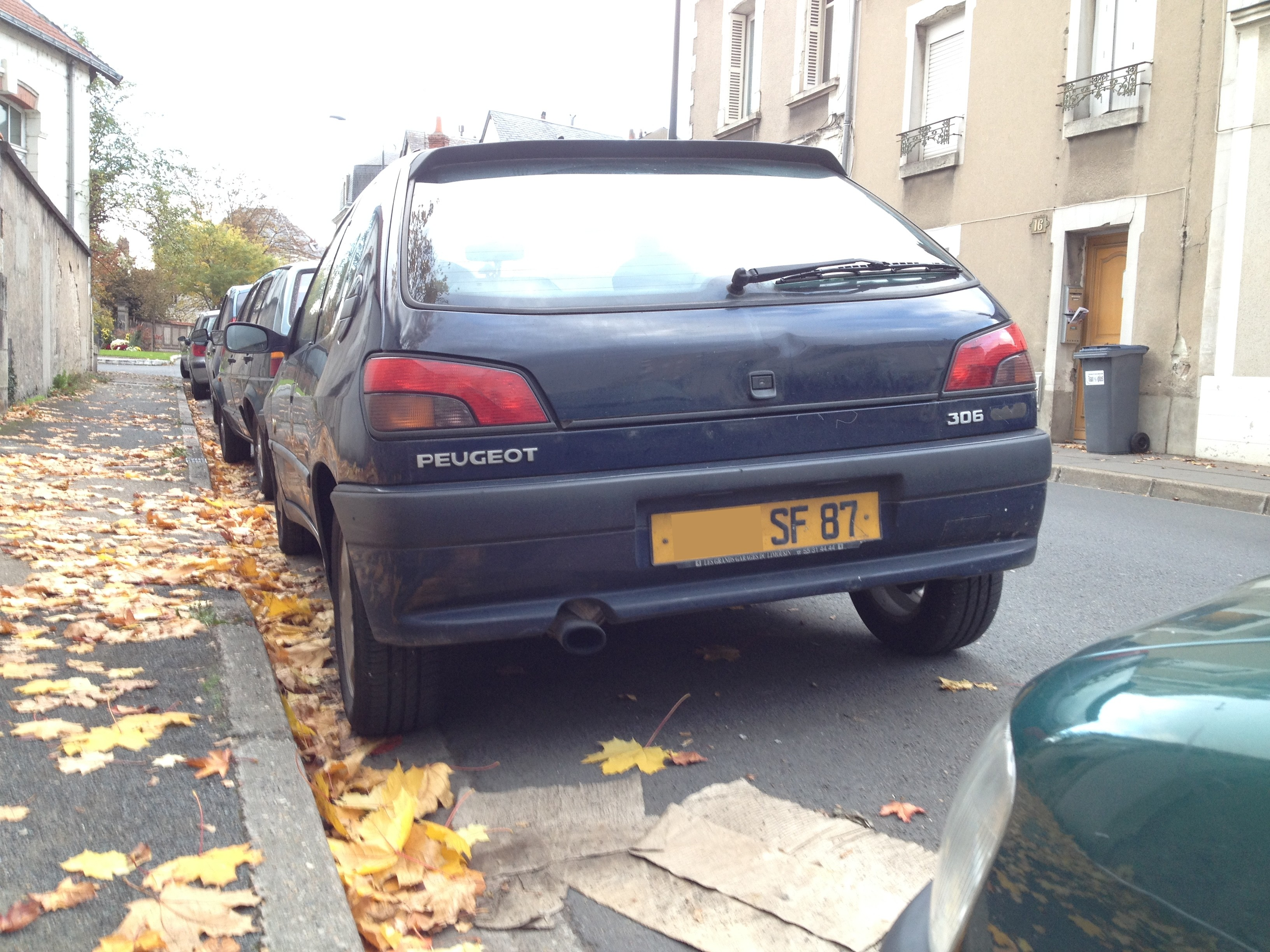
Peugeot 306 Eden Park

Pour les phases 2.1 et 2.2, les offres sont beaucoup plus larges.

#### Graffic

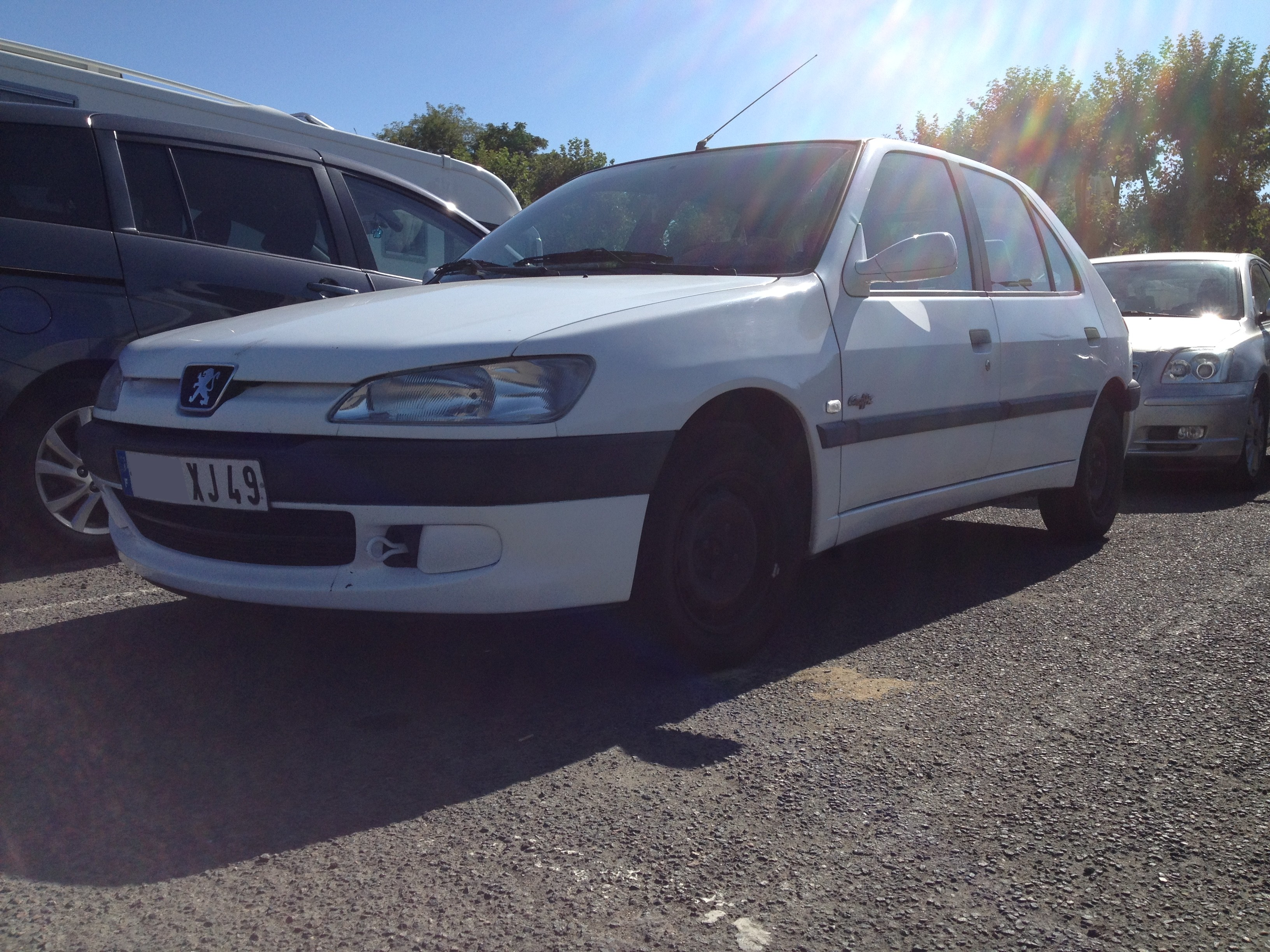
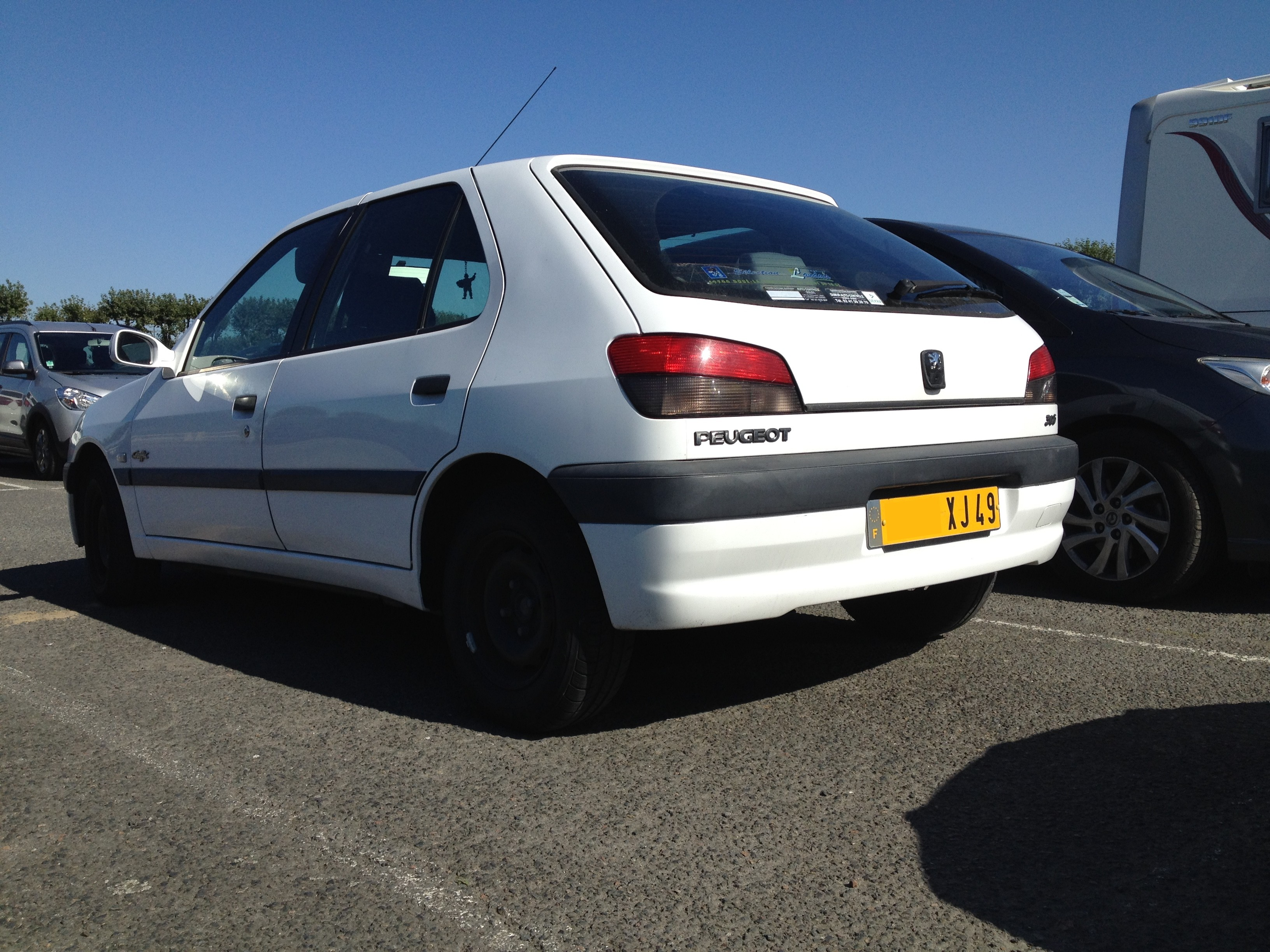
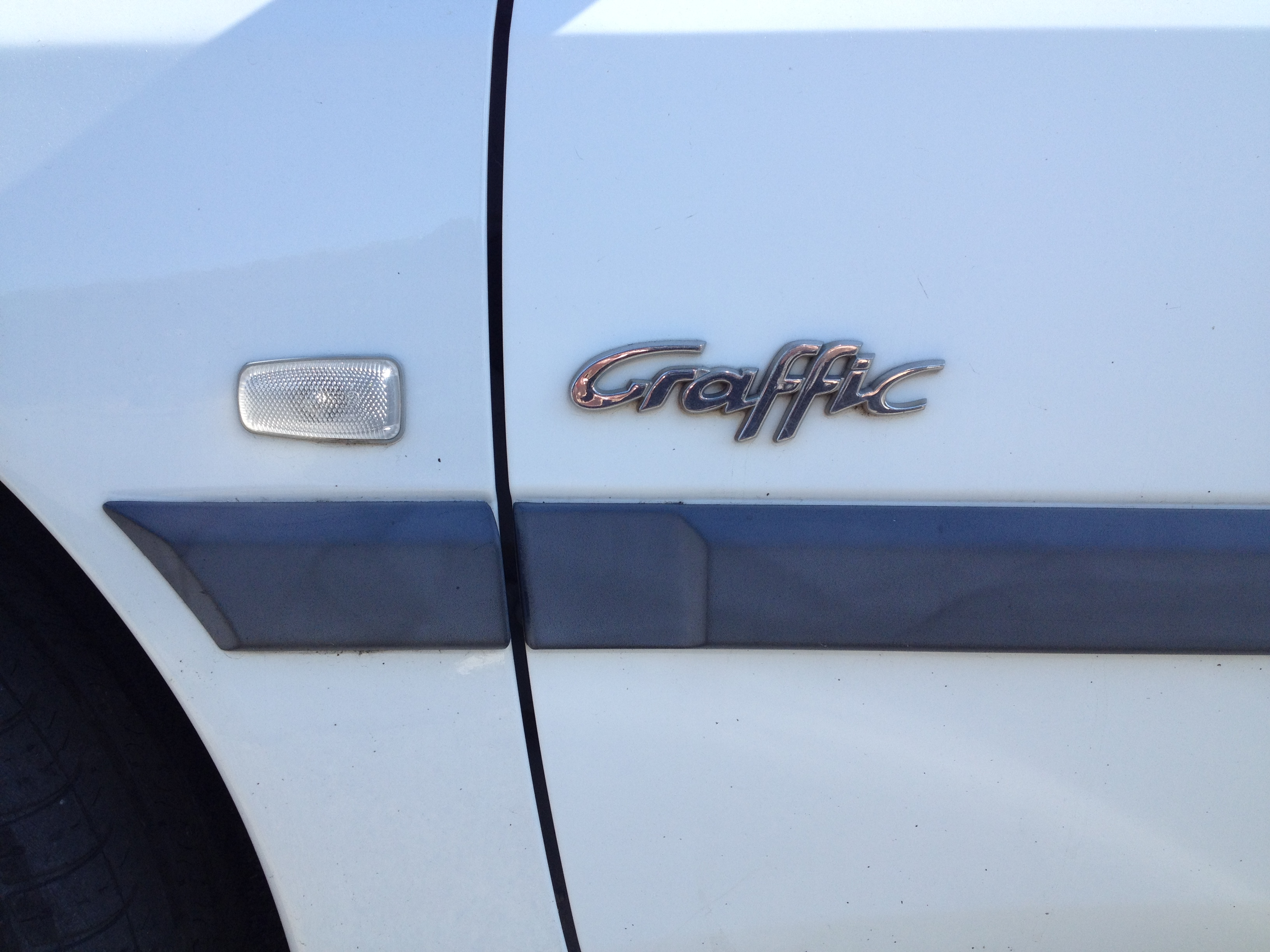

Série export destinée au marché espagnol, a été commercialisée avec les couleurs Blanc Banquise P0WP, Rouge Lucifer M0QK et Bleu Amiral P3NC. Disponible en deux carrosseries : berline 4 ou 5 portes.

#### Mardi Gras
La 306 série Mardi Gras a été vendue uniquement en Grande-Bretagne. Cette série disposait de deux couleurs couleurs Rouge Vallelunga P3KB ou Bleu Miami M0MY, était livrable avec deux motorisations essence 1.4 l. ou diésel 1.9 l., en 3 ou 5 portes. Elle était pourvue d'une radio et quatre enceintes, d'enjoliveur de roue en plastique, et d'un logo "mardi gras" sur les portières. Toit ouvrant en option.

#### Meridian
La 306 série Méridian a été vendue uniquement en Grande-Bretagne avec des moteurs 1.6 l. essence ou 1.9 l. Diesel Turbo. Cette série disposait d'une casquette arrière, de pare-chocs sport, de poignées et coquilles de rétroviseur couleur caisse, d'un monogramme Méridian sous le feux arrière droit et sur les portières avant ainsi qu'un liseré sur les portières. Elle était disponible en 5 portes. Disponible en décembre 1996.
Cette série est reconduite sur les phases 2.1 et 2.2. Disponible avec les motorisations 1.4i, 1.6i, 1.8i et 2.0HDi en berline 5 portes ou 2.0HDi en Break 5 portes. L'ABS et la climatision sont de série. Plusieurs couleurs étaient proposées dont : Bleu de Chine M4GE, Gris Iceland M0YL, Vert Patagonie P3RG et Gris Quartz M0YC.

#### Miami
La 306 série Miami a été vendue en Grande-Bretagne uniquement, disponible en août 1997. Uniquement disponible en 5 portes, avec deux couleurs au choix : Rouge Vallelunga P3KB ou Bleu de Provence M0GR et un seul moteur 1.4 l. essence.
Des badges spécifiques sont disposés sur les portières avant et sous le feu arrière droit. Elle possède un toit ouvrant électrique et une direction assistée.

#### Midnight

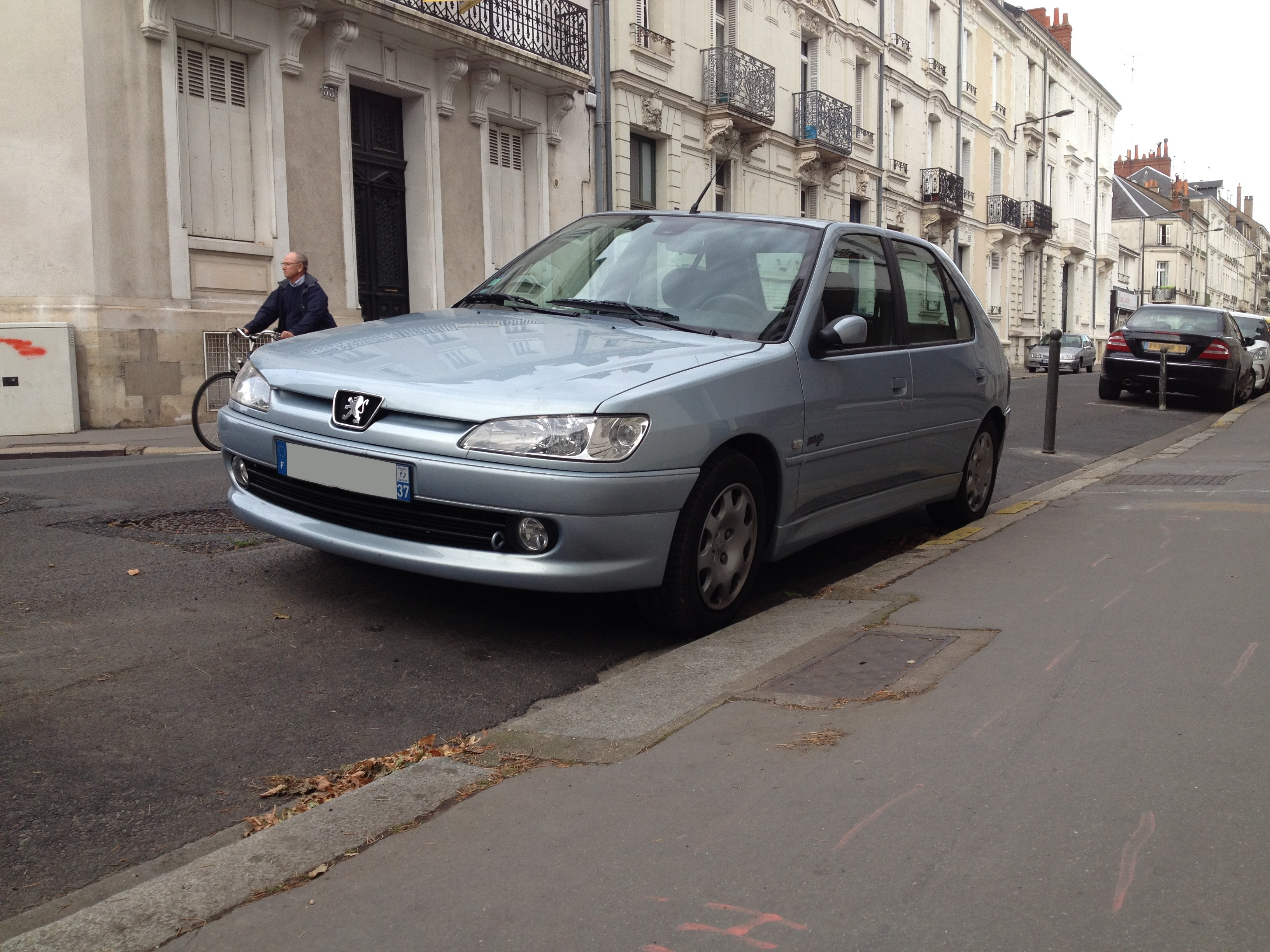
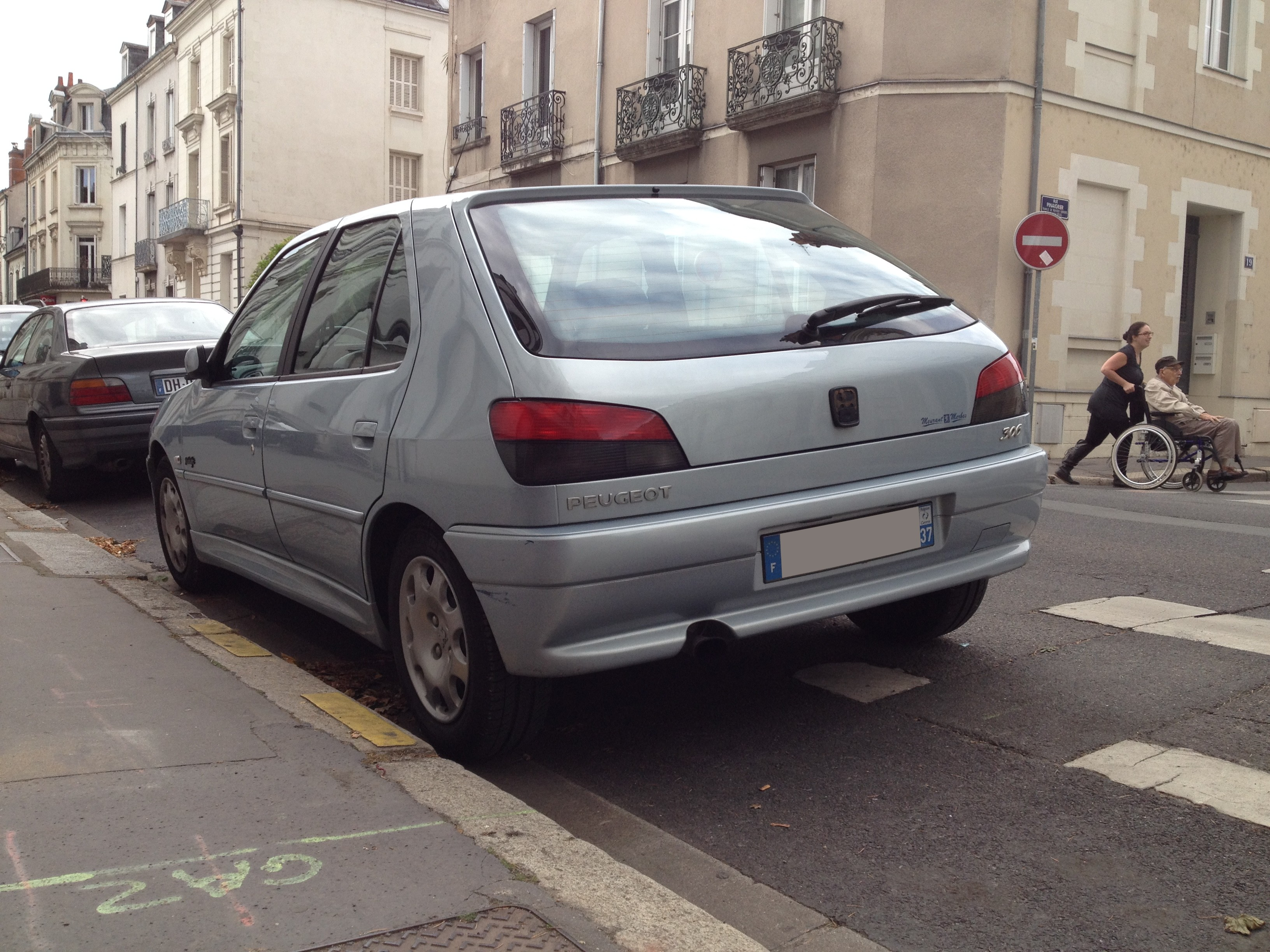
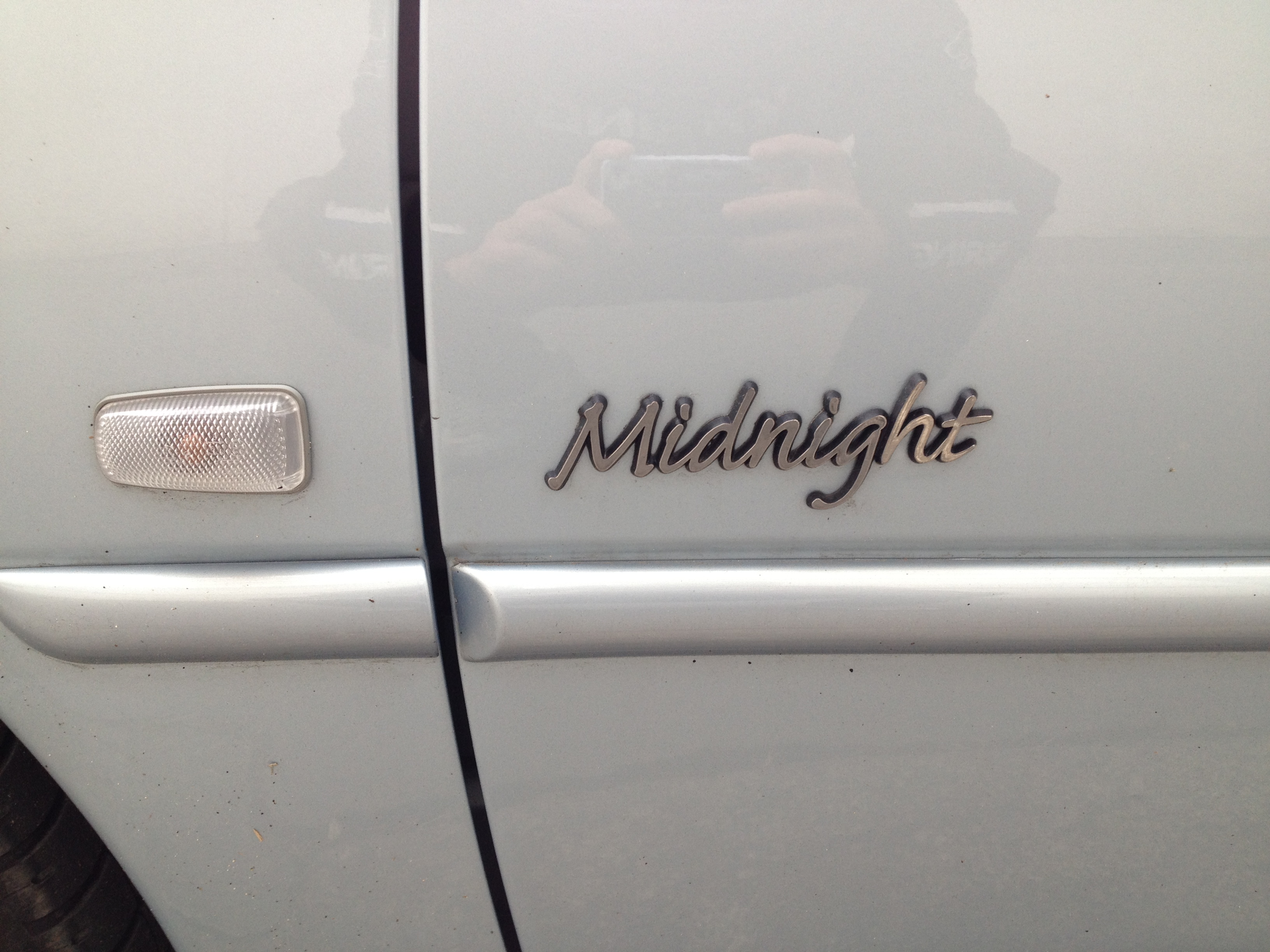

Série export destinée au marché Belge. Disponible en phase 2.1 et 2.2 en carrosserie 5 portes.
Plusieurs couleurs disponibles dont Gris Iceland M0YL, Bleu Pharaon M0GQ, Rouge Lucifer M0KQ et Vert Sherwood M0RF.

#### Mistral

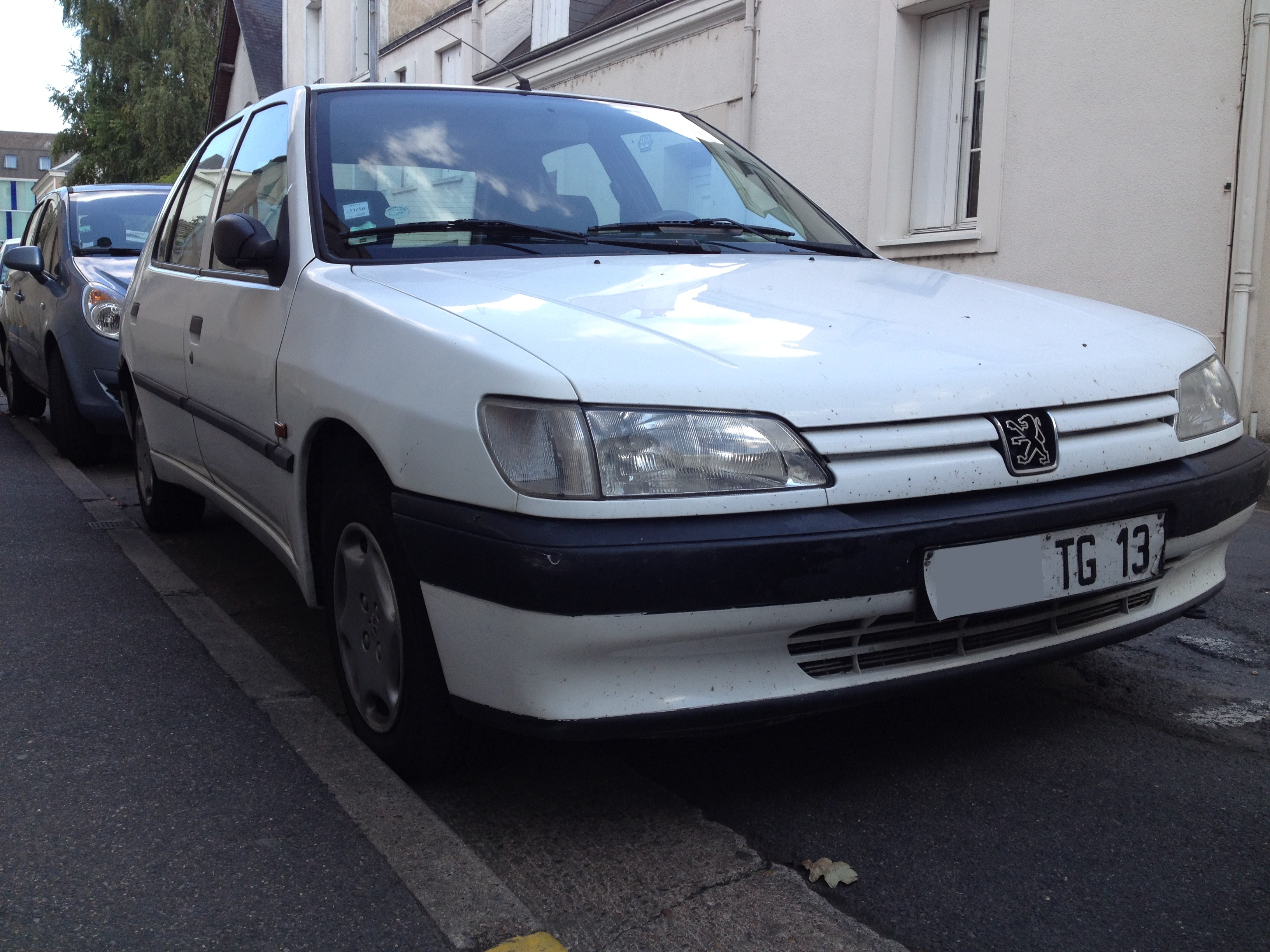
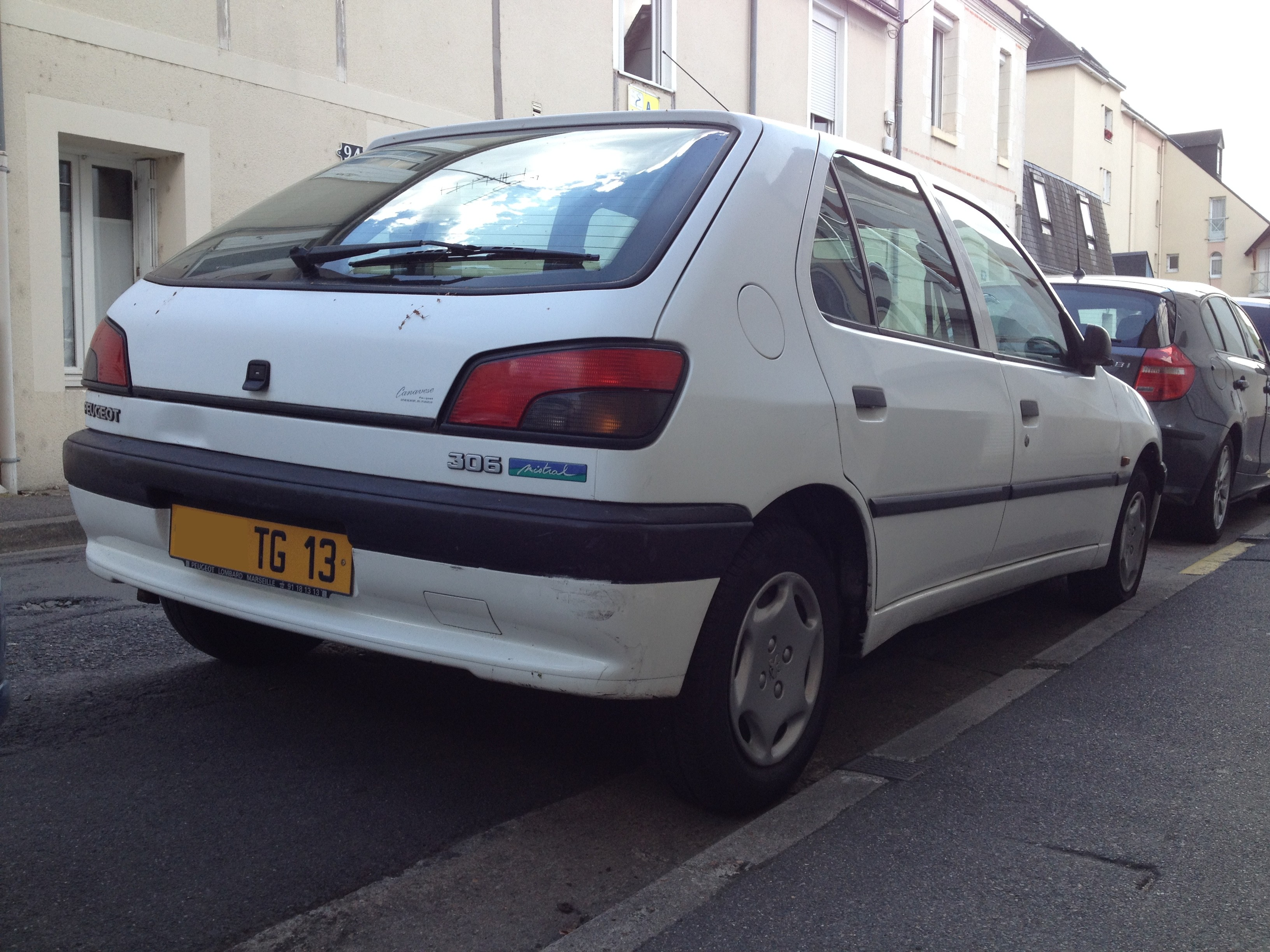
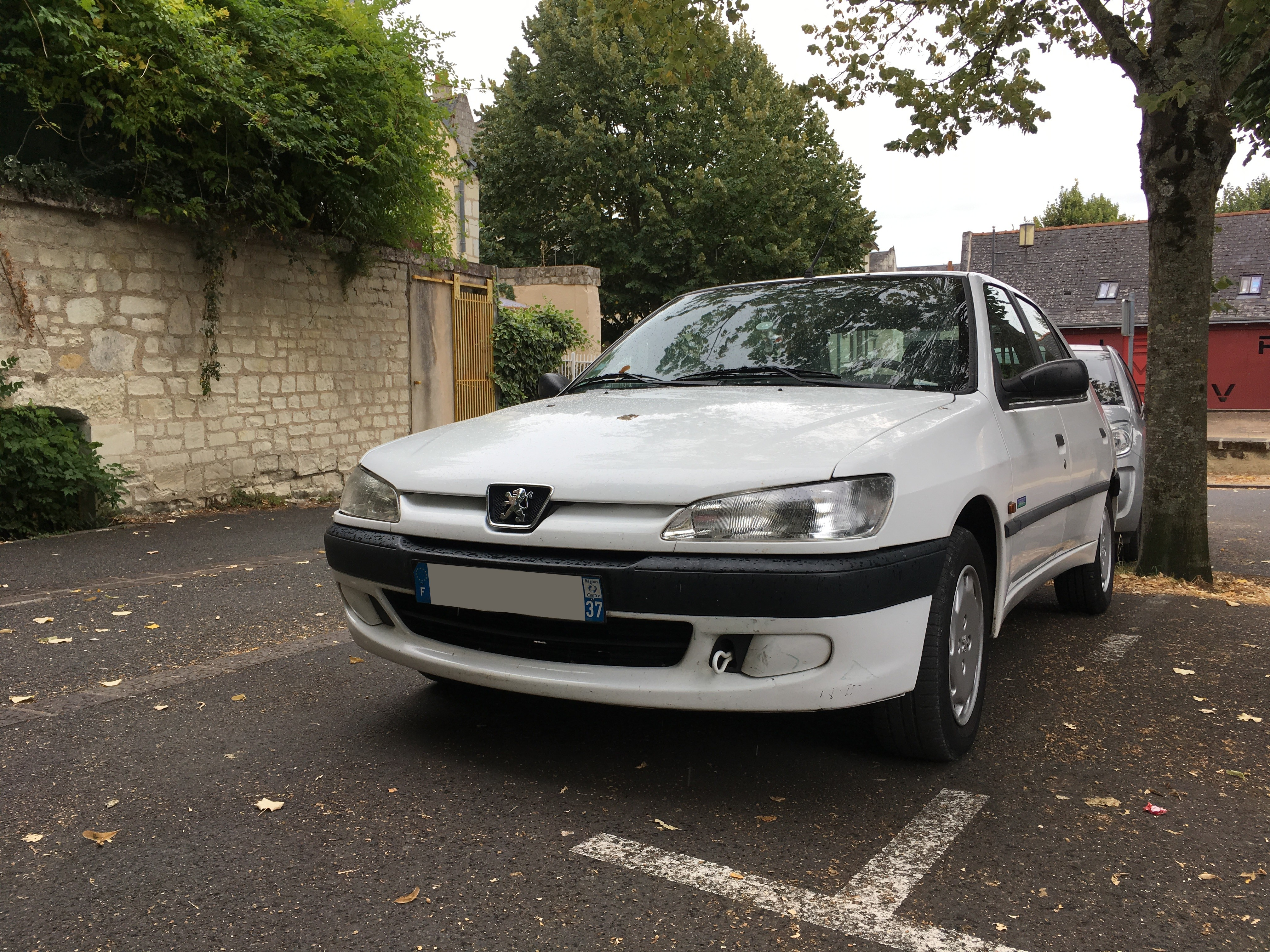
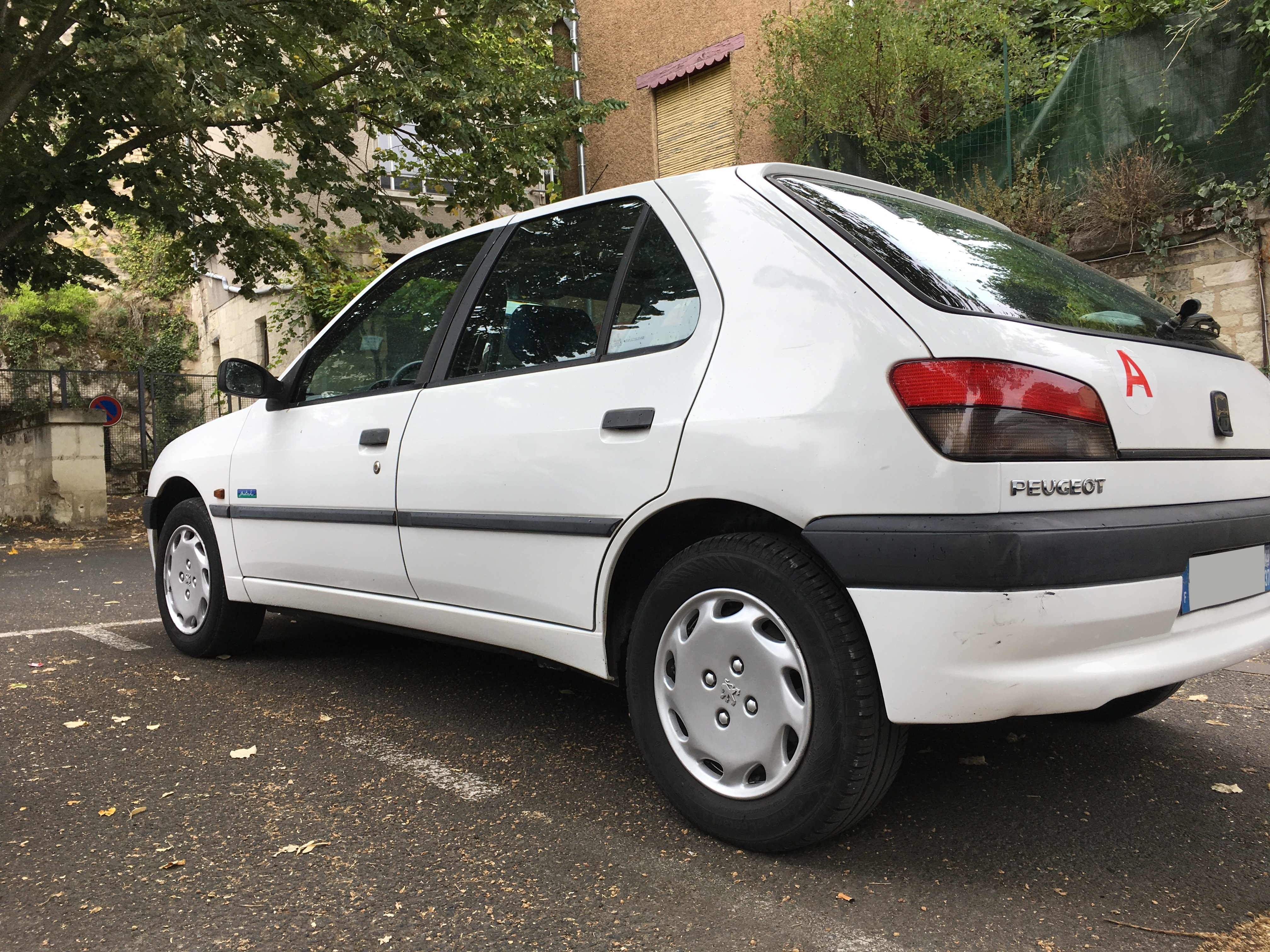

Série spéciale française disponible en phase 1.2 et 2.1. Elle est produite en berline 5 portes. Disponible en Blanc Banquise P0WP et Bleu de Provence M0GR.

#### Music Line

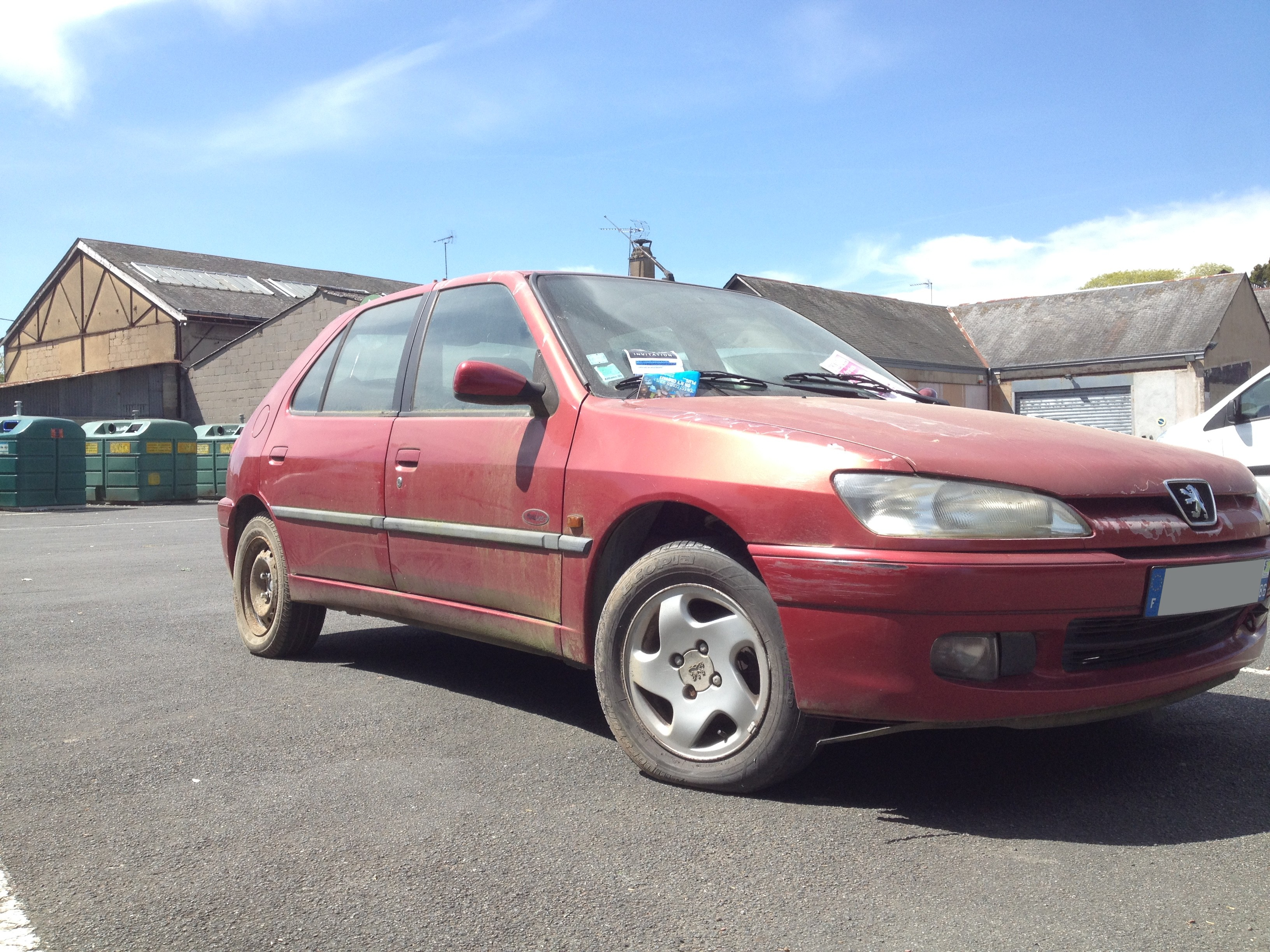

Série spéciale française disponible en phase 2.1, avec un équipement audio de série. Elle est disponible en Rouge lucifer M0KQ et en berline 5 portes.

#### Palm Beach

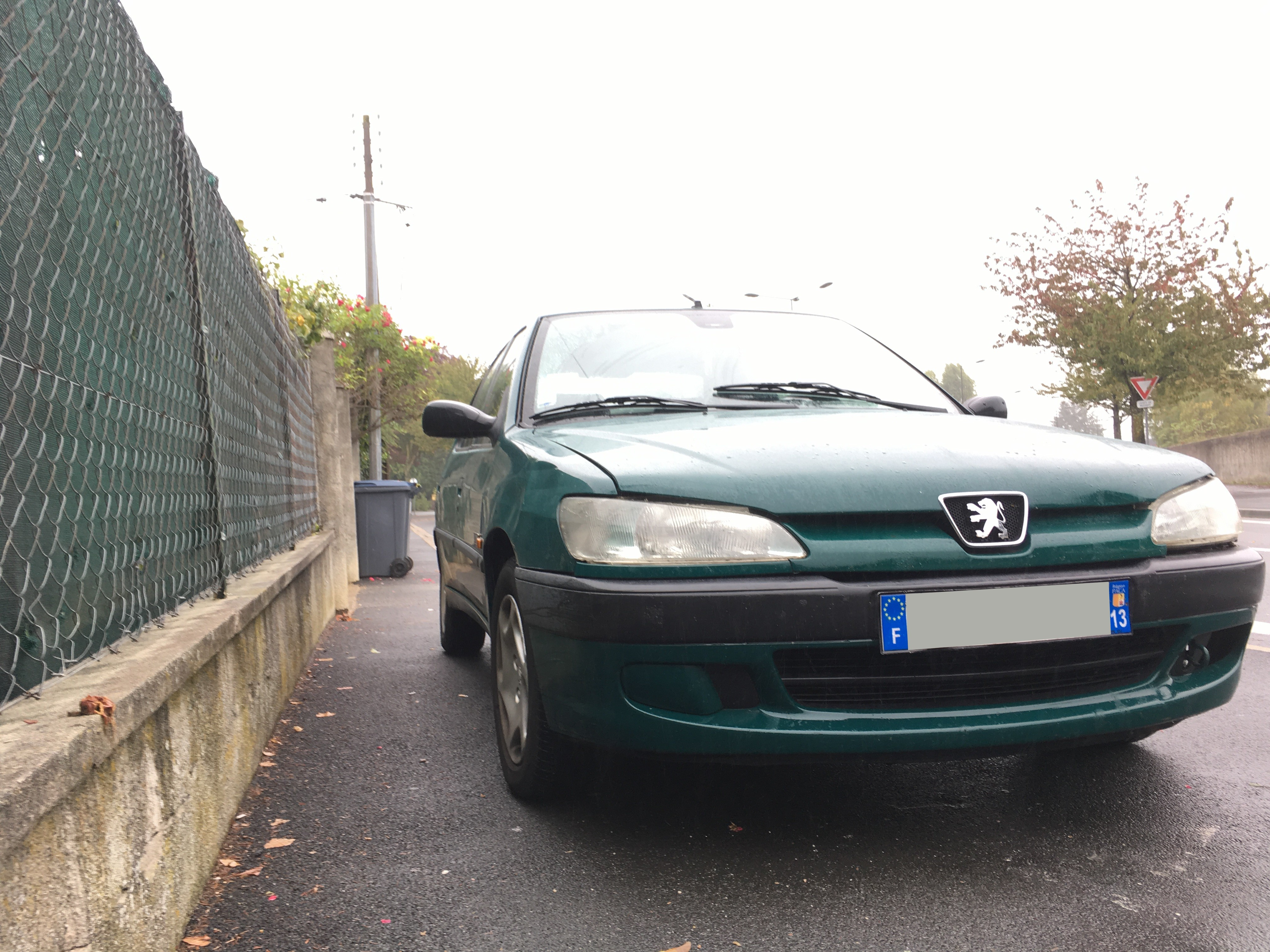
Coupé 3 portes, berline tricorps 4 portes et berline bicorps 5 portes
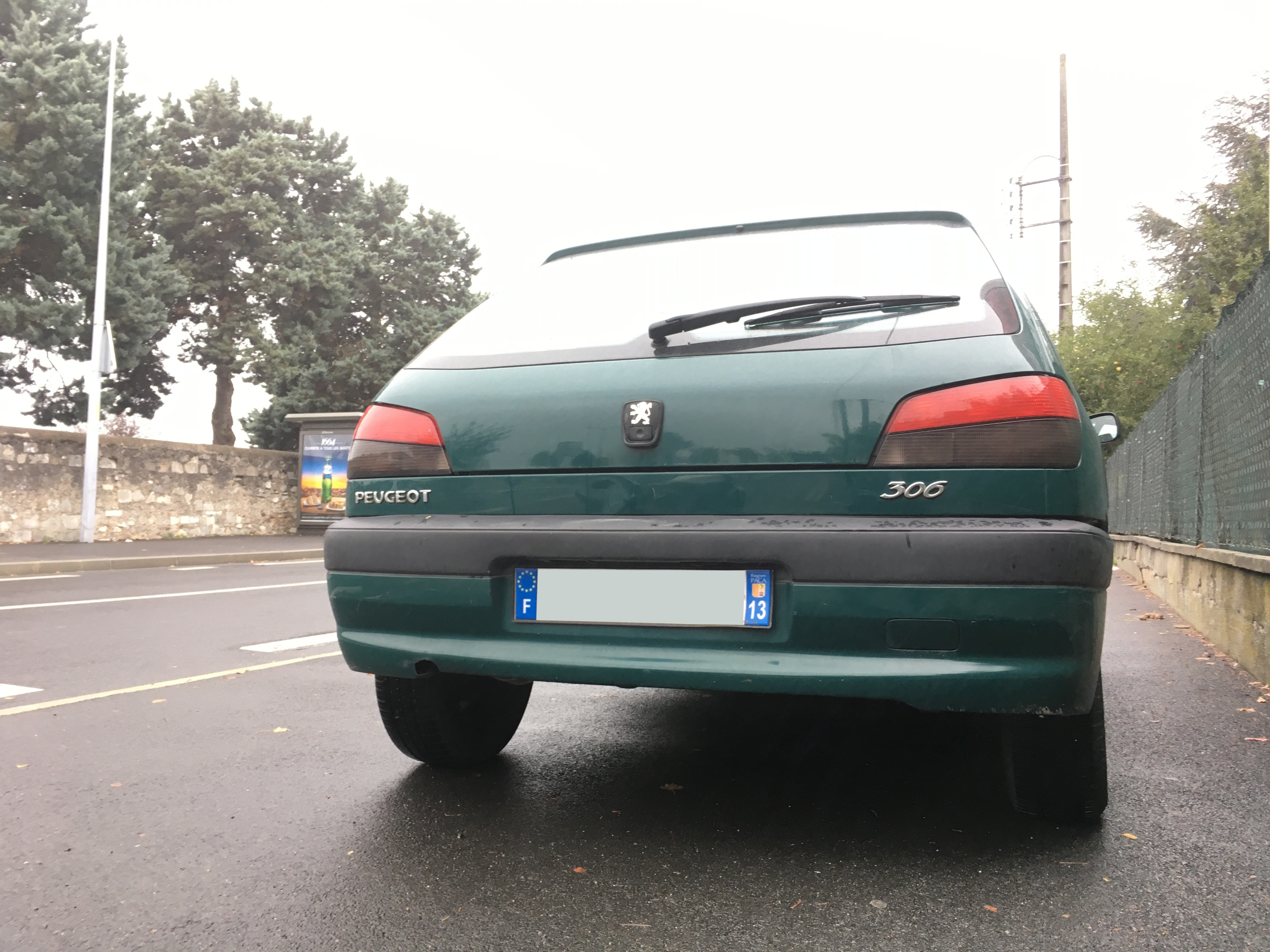
3, 4 et 5 portes
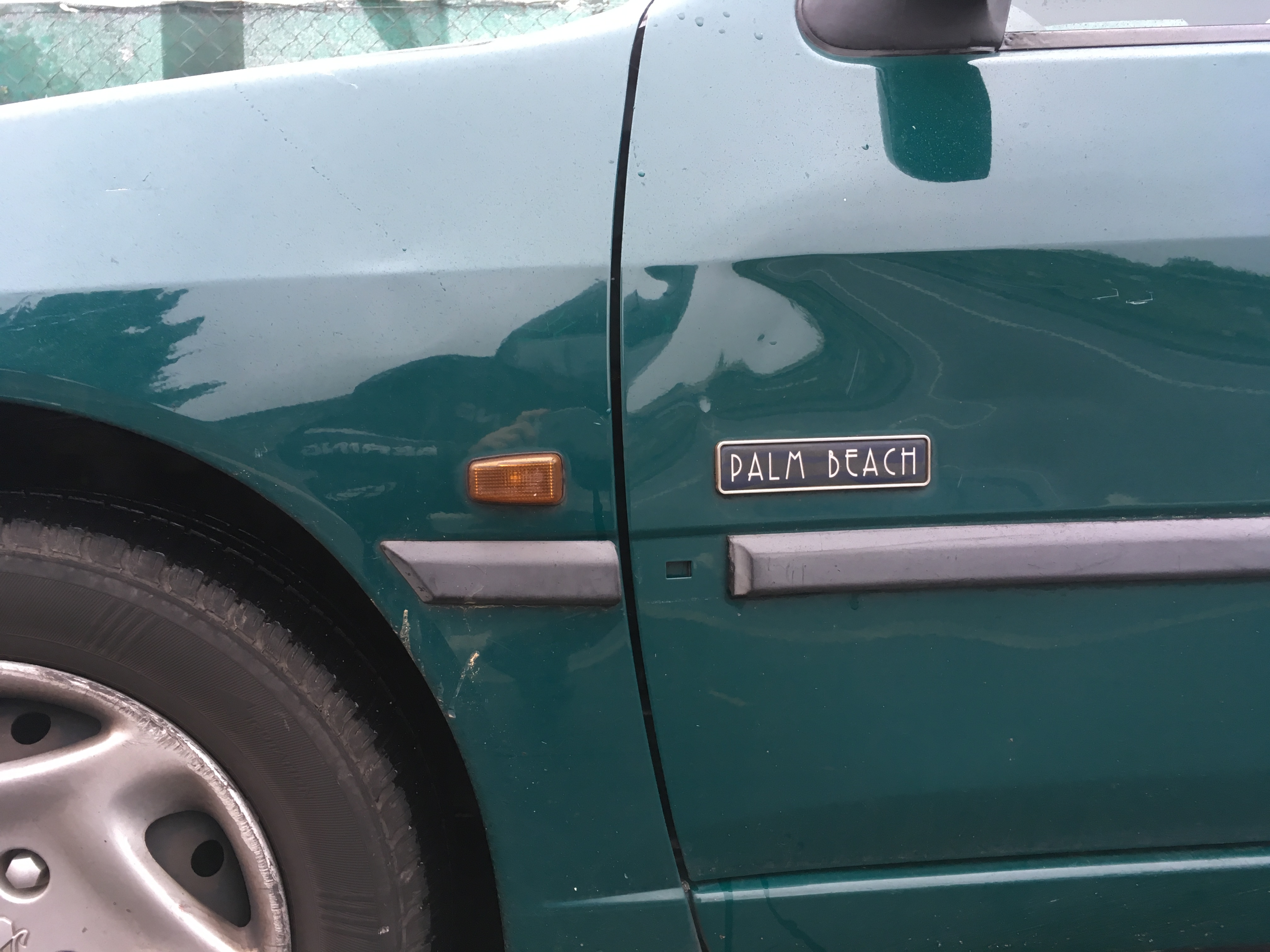
3, 4 et 5 portes

Cette série est disponible en Coupé 3 portes et en Berline 4 et 5 portes. Plusieurs couleurs ont été disponibles telles que Vert Patagonie P3RG ou Vert Nausicaa M0QU.

#### Platinium et Suisse
Version export (Allemagne et Suisse) du cabriolet en phase 2.1 et 2.2 avec un équipement complet (intérieur cuir, pack froid dont sièges chauffants et lave-projecteur, climatisation sur phase 2.2) et deux motorisations : 1.8 16v (rare) et 2.0 16v. Disponible en 5 couleurs Noir Kazan M0XC, Gris Thallium M0VW, Bleu de Chine M4GE, Jaune Genet EAU P3AU et Rouge Lucifer.

#### Référence

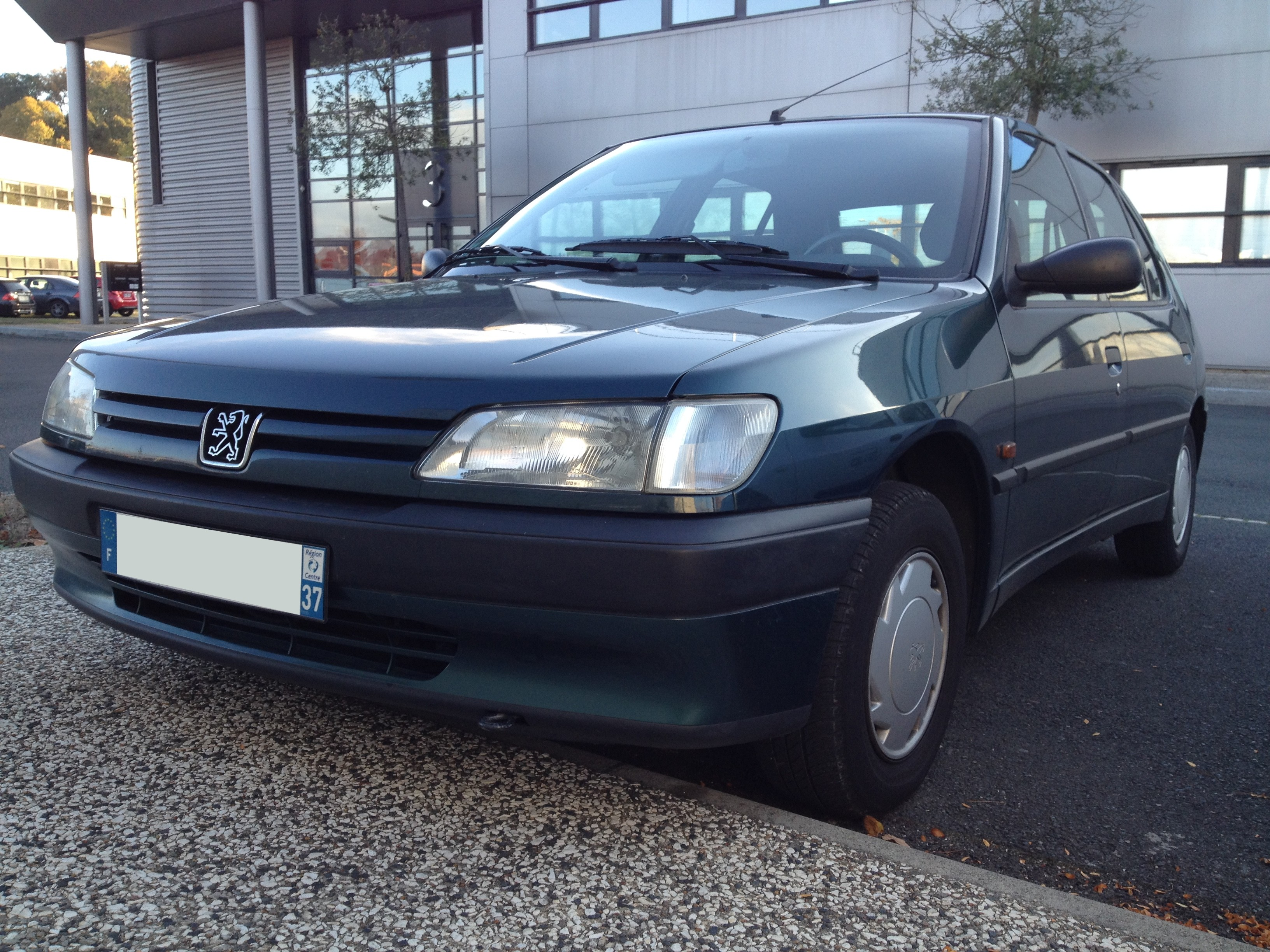
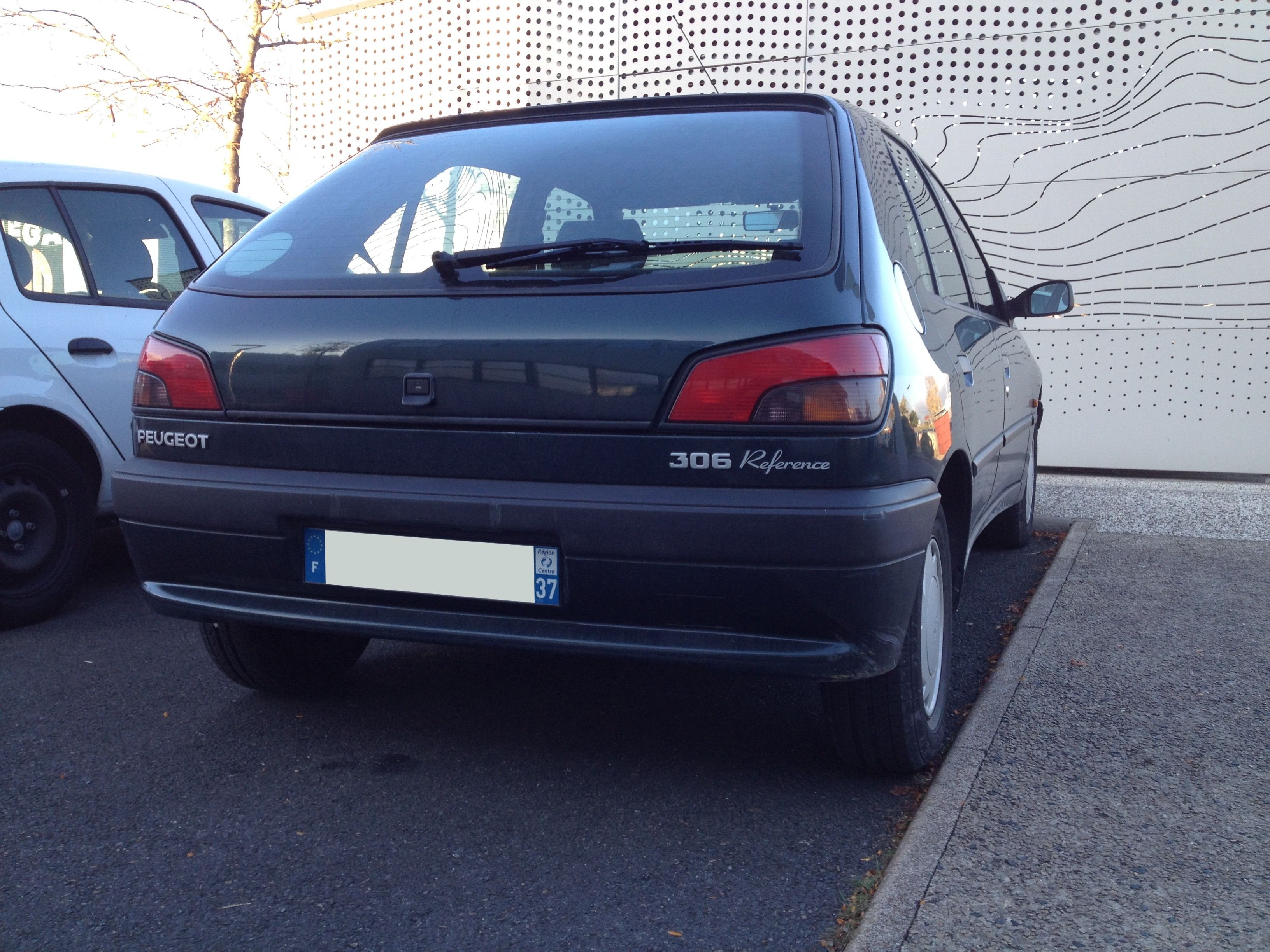

Finition XN (moteur 1360 cm3 TU3MC, sièges tissu, tableau de bord sans compte-tours) à laquelle s'ajoutent la direction assistée, les vitres avant électriques, et la fermeture centralisée (mais curieusement sans télécommande à infrarouge).

#### Roland Garros
La 306 série Roland Garros a été proposée sur tous les modèles 306 (berline, break, cabriolet) jusqu'en 2000 et 2002 pour le cabriolet et le break.
Cette série spéciale a un équipement amélioré, elle dispose d'un toit ouvrant électrique, d'un intérieur semi-cuir de couleur blanc avec médaillons en tissu aux couleurs de la voiture, ainsi que de ceintures de sécurité rouge rappelant les couleurs de la terre battue de Roland Garros sur les 1ers modèles phases 1 & 2. Les phases 3 adopteront un cuir beige & vert siglés Roland Garros, des ceintures assorties à la sellerie (beige), un volant sport en cuir à 3 branches. Sur le cabriolet, la capote est électrique.
Les couleurs sont Vert Roland Garros M0RP au début puis Vert Grand Chelem M0QL à partir de juin 1995 jusqu'en 2002.

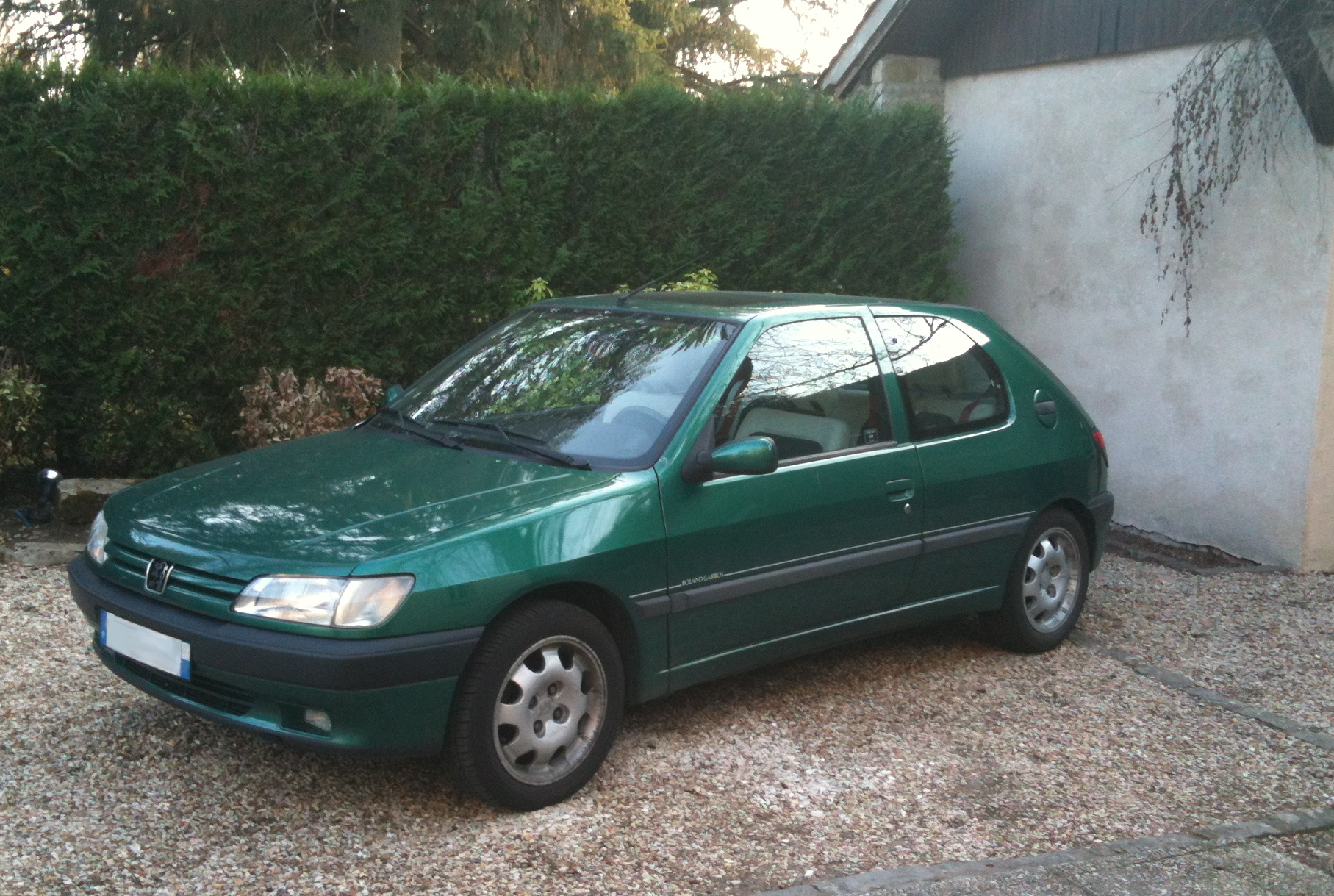
Série Roland Garros 3 ou 5 portes, break et cabriolet.

#### Saint-Tropez

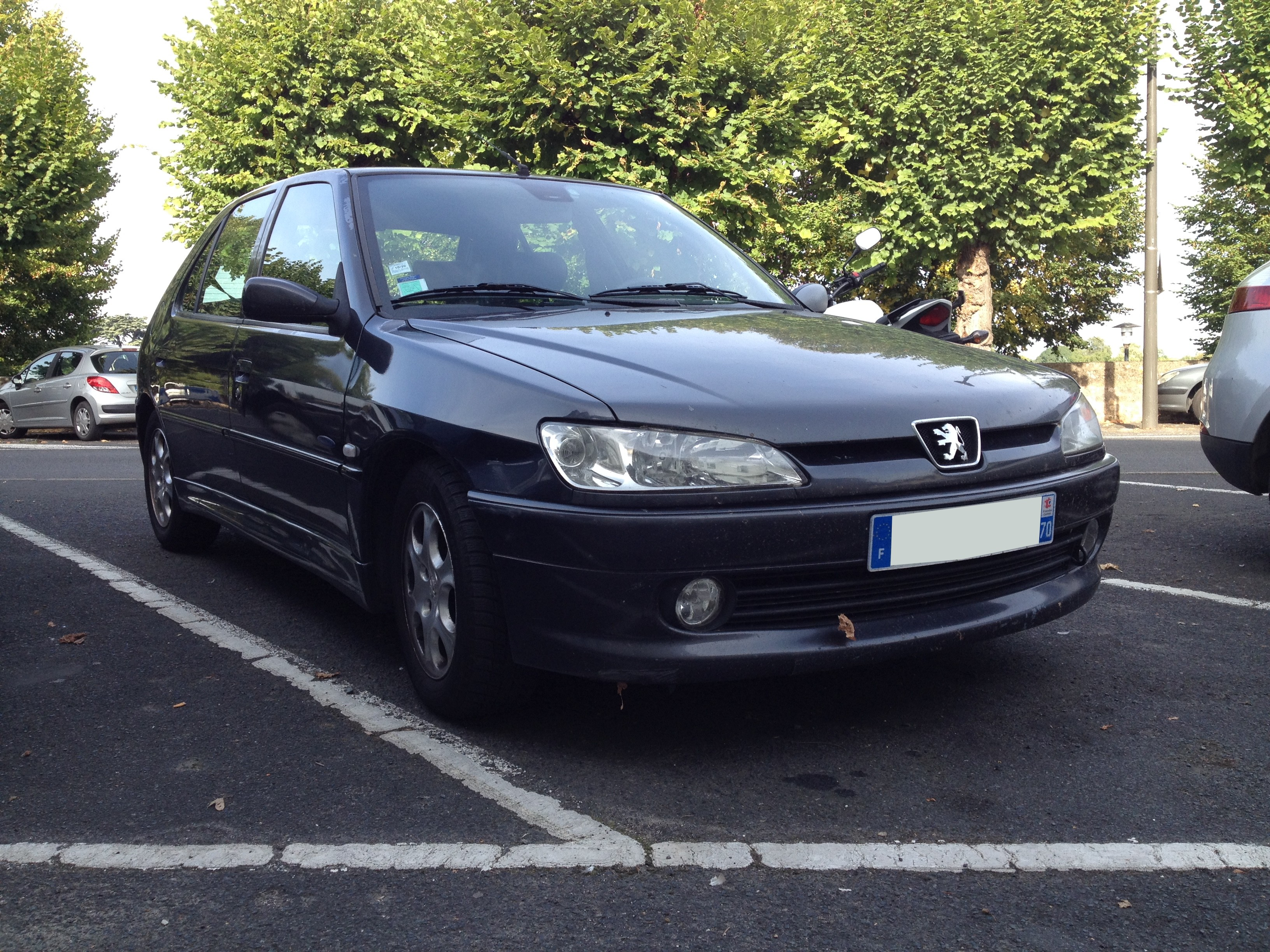
2 versions : cabriolet et 3 ou 5 portes.
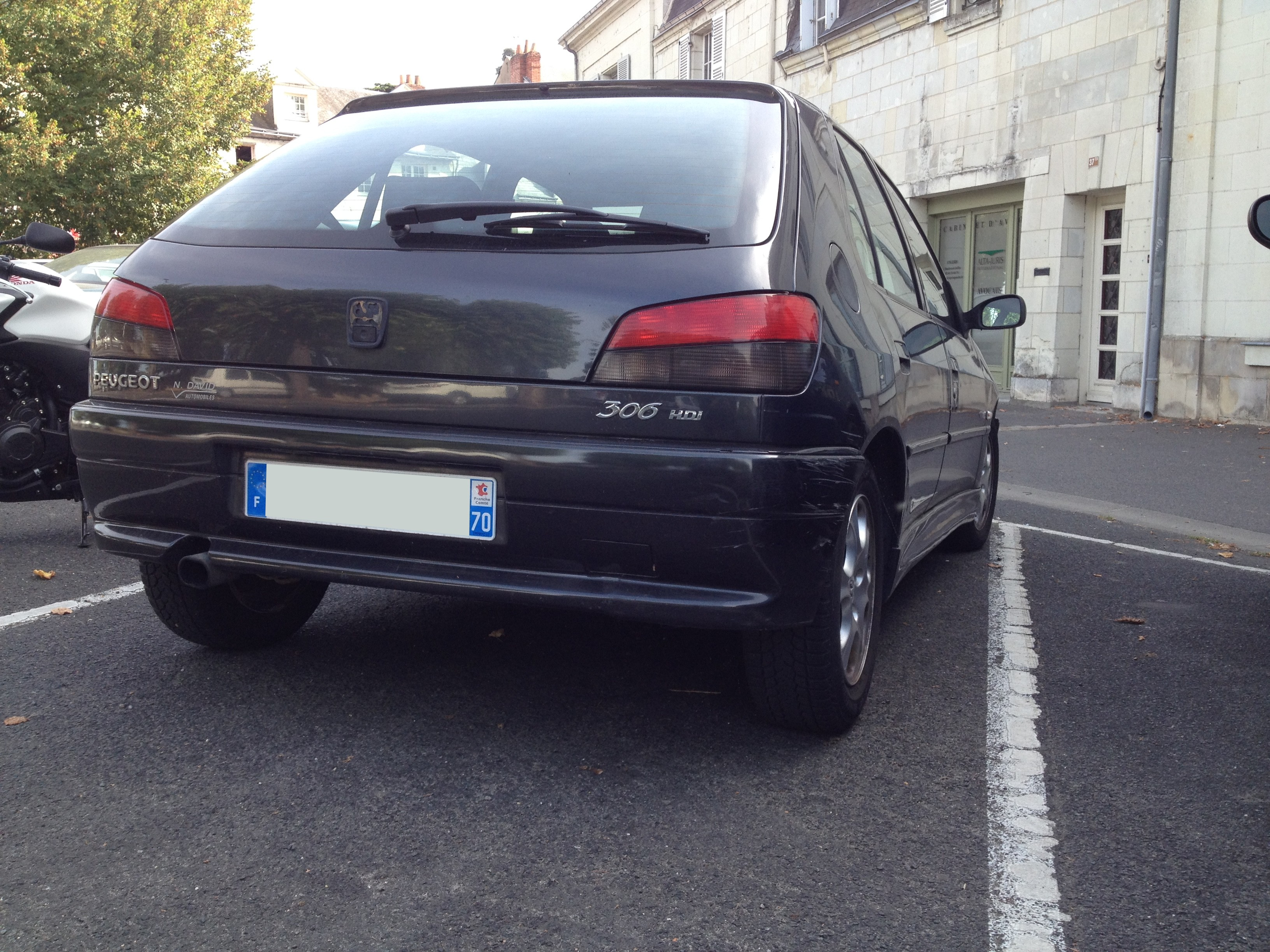
2 portes, 3 et 5 portes.
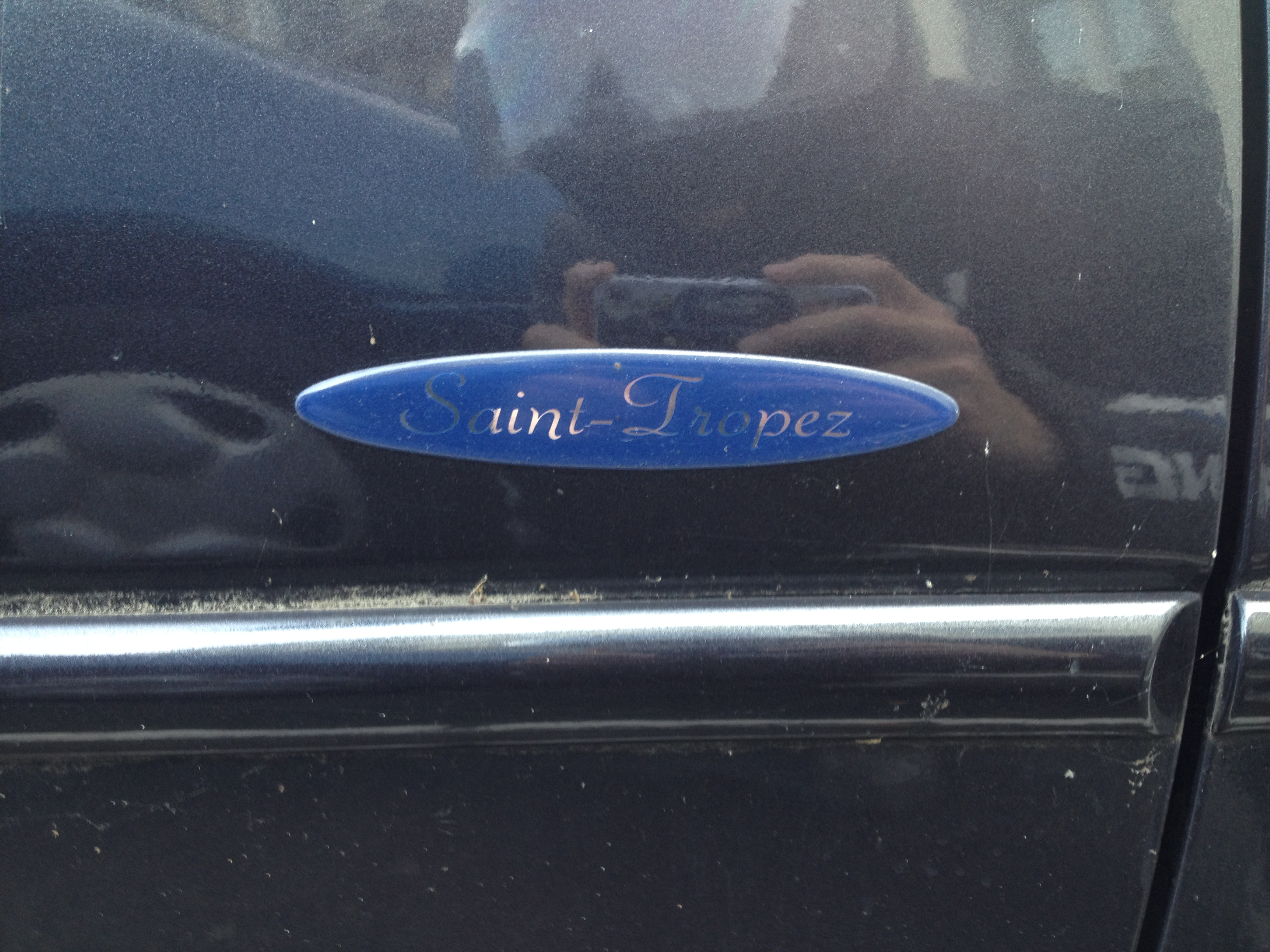
2 portes, 3 et 5 portes (monogramme).

#### Slalom
La 306 série Slalom a été vendue en Grande-Bretagne. Cette série est basée sur un modèle XN, en 3 et 5 portes. Deux motorisations étaient disponibles, le 1.4i essence de 75 ch et le 1.9 diesel de 70 ch. et en trois couleurs (Blanc Banquise P0WP, Rouge Vallelunga P3KB et Noir Onyx P3XY).
Le modèle possède un intérieur tissu "Bali", un badge "Slalom" à côté du feu arrière droit, des enjoliveurs, un airbag conducteur, une direction assistée, des vitres teintées, des antibrouillards avant et arrière et une casquette de coffre.
La version 3 portes était vendue au prix de 10 140 £ pour le 1.4i et 10 440 £ pour le 1.9d.
La version 5 portes était vendue au prix de 10 545 £ pour le 1.4i et 10 845 £ pour le 1.9d.

#### Tariffa

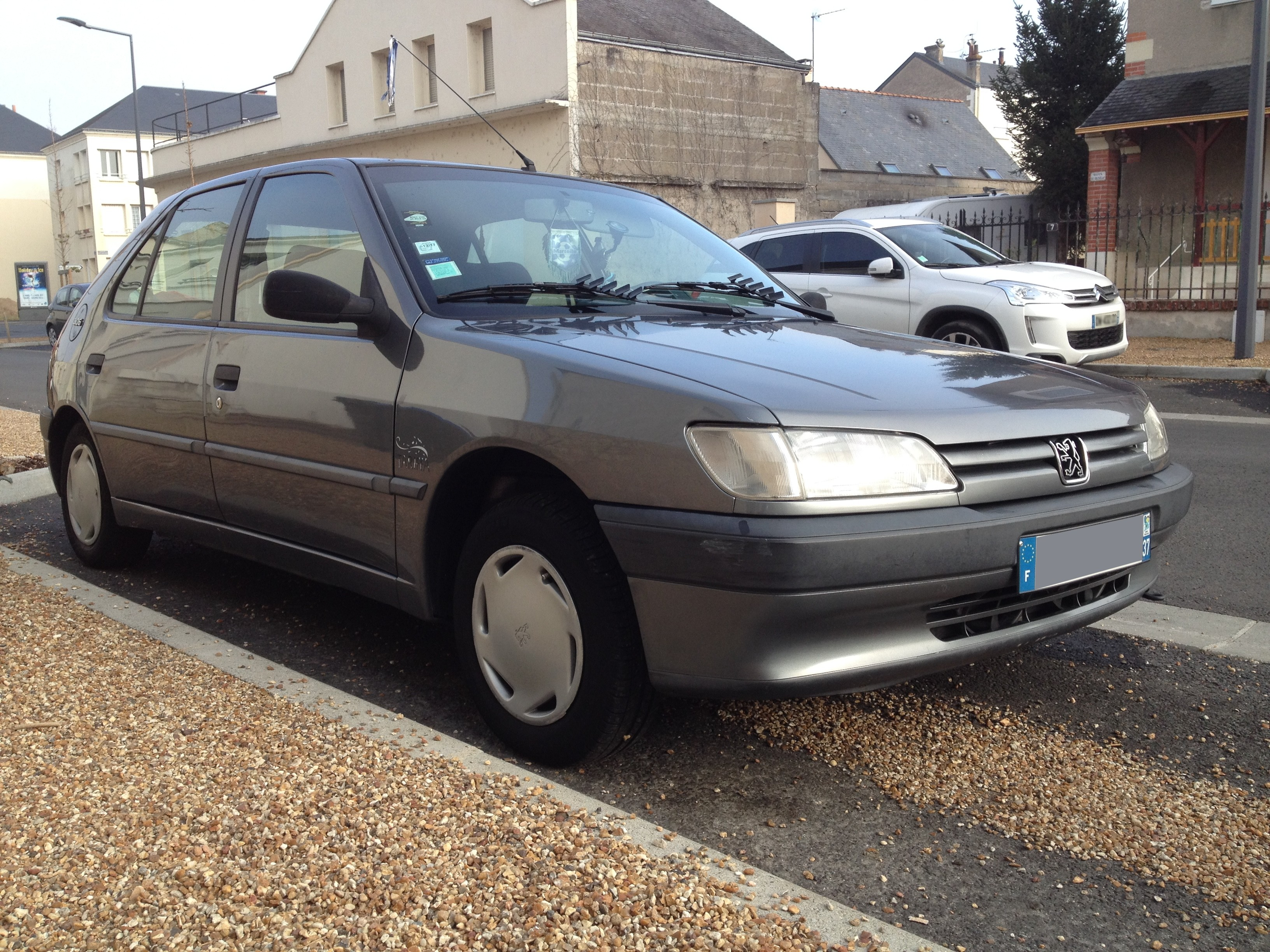
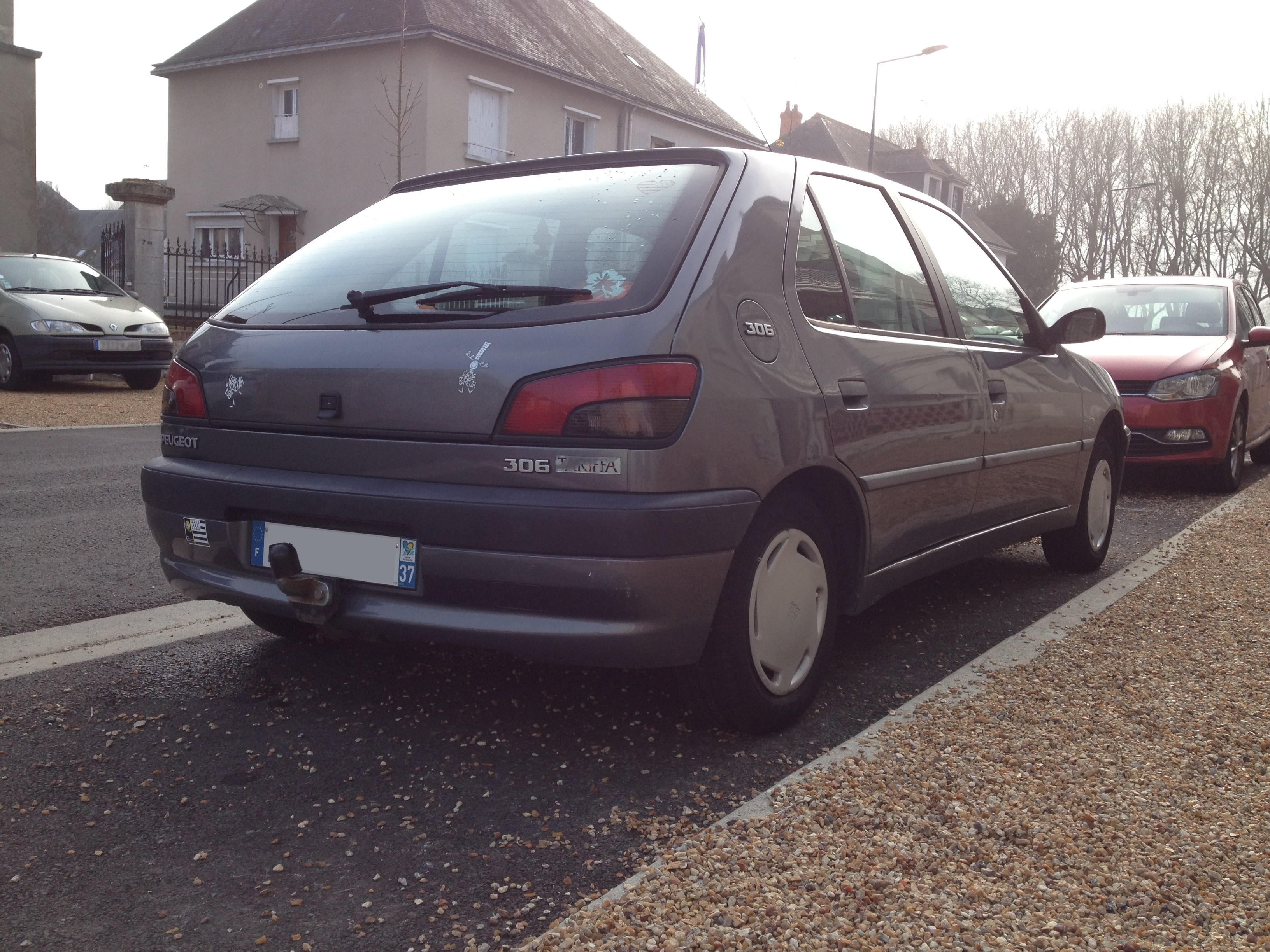
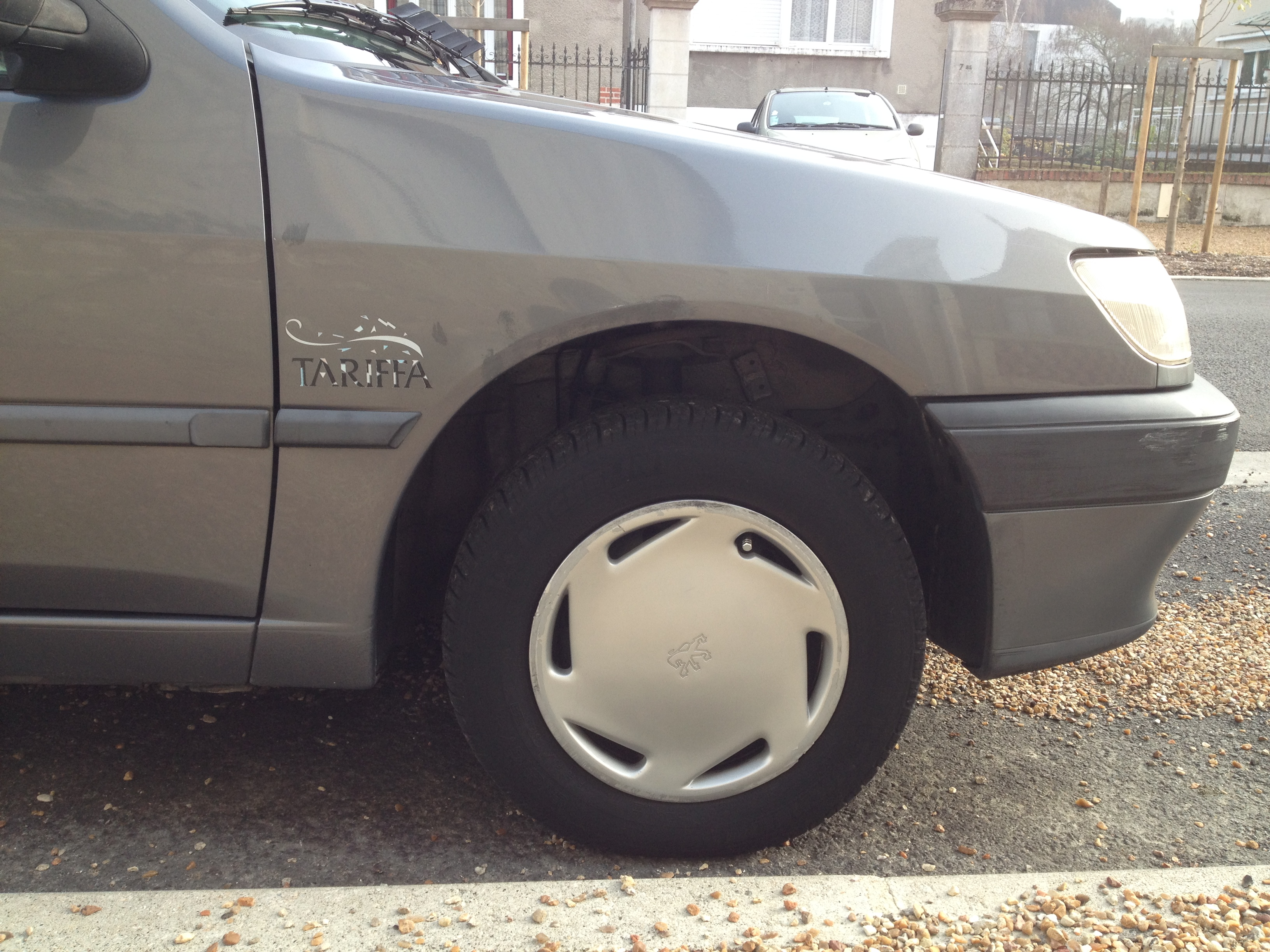
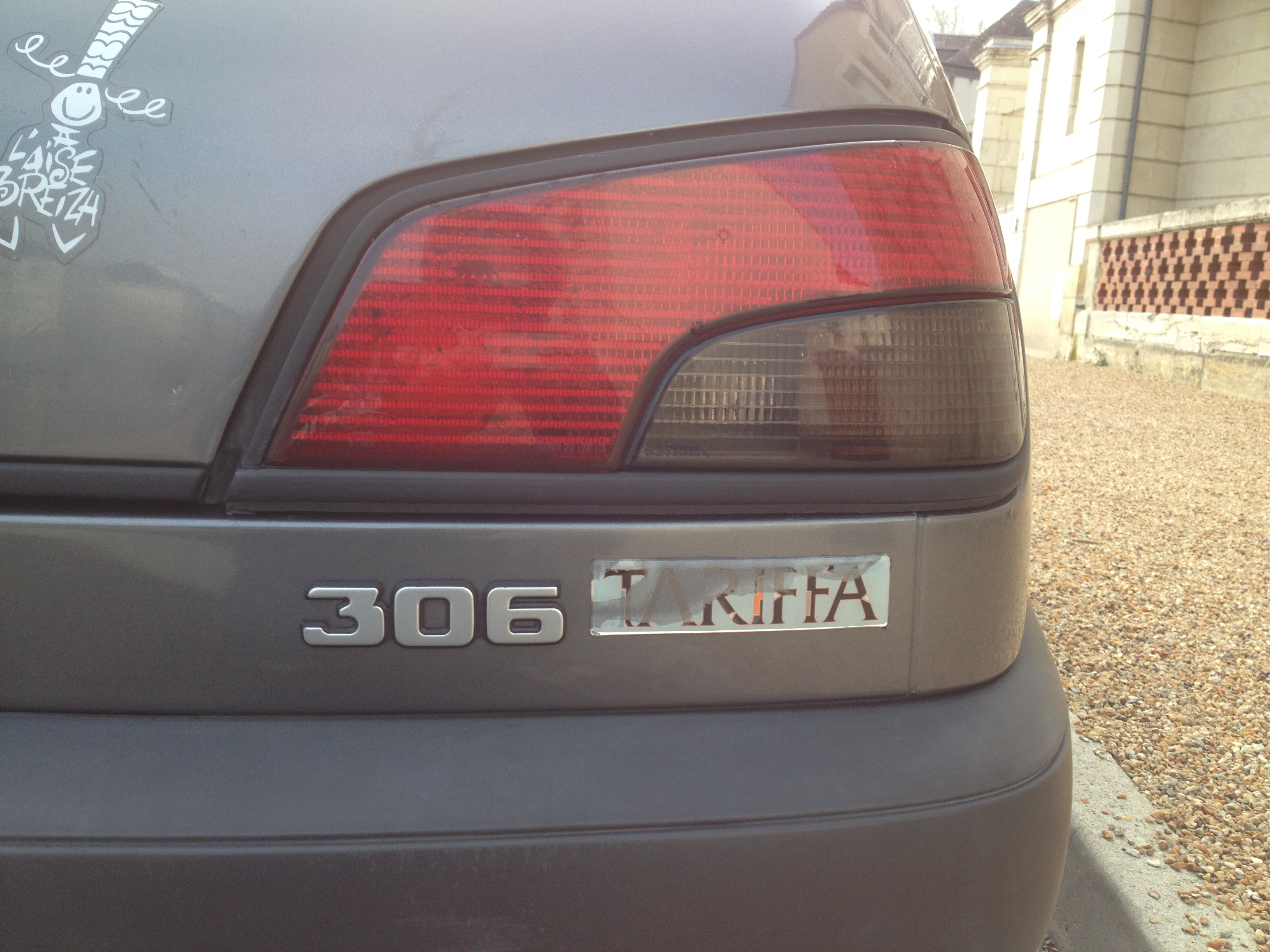

Série export espagnole disponible en berline 4 ou 5 portes. Trois couleurs disponibles Gris Magnum M1TA, Blanc Banquise P0Wp ou Rouge Lucifer M0KQ.

#### Totem

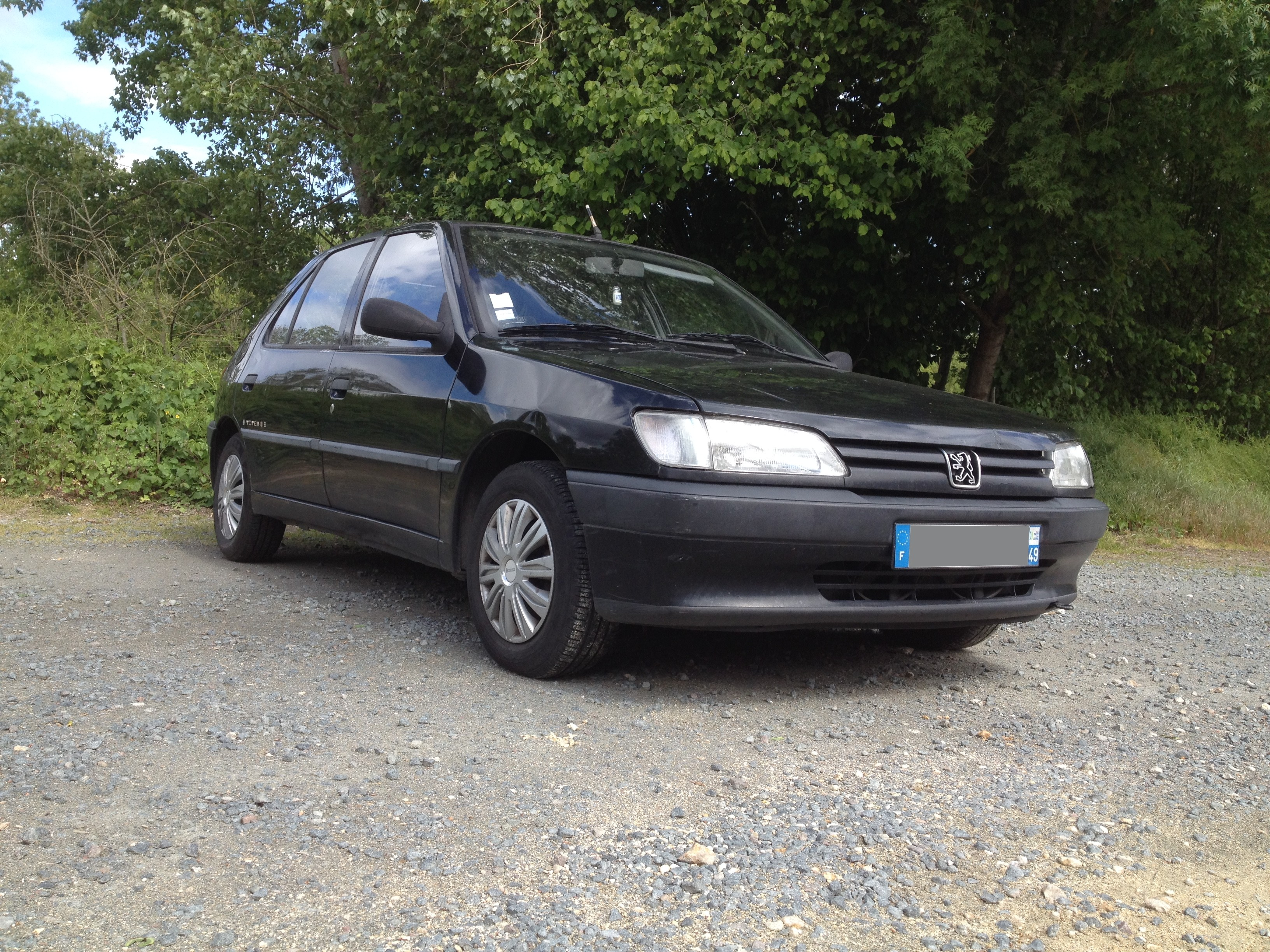
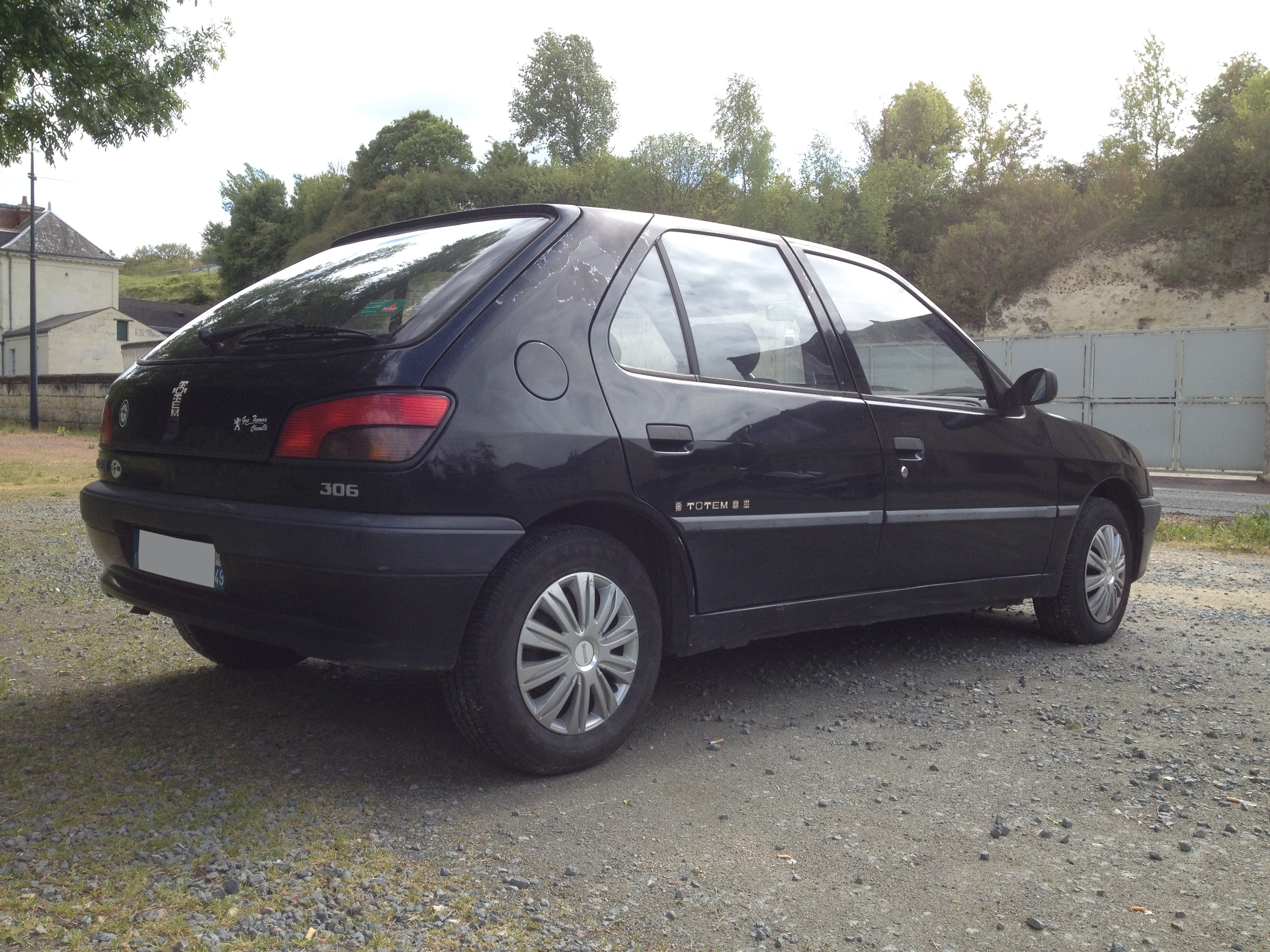
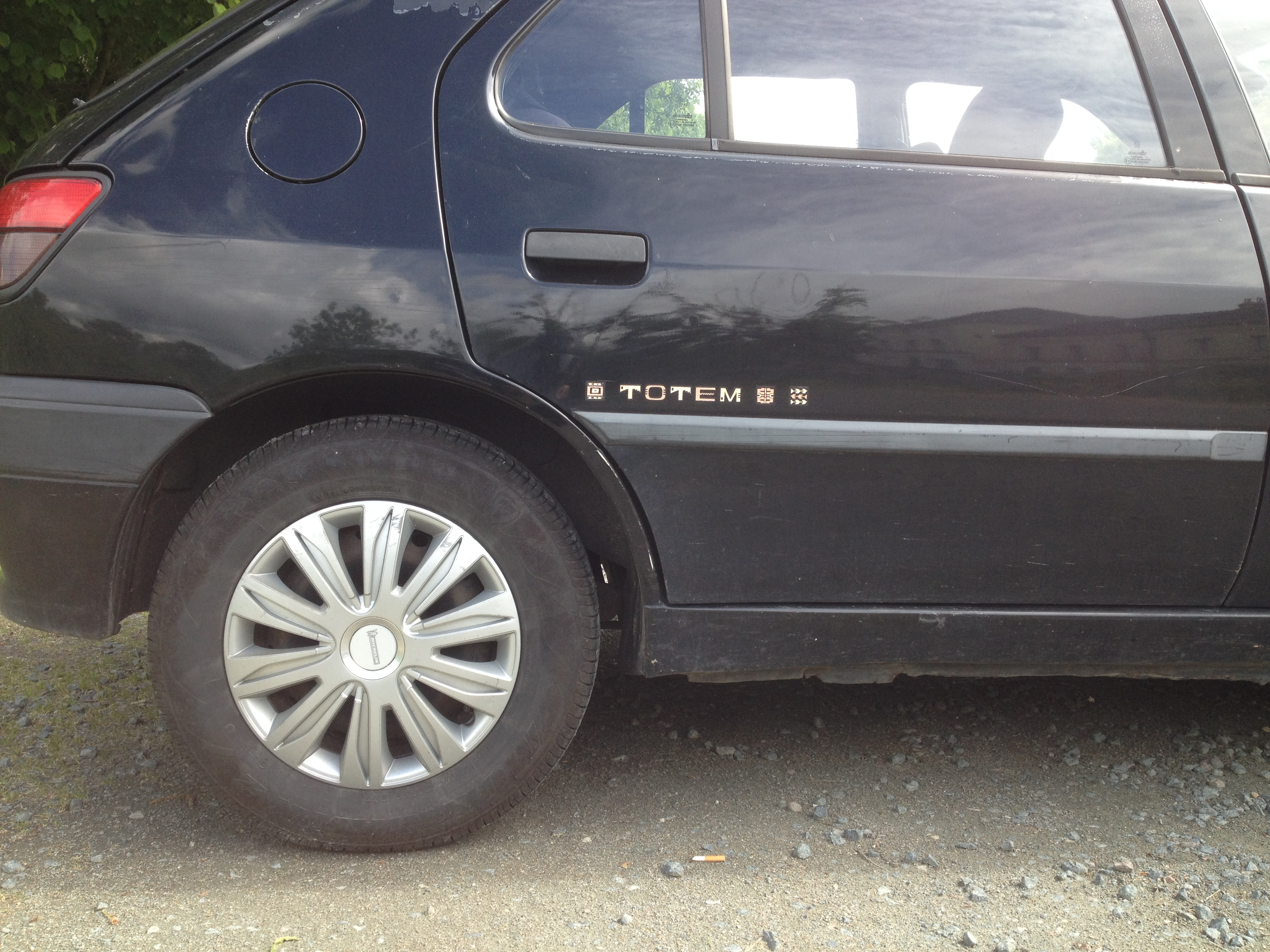
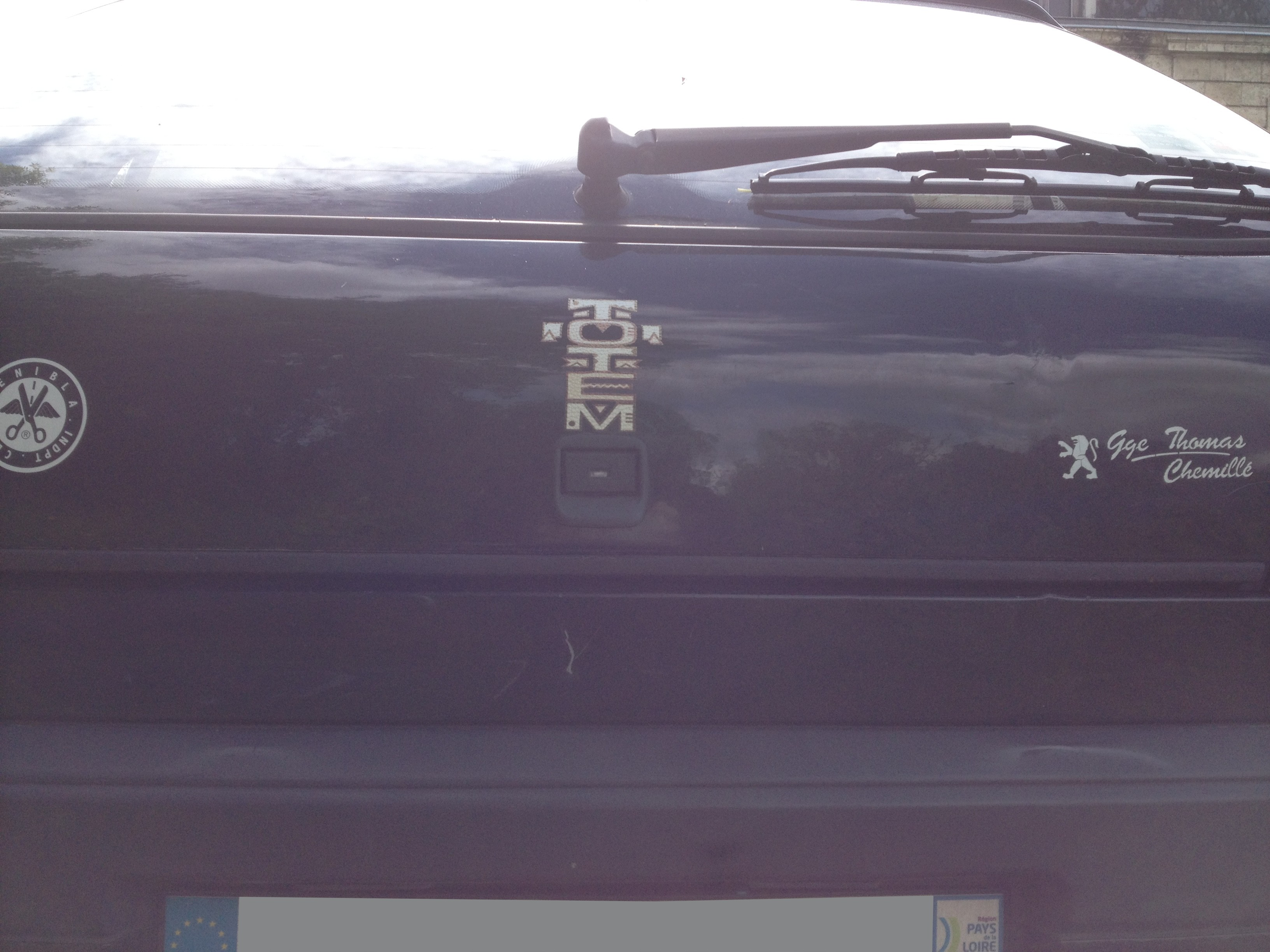

#### XSS
La 306 série XSS a été vendue en Grande-Bretagne seulement, similaire à la série spéciale DTurbo S mais avec un moteur essence 1.6 l. L'équipement était sensiblement identique. À noter que cette version XSS avait le choix entre deux couleurs : Bleu Sigma M0NQ ou Vert Fluorite M0SS.

## Version compétition

### 306 Maxi
La Peugeot 306 Maxi est une voiture de compétition, destinée au rallye, et basée sur la 306 S16. Elle marqua le vrai retour de Peugeot au premier plan des rallyes, après l'ère des groupes B et de la mythique 205 Turbo 16. Son développement débute en 1995, le responsable du département compétition étant Jean-Pierre Nicolas avec pour base compétition la 306 GTI Groupe A. Le préparateur Pipo est chargé du développement moteur.

#### Présentation
La 306 Maxi fut la reine des Kit-cars avant l'arrivée de la Xsara. Aux mains de Gilles Panizzi et François Delecour, elle gagna plusieurs rallyes de championnat de France et permit à Panizzi de remporter deux titres de Champion de France des rallyes en 1996 et 1997. Elle fut plus évoluée et plus compétitive que la Maxi Mégane, avant de céder sa place en championnat de France à la Citroën Xsara Kit-car autre constructeur du groupe PSA.
De 1996 à 1998, la Peugeot 306 Maxi fit aussi quelques apparitions officielles en championnat du monde des rallyes principalement sur les rallyes asphaltes où elle termina à plusieurs reprises dans le top 6 . Elle termina ainsi le Tour de Corse 1997 aux 3e et 4e places après avoir longtemps mené les débats face à Colin Mc Rae et Carlos Sainz (tous deux sur WRC) et surtout comme meilleur résultat la deuxième place obtenue par François Delecour au Tour de Corse 1998, toujours face à des World Rally Cars plus puissantes et dotées d'une transmission intégrale, mais aussi plus lourdes. La 306 Maxi fut conçue exclusivement pour les rallyes asphalte mais un pilote privé portugais, Adruzilo Lopes, engagea une version modifiée pour la terre au rallye du Portugal, remportant sa classe (A7) en 1998. Également en 1998 la 306 Maxi montrera toutes ses aptitudes dans le Championnat Inter des rallyes Belges avec à son volant Jean-Pierre Vande Wauwer qui remportera le rallye de Wallonie mais surtout le championnat de Belgique. La 306 Maxi connaitra ses derniers succès internationaux en 2004, en permettant au pilote privé italien, Luca Pedersoli, de terminer deuxième du championnat d'Europe des rallyes 2004, en offrant une certaine résistance aux Super 1600 moins puissantes, mais beaucoup plus récentes.
Si la 306 Maxi n'est plus homologuée pour participer aux grands rallyes internationaux, elle continue à faire le bonheur de pilotes privés dans le championnat de France des rallyes, mais également dans les épreuves régionales et nationales.

#### Pilotes
- Sébastien Loeb (quelques rallyes en 2017 et rallye du Mont Blanc 2021)
- Eddy Bénézet (champion d'Europe D2 de rallycross en 2000)
- Will Gollop de 1994 à 1997
- Gilles Panizzi de 1995 à 1998. Champion de France Rallye 1996 et 1997
- François Delecour de 1996 à 1998 et rallye du Mont Blanc 2021

### Teintes
Toutes les teintes ci-dessous ont été disponibles de série ou en option sur des modèles 306. Certaines sont restées au catalogue pendant toute la carrière du modèle alors que d'autres ont été proposées sur des périodes plus courtes.

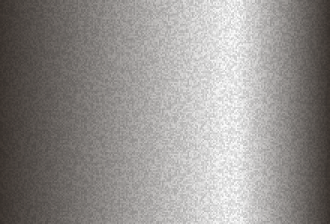
Beige Mayfair - M0CN
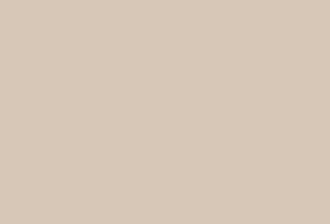
Beige Tibesti - P0CX
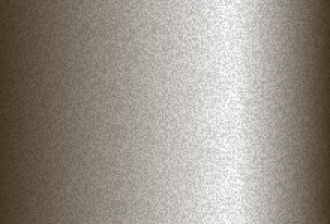
Beige Versailles - M0DU
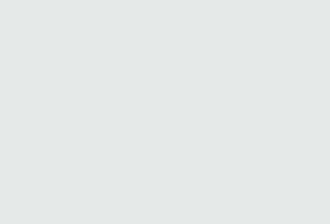
Blanc Banquise - P0WP
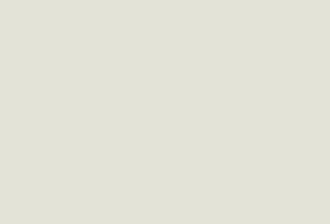
Blanc Meije - P0WT
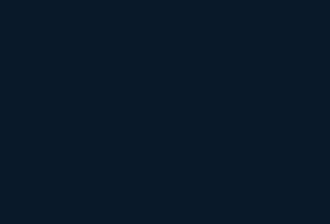
Bleu Amiral - P3NC
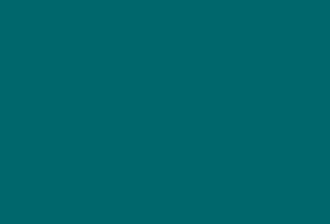
Bleu Bermudes - P3SD
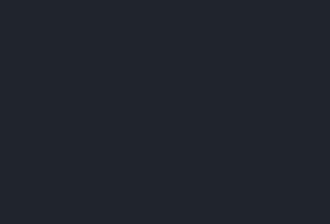
Bleu d'Arabie - P3LA
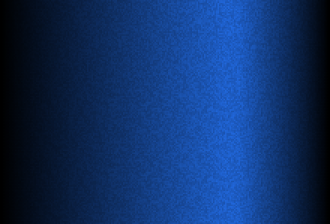
Bleu de Chine - M4GE
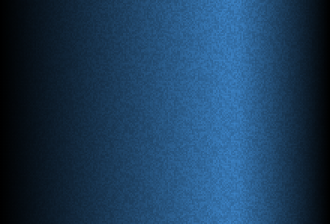
Bleu de Rhodes - M4MP
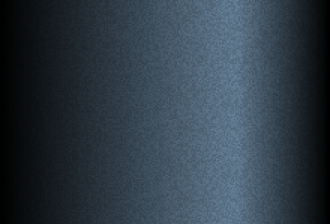
Bleu de Saxe M0PJ
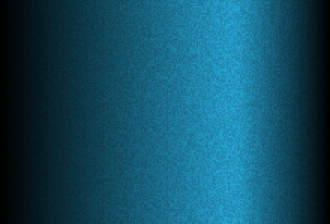
Bleu Genesis- MONW
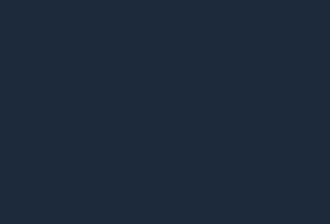
Bleu Impérial - P3NP
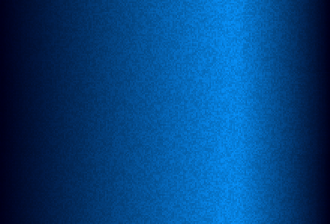
Bleu Miami - M0MY
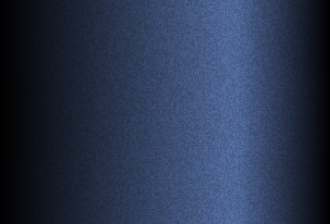
Bleu Pharaon - MOGQ
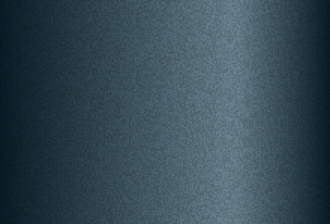
Bleu Polaire - M0PQ
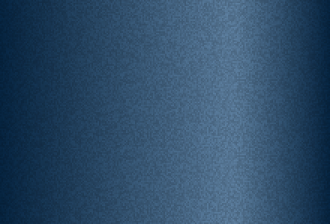
Bleu de Provence - M0GR
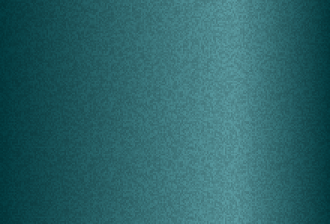
Bleu Samoa - M0GF
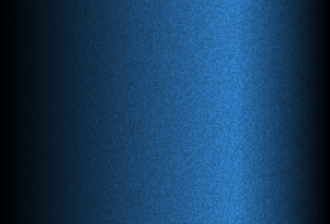
Bleu Sigma - M0NQ
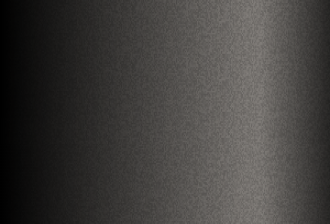
Brun Castillane - M0EA
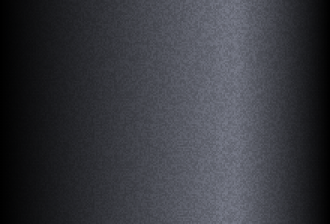
Gris Aster - M0YJ
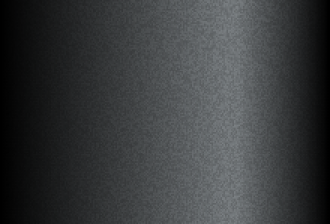
Gris Château - M0TH
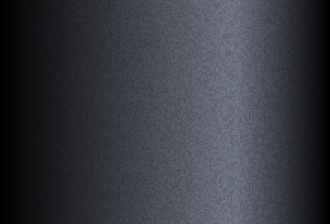
Gris Cosmos - M0YF
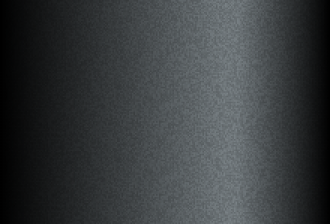
Gris Hades - EZDC
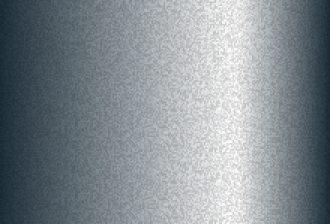
Gris Iceland - M0YL
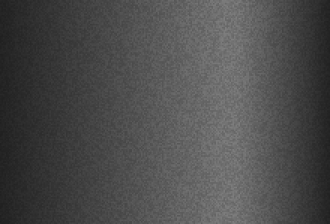
Gris London - M1VH où M0VH
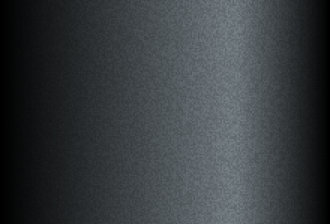
Gris Magnum - M1TA
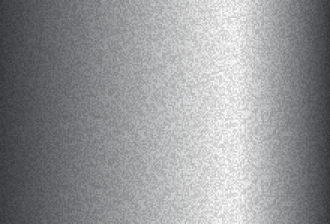
Gris Quartz - M0YC
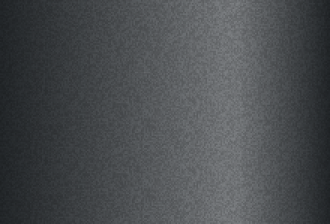
Gris Sidobre - M0ZA
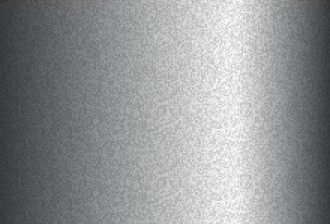
Gris Thallium - M0VW
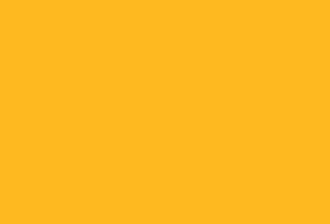
Jaune Genêt - P3AU
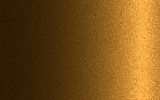
Jaune Vermeer - M0DX
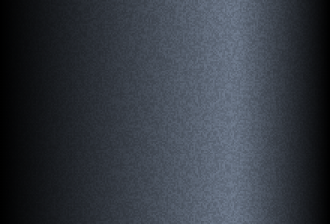
Noir Kazan - M0XC
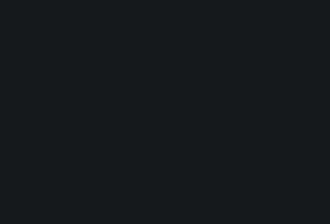
Noir Onyx - P3XY
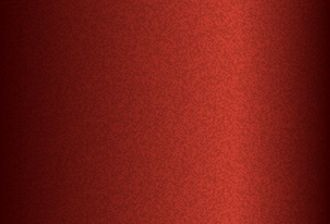
Orange Newport - M4HA
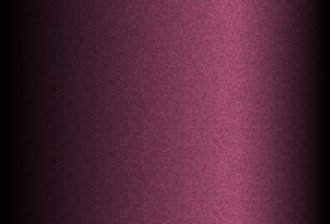
Prune Nacrée - M4KW
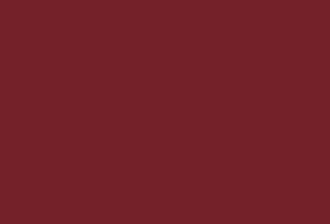
Rouge Andalou - P0JZ
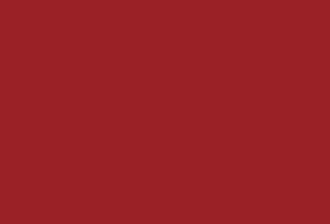
Rouge Ecarlate - P3KG
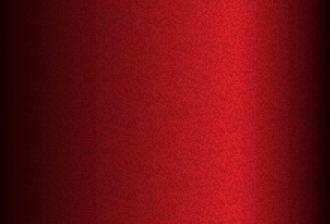
Rouge Lucifer - M0KQ
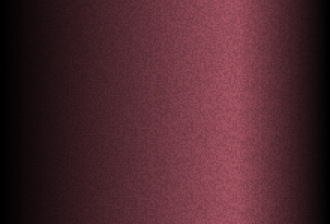
Rouge Trévisé - M0JY
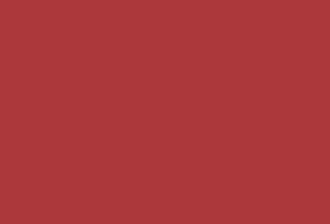
Rouge Vallelunga - P3KB
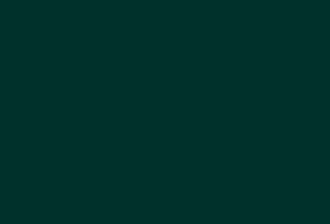
Vert Epicea - P0QY
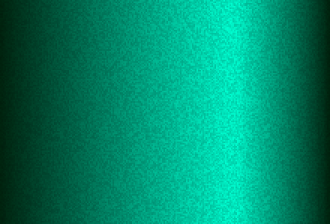
Vert Fluorite M0SS
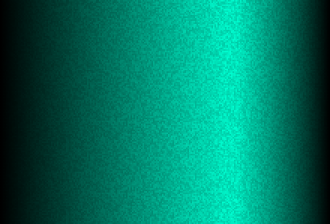
Vert Grand Chelem - M0QL
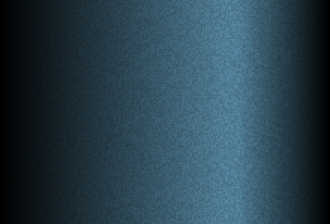
Vert Mayerling - M0SB
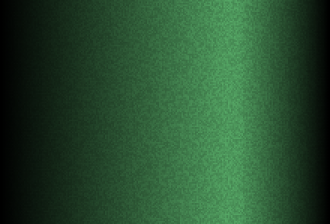
Vert Nausicaa - M0QU
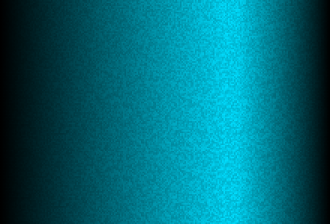
Vert Reflex - M1SU
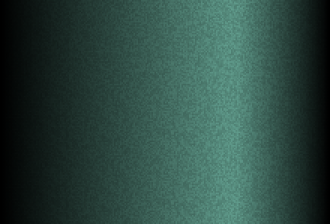
Vert Roland Garros - M0RP
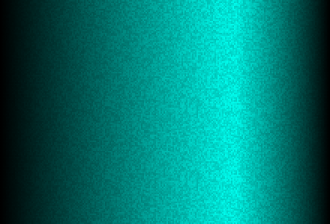
Vert Sherwood - M0RF
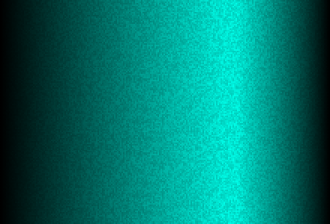
Vert Tie Break Iséo- MOSJ
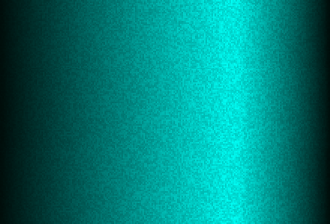
Vert Watteau - M0QS

On peut également noter plusieurs couleurs de service qui maintenant sont entre les mains de particulier:

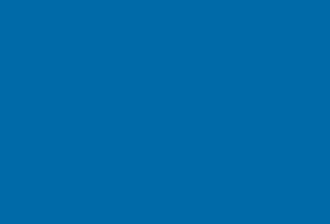
Bleu EDF - P0MG
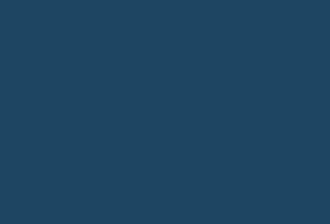
Bleu Gendarmerie- P0P4
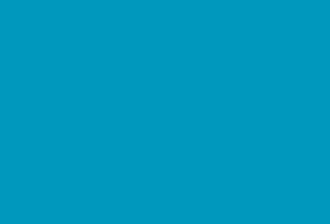
Bleu Télécom - P3MF
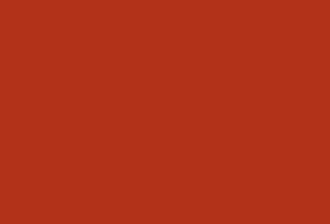
Rouge Pompier - P0KB

1993-1994
| Couleur            | 1993 | AM 93 | AM93      | AM 93     | nov-93  | déc-93   | AM94      | AM94          | AM94     | avr-94    | avr-94        | mai-94        | août-94 | sept-94         | oct-94 | 1994 |
|                    |      | Niv 1 | Niv 2 Bis | Niv 2 & 3 | Le Mans | Sportive | Niv 1 & 2 | Niv 2 Bis & 3 | Sp 1 & 2 | Cabriolet | Roland Garros | Roland Garros | Sedan   | Griffe J→ 07/96 | Griffe |      |
| Beige Mayfair      | X    |       | X         | X         |         |          | X         | X             |          |           |               |               | X       | X               | X      | X    |
| Beige Tibesti      |      | X     |           | X         |         |          |           |               |          |           |               |               |         |                 |        |      |
| Blanc Banquise     |      |       |           |           |         | X        | X         | X             | X        | X         |               |               | X       |                 |        | X    |
| Blanc Meije        | X    | X     | X         | X         |         |          |           |               |          |           |               |               |         |                 |        |      |
| Bleu Bermudes      |      |       |           |           |         |          | X         | X             |          |           |               |               | X       |                 |        | X    |
| Bleu d'Arabie      | X    | X     | X         | X         |         |          | X         | X             |          |           |               |               |         |                 |        | X    |
| Bleu Polaire       |      | X     | X         | X         |         |          |           |               |          |           |               |               |         |                 |        |      |
| Bleu de Saxe       | X    | X     | X         | X         |         |          | X         | X             |          |           |               |               | X       |                 |        | X    |
| Bleu Génésis       |      |       |           |           |         |          |           |               |          |           |               |               | X       |                 |        |      |
| Bleu Miami         |      |       |           |           |         |          | X         |               |          |           |               |               | X       |                 |        | X    |
| Bleu Sigma         |      |       |           |           |         | X        |           |               | X        |           |               |               |         |                 |        | X    |
| Brun Castillane    |      | X     | X         | X         |         |          |           |               |          |           |               |               |         |                 |        |      |
| Gris Château       |      |       |           |           |         |          |           |               |          |           |               |               | X       | X               | X      |      |
| Gris Graphite      |      | X     | X         | X         |         |          |           |               |          |           |               |               |         |                 |        |      |
| Gris London        |      |       |           |           |         |          |           |               |          | X         |               |               |         |                 |        |      |
| Gris Magnum        | X    | X     | X         | X         |         | X        | X         | X             | X        |           |               |               |         |                 |        | X    |
| Gris Quartz        | X    | X     | X         | X         |         | X        | X         | X             | X        |           |               |               | X       |                 |        | X    |
| Noir Kazan         |      |       |           |           |         |          |           |               |          | X         |               |               |         |                 |        |      |
| Noir Onyx          | X    | X     | X         | X         |         | X        | X         | X             | X        |           |               |               | X       |                 |        | X    |
| Prune Nacrée       |      |       |           |           |         |          |           |               |          | X         |               |               |         |                 |        |      |
| Rouge Andalou      | X    | X     | X         | X         |         |          | X         | X             |          |           |               |               | X       |                 |        | X    |
| Rouge Écarlate     |      |       |           |           |         |          |           |               |          | X         |               |               |         |                 |        |      |
| Rouge Lucifer      |      |       |           |           | X       | X        |           |               | X        | X         |               |               |         |                 |        | X    |
| Rouge Trévisé      |      |       |           |           |         |          |           |               |          |           |               |               |         | X               | X      |      |
| Rouge Vallelunga   | X    | X     | X         | X         |         | X        | X         | X             | X        |           |               |               | X       |                 |        | X    |
| Vert Mayerling     | X    | X     | X         | X         |         |          | X         | X             |          |           |               |               | X       | X               | X      | X    |
| Vert Reflex        |      |       |           |           |         |          |           |               |          | X         |               |               |         |                 |        |      |
| Vert Roland Garros |      |       |           |           |         |          |           |               |          |           | X             | X             |         |                 |        |      |

1995
| Couleur            | AM95      | AM95      | AM95    | AM95  | AM95     | AM95  | AM95          | AM95         | AM95     | AM95             | 1995  | janv-95   | mars-95 | juin-95       | juil-95   | juil-95   | déc-95    |
|                    | Niv 1 & 2 | Niv 2 ter | Niv 2 + | Niv 3 | SP 1 & 2 | Niv 5 | Roland Garros | 4p Niv 1 & 2 | 4p Niv 3 | Cab Niv 2 & Sp 2 | Sedan | Eden Park | Totem   | Roland Garros | Cabriolet | Cabriolet | Slalom UK |
| Beige Mayfair      | X         |           |         | X     |          | X     |               | X            | X        |                  | X     |           |         |               |           |           |           |
| Beige Tibesti      |           |           |         |       |          |       |               |              |          |                  | X     |           |         |               |           |           |           |
| Blanc Banquise     | X         | X         | X       | X     | X        |       |               | X            | X        | X                | X     |           |         |               | X         | X         | X         |
| Bleu Bermudes      | X         |           | X       | X     |          |       |               | X            | X        |                  | X     |           | X (5p)  |               |           |           |           |
| Bleu d'Arabie      | X         |           |         | X     |          |       |               | X            | X        |                  | X     | X         |         |               |           |           |           |
| Bleu Polaire       |           |           |         |       |          |       |               |              |          |                  | X     |           |         |               |           |           |           |
| Bleu de Saxe       | X         |           |         | X     |          |       |               | X            | X        |                  | X     |           |         |               |           |           |           |
| Bleu Génésis       | X         |           | X       | X     |          |       |               | X            | X        |                  | X     |           |         |               |           |           |           |
| Bleu Miami         | X         | X         |         |       |          |       |               | X            | X        |                  | X     |           |         |               |           |           |           |
| Bleu Sigma         |           |           | X       |       | X        |       |               |              |          |                  | X     |           |         |               |           |           |           |
| Brun Castillane    |           |           |         |       |          |       |               |              |          |                  | X     |           |         |               |           |           |           |
| Gris Château       | X         | X         | X       | X     |          | X     |               | X            |          |                  | X     |           |         |               |           |           |           |
| Gris Graphite      |           |           |         |       |          |       |               |              |          |                  | X     |           |         |               |           |           |           |
| Gris London        |           |           |         |       |          |       |               |              |          | X                |       |           |         |               | X         | X         |           |
| Gris Magnum        |           |           |         |       |          |       |               |              |          |                  | X     |           |         |               |           |           |           |
| Gris Quartz        | X         | X         | X       | X     |          |       |               | X            | X        |                  | X     |           | X (5P)  |               |           |           |           |
| Jaune Genêt        |           |           |         |       |          |       |               |              |          |                  |       |           |         |               | X         | X         |           |
| Noir Kazan         |           |           |         |       |          |       |               |              |          | X                |       |           |         |               | X         | X         |           |
| Noir Onyx          | X         | X         | X       | X     |          |       |               | X            | X        |                  | X     |           | X       |               |           |           | X         |
| Prune Nacrée       |           |           |         |       |          |       |               |              |          | X                |       |           |         |               | X         | X         |           |
| Rouge Andalou      | X         |           | X       | X     |          |       |               | X            | X        |                  | X     |           |         |               |           |           |           |
| Rouge Écarlate     |           |           |         |       |          |       |               |              |          | X                |       |           |         |               | X         | X         |           |
| Rouge Lucifer      |           |           | X       |       |          |       |               |              |          | X                | X     |           |         |               | X         | X         | X         |
| Rouge Trévisé      |           |           |         |       |          | X     |               |              |          |                  | X     |           |         |               |           |           |           |
| Rouge Vallelunga   | X         | X         |         | X     |          |       |               | X            | X        |                  | X     |           | X       |               |           |           |           |
| Vert Grand Chelem  |           |           |         |       |          |       |               |              |          |                  |       |           |         | X             |           |           |           |
| Vert Mayerling     | X         |           |         | X     |          | X     |               | X            |          |                  | X     |           |         |               |           |           |           |
| Vert Reflex        |           |           |         |       |          |       |               |              |          | X                |       |           |         |               | X         | X         |           |
| Vert Roland Garros |           |           |         |       |          |       | X             |              |          |                  |       |           |         |               |           |           |           |

1996-1997
| Couleur          | mai-96    | 1996      | 1996  | 1996      | 1996      | avr-97    | août-97  | août-97  | nov-97    | déc-97       | 1997 |
|                  | Cabriolet | Cabriolet | Green | Privilège | Référence | Cabriolet | Miami UK | Midnight | Eden Park | Champion usa | S16  |
| Blanc Banquise   |           | X         | X     |           | X         |           |          |          |           |              | X    |
| Bleu de Chine    | X         |           |       |           |           | X         |          |          |           |              |      |
| Bleu de Rhodes   |           |           |       |           |           |           |          |          | X         |              |      |
| Bleu Génésis     |           |           |       | X         | X         |           |          |          |           |              |      |
| Bleu Pharaon     |           |           |       |           |           |           |          |          |           |              | X    |
| Bleu Provence    |           |           |       |           |           |           | X        |          |           |              |      |
| Bleu Samoa       |           |           | X     |           |           |           |          |          |           |              |      |
| Bleu Sigma       |           |           |       |           |           |           |          | X        |           |              |      |
| Gris Château     |           |           |       | X         | X         |           |          |          |           |              |      |
| Gris London      | X         | X         |       |           |           |           |          |          |           |              |      |
| Gris Quartz      |           |           | X     | X         | X         |           |          | X        |           | X            | X    |
| Jaune Genêt      | X         | X         |       |           |           | X         |          |          |           |              |      |
| Jaune Vermeer    |           |           |       |           |           | X         |          |          |           |              | X    |
| Noir Kazan       | X         | X         |       |           |           | X         |          |          |           |              |      |
| Noir Onyx        |           |           | X     |           |           |           |          |          |           | X            | X    |
| Prune Nacrée     | X         | X         |       |           |           | X         |          |          |           |              |      |
| Rouge Écarlate   | X         | X         |       |           |           | X         |          |          |           |              |      |
| Rouge Lucifer    | X         | X         |       | X         | X         | X         | X        | X        |           |              | X    |
| Rouge Vallelunga |           |           |       |           |           |           |          |          |           |              | X    |
| Vert Fluorite    |           |           | X     |           |           |           |          |          |           |              |      |
| Vert Mayerling   |           |           | X     | X         | X         |           |          |          |           |              |      |
| Vert Reflex      | X         | X         |       |           |           | X         |          |          |           |              |      |

1998
| Couleur          | févr-98   | avr-98    | juin-98   | juin-98 | juin-98  | juin-98      | juin-98  | juin-98      | juin-98     | juin-98 | juin-98     | juin-98     | oct-98     | 1998 | 1998        |
|                  | Cabriolet | Rallye UK | Cabriolet |         | Equinoxe | Symbio       | Cashmere | Champion USA | XS & Dturbo | Xsi     | S16 Confort | S16 Premium | Music Line |      | S16 Confort |
| Blanc Banquise   |           | X         |           | X       | X        | X            | X        |              | X           | X       | X           | X           |            | X    | X           |
| Bleu de Chine    | X         |           | X         |         |          |              |          |              |             |         |             |             |            |      |             |
| Bleu Impérial    |           |           |           | X       | X        | X            | X        |              | X           | X       | X           |             |            | X    | X           |
| Bleu Pharaon     |           |           |           | X       | X        | X            | X        | X            | X           | X       |             | X           |            | X    |             |
| Bleu Provence    |           |           |           | X       | X        | X            | X        |              | X           | X       |             |             |            | X    |             |
| Bleu Sigma       |           |           |           | X       | X        | X            | X        |              | X           | X       |             | X           | X          | X    |             |
| Gris Aster       |           |           |           | X       | X        | X            | X        |              | X           | X       |             | X           |            | X    |             |
| Gris Cosmos      | X         |           | X         |         |          |              |          |              |             |         |             |             |            |      |             |
| Gris Quartz      |           |           |           | X       | X        | X            | X        | X            | X           | X       |             | X           | X          | X    |             |
| Jaune Genêt      | X         |           | X         |         |          |              |          |              |             |         |             |             |            |      |             |
| Jaune Vermeer    | X         |           | X         | X       |          | X (5 Portes) |          |              | X           | X       |             | X           | X          | X    |             |
| Noir Onyx        |           | X         |           | X       | X        | X            | X        | X            | X           | X       | X           | X           |            | X    | X           |
| Orange Newport   | X         |           | X         |         |          |              |          |              |             |         |             |             |            |      |             |
| Rouge Écarlate   | X         |           | X         |         |          |              |          |              |             |         |             |             |            |      |             |
| Rouge Lucifer    | X         |           | X         | X       | X        | X            | X        | X            | X           | X       |             | X           | X          | X    |             |
| Rouge Vallelunga |           | X         |           | X       | X        | X            | X        |              | X           |         | X           | X           |            | X    | X           |
| Vert Épicéa      |           |           |           | X       | X        | X            | X        |              |             |         |             |             |            | X    |             |
| Vert Reflex      | X         |           | X         |         |          |              |          |              |             |         |             |             |            |      |             |
| Vert Nausicaa    |           |           |           | X       | X        | X            | X        |              |             |         |             |             |            | X    |             |
| Vert Watteau     |           |           |           | X       | X        | X            | X        |              |             |         |             |             |            | X    |             |

1999
| Couleur             | janv-99             | janv-99  | janv-99      | janv-99     | janv-99 | janv-99     | janv-99     | janv-99            | janv-99 | févr-99 | févr-99      | juil-99 | juil-99 | juil-99 | juil-99        | juil-99     | juil-99     | juil-99   | nov-99       | déc-99             | 1999    | 1999        |
|                     | Equinoxe & Cashmere | Symbio   | Champion USA | XS / Dturbo | Xsi     | S16 Confort | S16 Premium | Break Champion USA | Break   |         | Saint Tropez | XR      | XT      | XS      | XS Hdi Premium | S16 Confort | S16 Premium | Cabriolet | Family Break | Champion USA Break | Berline | Xsi Édition |
| Beige Versailles    |                     |          |              |             |         |             |             |                    |         |         |              | X       | X       | X       | X              |             |             |           |              |                    | X       |             |
| Blanc Banquise      | X                   | X        |              | X           | X       | X           | X           |                    | X       |         |              | X       | X       | X       | X              | X           | X           |           | X            |                    | X       |             |
| Bleu de Chine       |                     |          |              |             |         |             |             |                    |         |         |              | X       | X       | X       | X              |             | X           | X         | X            |                    | X       |             |
| Bleu Impérial       | X                   | X        |              | X           | X       | X           | X           |                    | X       |         |              | X       | X       | X       | X              | X           |             |           |              |                    | X       |             |
| Bleu Pharaon        | X                   | X        | X            | X           | X       |             | X           | X                  | X       |         |              | X       | X       | X       | X              |             | X           |           |              | X                  | X       | X           |
| Bleu Provence       | X                   | X        |              | X           | X       |             |             |                    | X       |         |              | X       | X       | X       | X              |             |             |           |              |                    | X       |             |
| Bleu Sigma          | X                   | X        |              | X           | X       |             | X           |                    | X       |         |              |         |         |         |                |             |             |           |              |                    |         |             |
| Gris Aster          | X                   | X        |              | X           | X       |             | X           |                    | X       |         | X            | X       | X       | X       | X              |             | X           |           |              |                    | X       | X           |
| Gris Cosmos         |                     |          |              |             |         |             |             |                    |         |         |              |         |         |         |                |             |             | X         |              |                    |         |             |
| Gris Iceland        |                     |          |              |             |         |             |             |                    |         |         |              |         |         | X       | X              |             | X           |           |              |                    | X       |             |
| Gris Quartz         | X                   | X        | X            | X           | X       |             | X           | X                  | X       |         |              | X       | X       | X       | X              |             | X           |           | X            | X                  | X       |             |
| Gris Thallium       |                     |          |              |             |         |             |             |                    |         |         |              |         |         |         |                |             |             | X         |              |                    |         |             |
| Jaune Genêt         |                     |          |              |             |         |             |             |                    |         |         |              |         |         |         |                |             |             | X         |              |                    |         |             |
| Jaune Vermeer       |                     | X (5pts) |              | X           | X       |             | X           |                    |         |         |              |         |         |         |                |             |             |           |              |                    |         | X           |
| Noir Onyx           | X                   | X        | X            | X           | X       | X           | X           | X                  | X       |         |              | X       | X       | X       | X              | X           | X           |           |              | X                  | X       |             |
| Orange Newport      |                     |          |              |             |         |             |             |                    |         |         |              |         |         |         |                |             |             | X         |              |                    |         |             |
| Rouge Écarlate      |                     |          |              |             |         |             |             |                    |         |         |              |         |         |         |                |             |             | X         |              |                    |         |             |
| Rouge Lucifer       | X                   | X        | X            | X           | X       |             | X           | X                  | X       |         |              | X       | X       | X       | X              |             | X           | X         |              | X                  | X       | X           |
| Rouge Vallelunga    | X                   | X        |              | X           |         | X           | X           |                    | X       |         |              | X       | X       | X       | X              | X           | X           |           |              |                    | X       | X           |
| Vert Patagonie      | X                   | X        |              |             |         |             |             |                    | X       |         |              | X       | X       | X       |                |             |             |           |              |                    | X       |             |
| Vert Sherwood       |                     |          |              |             |         |             |             |                    |         |         |              | X       | X       | X       | X              |             |             |           |              |                    | X       |             |
| Vert Tie Break Iséo |                     |          |              |             |         |             |             |                    |         |         |              |         |         |         |                |             |             | X         |              |                    |         |             |
| Vert Nausicaa       | X                   | X        |              |             |         |             |             |                    | X       |         |              |         |         |         |                |             |             |           |              |                    |         |             |
| Vert Watteau        | X                   | X        |              |             |         |             |             |                    | X       |         |              |         |         |         |                |             |             |           |              |                    |         |             |

| Couleur             | janv-00      | juin-00   | juin-00     | juin-00     | juin-00     | juil-00      | sept-00   | déc-00 | 2000      | avr-01    | juin-01 | juin-01   | déc-01    | déc-01    |
|                     | XR & XT Pack | Cabriolet | S16 Confort | S16 Premium | XR, XT & XS | Cabriolet UK | Eden Park |        | Eden Park | Cabriolet | Break   | Cabriolet | Cabriolet | Cabriolet |
| Beige Versailles    |              |           |             |             | X           |              |           |        |           |           |         |           |           |           |
| Blanc Banquise      | X            |           | X           | X           | X           |              |           |        |           |           | X       |           |           |           |
| Bleu Amiral         | X            |           | X           |             | X           |              |           |        |           |           | X       |           |           |           |
| Bleu de Chine       | X            | X         |             | X           | X           | X            | X         |        | X         | X         | X       | X         | X         | X         |
| Bleu Pharaon        |              |           |             | X           | X           |              |           |        |           |           |         |           |           |           |
| Gris Aster          | X            |           |             | X           | X           |              |           |        |           |           | X       |           |           |           |
| Gris Cosmos         |              | X         |             |             |             |              |           |        |           |           |         |           |           |           |
| Gris Hadès          |              |           |             |             |             |              |           |        |           |           |         | X         | X         | X         |
| Gris Iceland        | X            | X         |             | X           | X           | X            |           |        |           | X         | X       | X         | X         | X         |
| Gris Quartz         | X            |           |             | X           | X           |              |           |        |           |           | X       |           |           |           |
| Gris Sidobre        | X            |           |             |             |             |              |           |        |           |           | X       |           |           |           |
| Gris Thallium       |              | X         |             |             |             |              |           |        |           | X         |         | X         | X         | X         |
| Jaune Genêt         |              | X         |             |             |             | X            |           |        |           | X         |         | X         | X         | X         |
| Noir Onyx           | (Break)      |           | X           | X           | X           |              |           |        |           |           | X       |           |           |           |
| Orange Newport      |              | X         |             |             |             |              |           |        |           | X         |         | X         |           |           |
| Rouge Écarlate      |              | X         |             |             |             | X            |           |        |           | X         |         | X         |           |           |
| Rouge Lucifer       | X            | X         |             | X           | X           | X            |           |        |           | X         | X       | X         | X         | X         |
| Rouge Vallelunga    | X            |           | X           | X           | X           |              |           |        |           |           | X       |           |           |           |
| Vert Patagonie      | X            |           |             |             | X           |              |           |        |           |           | X       |           |           |           |
| Vert Sherwood       | X            |           |             |             | X           |              |           |        |           |           | X       |           |           |           |
| Vert Tie Break Iséo |              | X         |             |             |             | X            |           |        |           | X         |         | X         | X         | X         |

### Roues
Roue tôle avec enjoliveur
Phase1
1- Style Pulsar 6 ajours 13 pouces

Style Comète 6 ajours 14 pouces

2- Style Duo 8 ajours 13 pouces

3- Style Club 9 ajours 14 pouces

4- Style Hélice 5 ajours 13 pouces

5- Style Jade 5 ajours 15 pouces

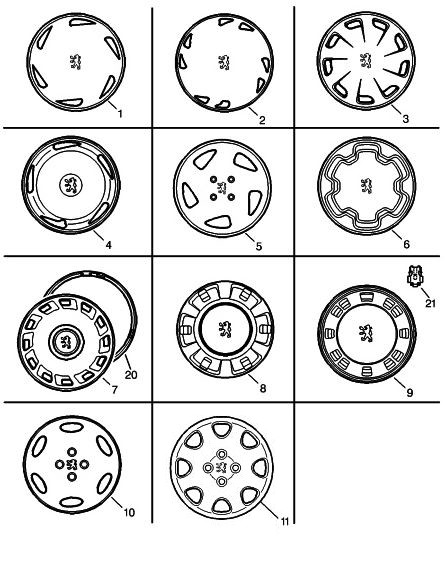
Phase 1

6- Style Cannelle 6 ajours 14 pouces

7- Style Turbine 12 ajours 13 pouces

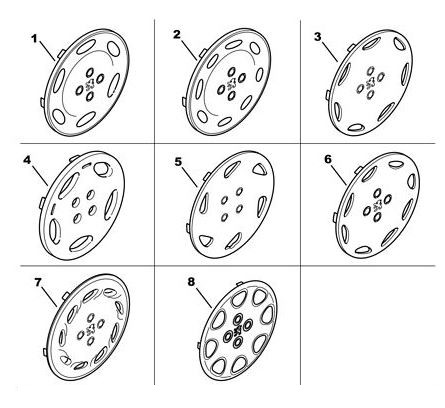
Phase 2

Style Turbine 12 ajours 14 pouces

8- Style X 6 ajours 14 pouces

9- Style X 12 ajours 13 pouces

10- Style Alto 6 ajours 13 pouces

11- Style Silex 8 ajours 14 pouces

Style Quartz 8 ajours 15 pouces
Phase 2
1. Style Alto 6 ajours 13 pouces
2. Style Tenor 7 ajours 13 pouces
3. Style Opus 7 ajours 13 pouces
4. Style Fugue 5 ajours 14 pouces
5. Style Sonate 6 ajours 14 pouces
6. Style Silex 8 ajours 14 pouces
7. Style Mica 9 ajours 14 pouces
8. Style Quartz 8 ajours 15 pouces